# Genova
Genova (AFI: /ˈd͡ʒɛnova/ , localmente /ˈd͡ʒenova/; in ligure Zéna [ˈzeːna]) è un comune italiano di 564 919 abitanti, capoluogo dell'omonima città metropolitana, della regione Liguria e cuore di una vasta area urbana che include il territorio centrale ed i comuni rivieraschi della regione, nonché l'Oltregiogo. È il più grande e popoloso comune ligure, il terzo del Nord Italia e il sesto del Paese.
Affacciata sul Mar Ligure, Genova è stata la capitale di una delle repubbliche marinare dall'XI secolo al 1797. In particolare, dal XII al XV secolo, la città ha svolto un ruolo di primo piano nel commercio in Europa, diventando, all'epoca, una delle più grandi potenze navali del continente e considerata tra le città più ricche del mondo. Fu anche soprannominata la Superba da Francesco Petrarca.
Genova è uno dei maggiori centri economico-produttivi d'Italia (insieme a Milano e Torino componeva il triangolo industriale negli anni del boom economico), nonché uno dei principali poli universitari, scientifici, culturali, artistici, musicali, enogastronomici, fieristici, turistici e sportivi del Paese. Il suo porto è per molte ragioni il più grande, importante e famoso d'Italia e rappresenta la maggiore industria genovese nonché uno dei più importanti scali a livello mediterraneo ed europeo. La città vanta anche una lunga tradizione in numerosi settori industriali, come quelli dell'industria pesante, della cantieristica navale, della subacquea e dell'industria alimentare. Genova è inoltre un affermato polo crocieristico, bancario-assicurativo e delle tecnologie delle comunicazioni. Patria dei jeans, sede della società calcistica italiana più antica fra quelle in attività, il suo nome è legato a quello di personaggi storici di importanza mondiale e a diversi prodotti simbolo del Made in Italy come il basilico, il pesto, la focaccia, la farinata e la nautica.
Sede nel 1992 dell'Expo e nel 2001 del G8, nel 2004 è stata capitale europea della cultura. Il centro storico di Genova, la Città Vecchia corrispondente al nucleo medievale, è fra i più densamente popolati d'Europa ed è conosciuto per i suoi caratteristici vicoli stretti (caruggi in genovese). Una parte del centro storico, nello specifico le Strade Nuove e il sistema dei palazzi dei Rolli di Genova, è dal 2006 compresa tra i siti Patrimonio mondiale dell'umanità tutelati dall'UNESCO. La sua università ha una storia che risale al XV secolo.
Il simbolo "fisico" della città è il suo faro, conosciuto come la Lanterna, mentre viene tradizionalmente rappresentata dalla Croce di San Giorgio, negli stemmi sorretta da due grifoni.
Nel 2023 è stata proclamata Capitale italiana del libro e nel 2024 Capitale europea dello sport.

## Geografia fisica
La città trova collocazione nella parte centrale e interna dell'omonimo golfo che si affaccia sul mar Ligure.
È situata tra la costa e i rilievi dell'Appennino ligure-genovese, che ha un'altezza media di circa 1200 m. s.l.m. ed è formato da rocce facilmente erodibili, con cime arrotondate e versanti ripidi, incisi da valli scoscese. Nelle valli che si sviluppano in maniera prevalentemente longitudinale, scorrono i torrenti come il Polcevera e il Bisagno e, fuori dal territorio comunale, il Lavagna, che per la brevità del versante marittimo non raggiungono mai lunghezze di rilievo.
L'ineguale distribuzione delle piogge, il carattere impermeabile del suolo e il dissesto idrogeologico che caratterizza il territorio urbano, sono fattori che hanno contribuito a rendere irregolare il regime di questi corsi d'acqua, che alternano piene improvvise e violente con periodi di magra. I rilievi che cingono la città, bloccando parzialmente i venti freddi provenienti da nord, permettono di avere inverni soleggiati e luminosi, con temperature meno basse che a Milano o a Torino, ed estati calde e non afose grazie alle brezze marine e alle piogge che sfiorano i 1000 mm annui.

### Territorio

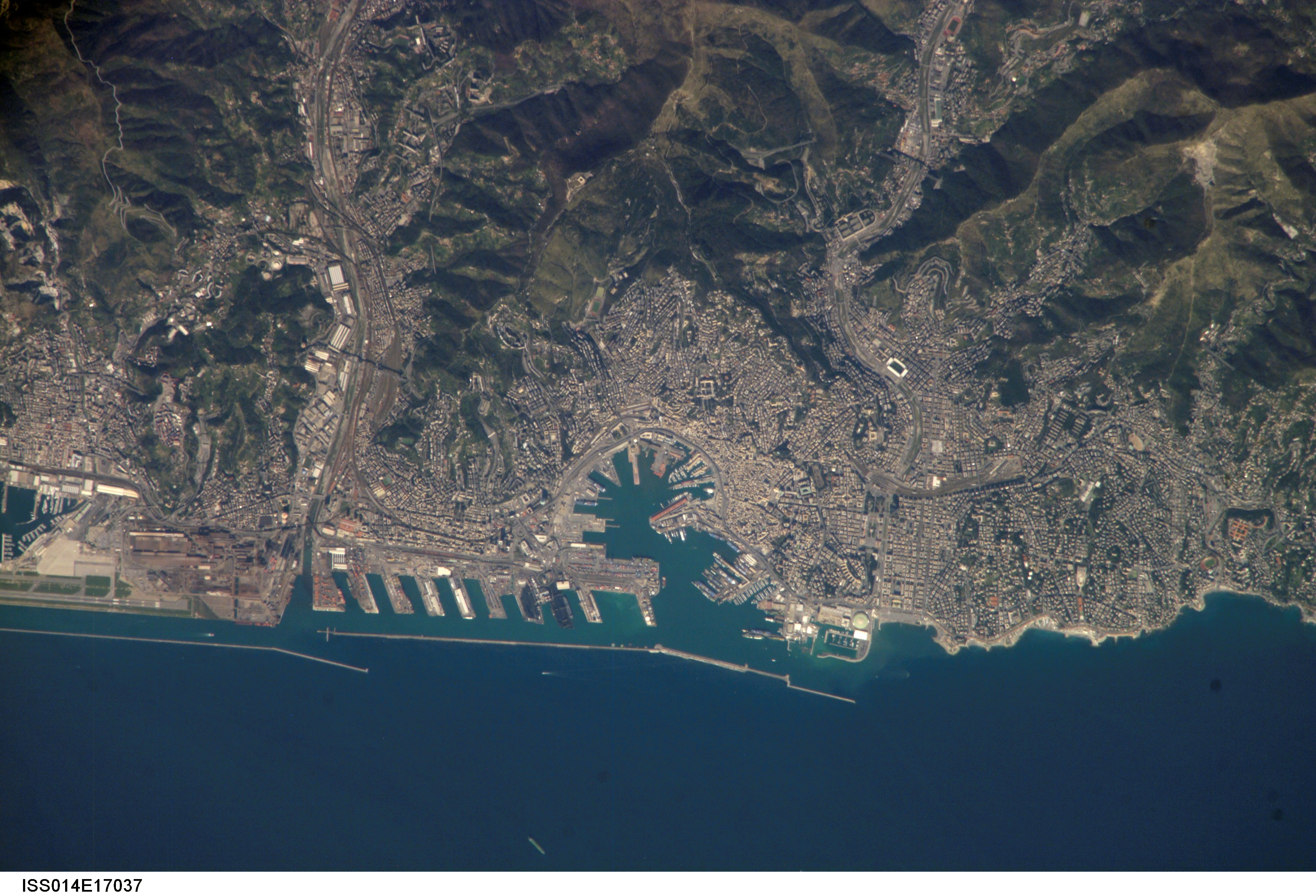
Immagine satellitare che inquadra il centro della città e le parti inferiori delle valli Polcevera e Bisagno.

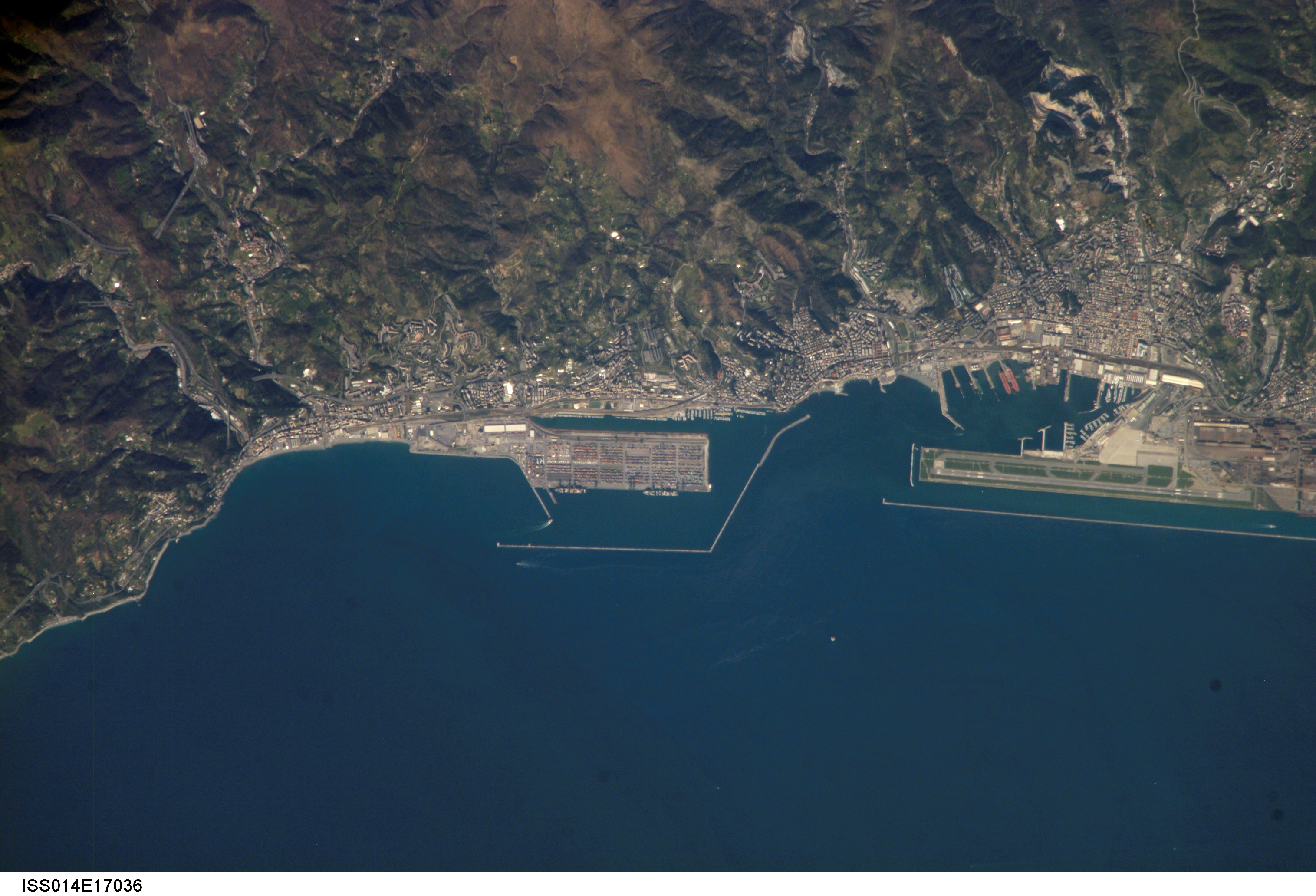
Immagine satellitare del ponente, da Voltri a Sestri Ponente, con il porto di Pra', l'aeroporto Cristoforo Colombo, le acciaierie Arcelor Mittal e i cantieri navali.

Il territorio del comune di Genova si estende per 240,29 km² al centro dell'omonimo golfo e si sviluppa su una fascia litoranea lunga circa trenta chilometri, da Voltri a Nervi, con uno sviluppo quasi uguale da ponente a levante, alle cui spalle si ergono rilievi, anche di notevole altezza, in immediata prossimità del mare. Il territorio, con il suo golfo, la costa e le alture, vede l'alternarsi di diversi paesaggi naturali e caratteristiche ambientali.
La zona costiera del ponente, fortemente urbanizzata e al servizio dell'industria e del porto, in epoca preindustriale presentava le principali spiagge dell'attuale territorio comunale: Sestri, Cornigliano e Sampierdarena.
Il territorio urbano, oltre che lungo la costa, si inoltra verso l'interno lungo i solchi della val Polcevera a ponente e della val Bisagno, a levante, formando una sorta di Pi greco rovesciato. La prima più ampia, quasi rettilinea e perpendicolare alla costa, la seconda con un percorso orientato dapprima a ponente, tra Struppa e Molassana e poi a sud-ovest sino alla Foce.
Nel percorrere le vallate del Polcevera e del Bisagno o la costa occidentale da Sampierdarena a Voltri, disseminate di complessi abitativi e industriali, o quella orientale da Albaro a Nervi, anche se più scarsa e frammentaria a causa di una diversa situazione orografica, si percepisce ancora la presenza di centri urbani culturalmente autonomi, corrispondenti ai comuni inglobati nel 1926 nella Grande Genova ma ancora ben distinguibili nel tessuto della moderna conurbazione amministrativa.
Si delinea una suddivisione del territorio comunale in cinque zone: il centro, la val Polcevera, la val Bisagno, il ponente e il levante.
- La parte più antica della città fino alla costituzione della Grande Genova rappresentava l'intero territorio comunale, è racchiusa entro l'anfiteatro collinare coronato dalle mura seicentesche; l'area urbanizzata si estende anche verticalmente, risalendo dal porto fino ai quartieri residenziali di Carignano e Castelletto, collegati con il centro da ripidi percorsi pedonali denominati "crêuze", ascensori pubblici e funicolari, oltre che da un complesso sviluppo stradale.[18][21] Il centro storico si caratterizza per la massiccia urbanizzazione del territorio e la presenza centrale del porto, che con le sue strutture occupa completamente l'affaccio sul mare. Nel corso dei secoli, ma soprattutto a cavallo tra il XIX e il XX secolo, sulle colline soprastanti gli antichi sestieri storici sono sorti quartieri signorili, come Carignano e Castelletto, ma anche popolari, come Lagaccio e Oregina, che hanno inglobato alcuni borghi preesistenti come Granarolo. Solo la parte sommitale della collina è stata preservata dalla cementificazione, grazie anche alla presenza di servitù militari legate al complesso delle mura e fortificazioni e alla più recente valorizzazione di questi manufatti dopo la loro dismissione dal demanio militare. Nella ripartizione amministrativa in vigore dal 2007 il centro è diviso in due "Municipi". Il Municipio I - Centro Est comprende i quartieri più antichi della città e le aree collinari dell'espansione urbanistica otto-novecentesca, il Municipio II - Centro Ovest comprende parte dell'antico sestiere di San Teodoro, unito a Sampierdarena, la principale delle cittadine industriali esterne alle mura inglobate nel 1926.

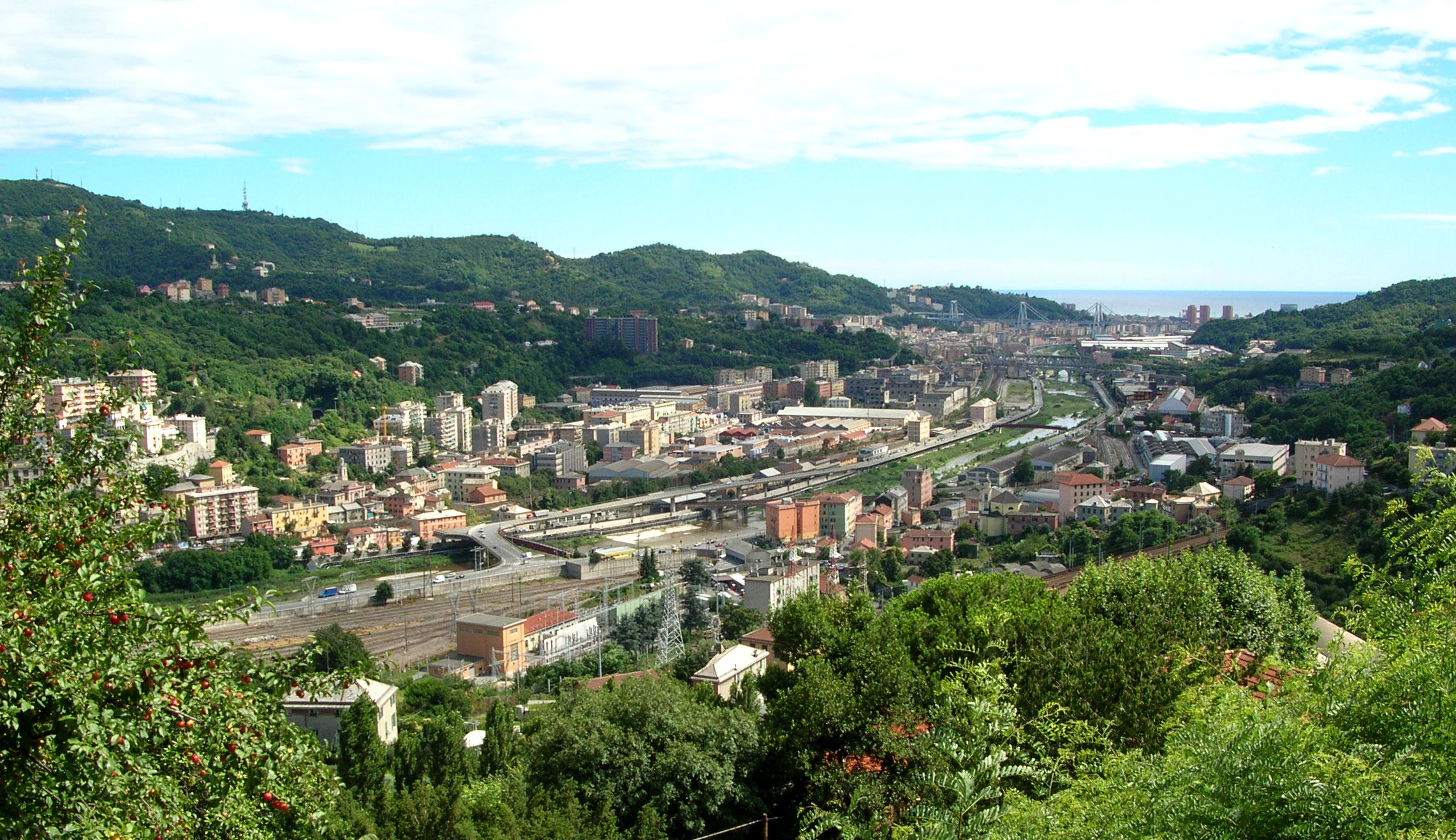
La bassa val Polcevera vista dalla collina di Murta.

- La val Polcevera si sviluppa perpendicolarmente alla linea di costa, con un andamento piuttosto lineare, ed è da sempre la principale via di accesso a Genova dalla pianura padana, un tempo attraverso i passi appenninici dei Giovi e della Bocchetta, ai quali si sono aggiunti nell'Ottocento le due linee ferroviarie per Torino e Milano e nel Novecento l'autostrada A7. È una valle ampia e soleggiata, formata dall'incontro dei torrenti Verde e Riccò a Pontedecimo. La sponda sinistra è quella più densamente popolata, sia lungo il torrente sia nei quartieri collinari; la sponda destra è occupata prevalentemente da attività industriali, magazzini e centri commerciali. Sulle alture sopravvivono paesi collinari di antica origine come Cesino, San Biagio Murta, Trasta e Fegino sul versante destro, Morego, Cremeno, Brasile, Geminiano e Begato, Garbo e Fregoso su quello sinistro; tutti questi paesi si trovavano un tempo lungo le vie di transito dirette oltre Appennino, che privilegiavano i percorsi collinari rispetto al fondovalle, reso infido dalle frequenti esondazioni dei torrenti. Sulla valle domina il Monte Figogna (804 m), sulla cui cima sorge il Santuario di Nostra Signora della Guardia. La val Polcevera, formata dalle ex circoscrizioni di Rivarolo, Bolzaneto e Pontedecimo, costituisce il Municipio V - Valpolcevera.

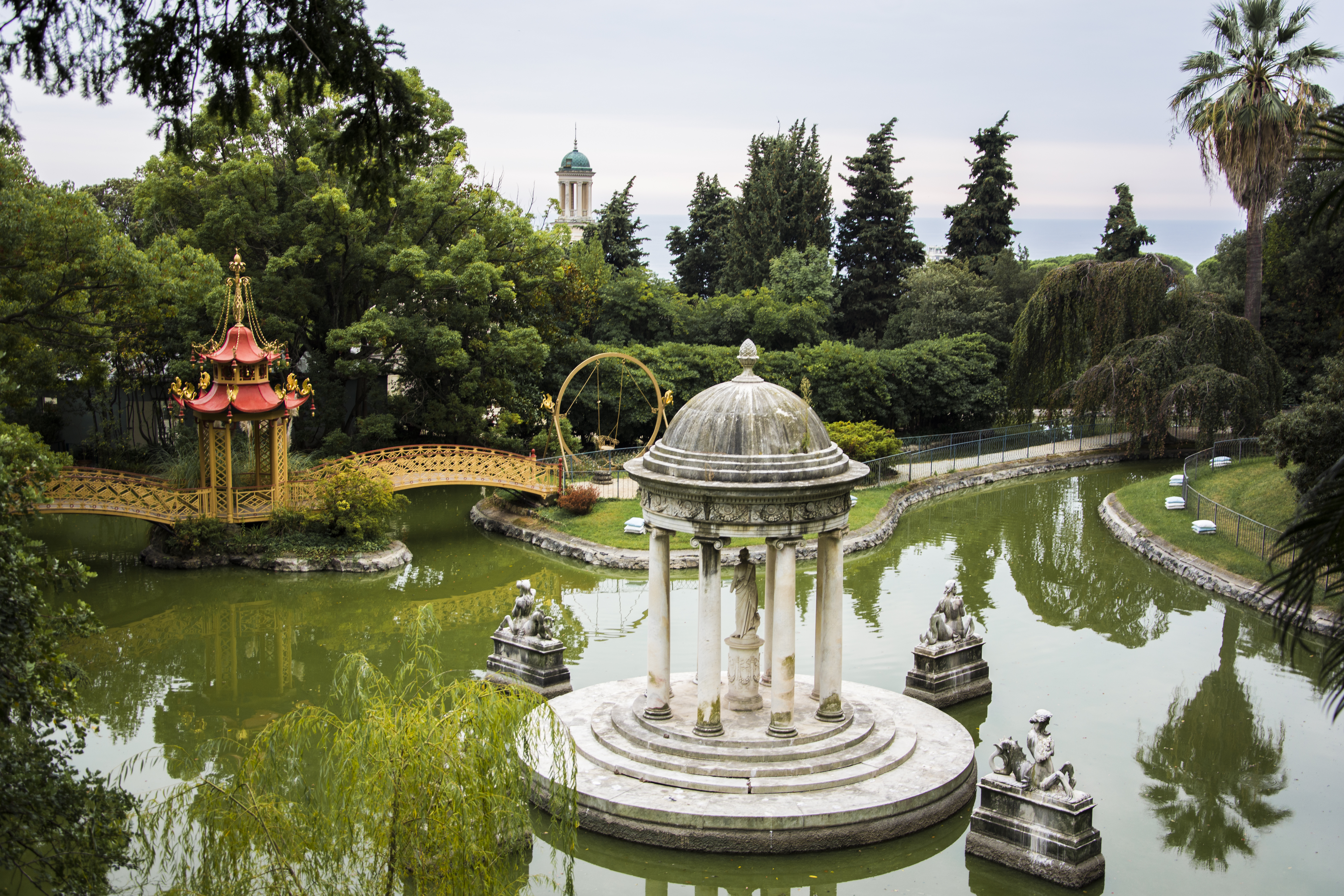
Villa Durazzo-Pallavicini.

- Il ponente cittadino è una sottile fascia pianeggiante alle cui spalle si innalzano monti che superano anche i 1000 m e culminano nel monte Reixa (1183  m), punto più alto del territorio comunale, che in questa zona raggiunge e in alcuni punti oltrepassa lo spartiacque appenninico (in corrispondenza dell'alto corso del torrente Stura) e arriva a confinare (unico comune ligure fra quelli con accesso al mare) direttamente con il Piemonte (comune di Bosio). Nel corso dei secoli luogo di villeggiatura delle famiglie patrizie genovesi (ne sono testimonianza tra le altre la villa Duchessa di Galliera a Voltri, la villa Durazzo-Pallavicini a Pegli e la villa Durazzo Bombrini a Cornigliano), il ponente è stato per lo più sacrificato nel corso del XX secolo allo sviluppo dell'industria pesante (siderurgica, chimica, cantieristica navale) e del porto di Pra', che ha finito per occupare con le sue infrastrutture quasi interamente il litorale. Residui tratti di spiaggia restano a Pegli, Multedo e Voltri. A partire dagli anni duemila sono stati effettuati alcuni interventi volti a bilanciare vivibilità e progresso, come il recupero della cosiddetta "fascia di rispetto" di Pra', la riconversione delle aree ex-siderurgiche di Cornigliano, fino all'ambizioso progetto del parco scientifico tecnologico sulla collina degli Erzelli, sulle alture di Cornigliano. Nelle vallate del ponente rimangono numerose testimonianze delle prime attività manifatturiere di età moderna, come cartiere e cave di calce, circondate dai resti degli antichi terrazzamenti agricoli, come del resto nella val Polcevera e nella val Bisagno.[21] Il ponente è diviso tra il Municipio VI - Medio Ponente (Cornigliano e Sestri Ponente) e il Municipio VII - Ponente (Pegli, Pra' e Voltri).

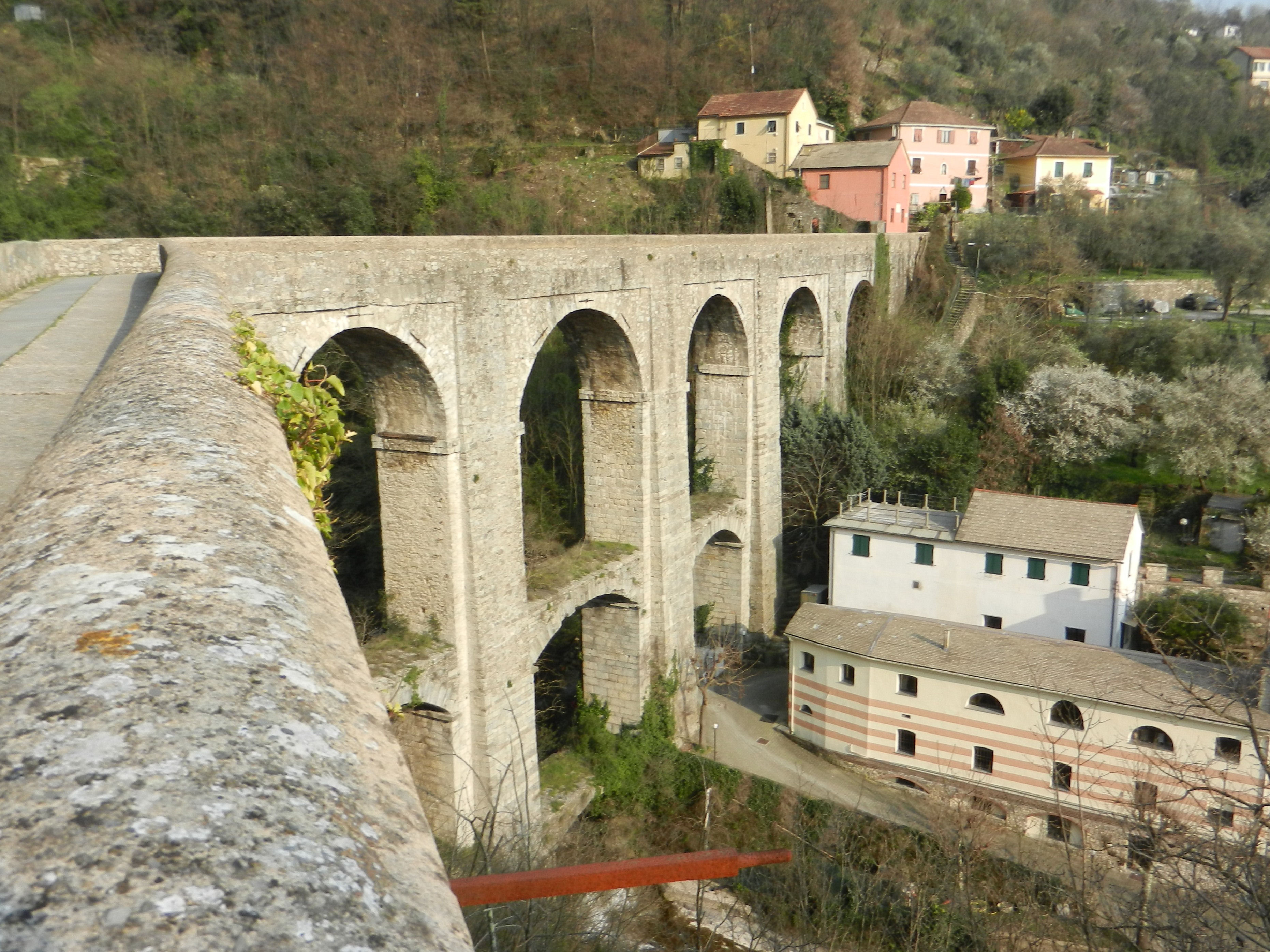
Il ponte canale dell'acquedotto storico sul Rio Torbido (Struppa).

- La val Bisagno ha un andamento sinuoso ed è maggiormente stretta tra le sue montagne rispetto alla val Polcevera. Il torrente entra nel territorio comunale all'altezza di Prato, nel quartiere di Struppa, si dirige per un tratto verso ponente fino al quartiere di Molassana, dove vira in direzione sud-ovest verso Staglieno. In questo primo tratto gli abitati sorgono per lo più sulla sponda destra del torrente, maggiormente esposta al sole, dove sono numerose frazioni che hanno in gran parte conservato il loro aspetto rurale. La parte inferiore della valle, inglobata nel comune di Genova con la prima espansione del 1873, è stata destinata fin da subito a ospitare infrastrutture legate a pubblici servizi: qui sorsero lo stadio Luigi Ferraris, il carcere di Marassi, il cimitero monumentale di Staglieno, le officine del gas, il macello pubblico e il mercato ortofrutticolo, dal 2009 trasferito a Bolzaneto. Sui crinali che delimitano la valle sui due versanti sorgono due distinti sistemi di fortificazioni, costruiti fra il XVIII e il XIX secolo: il primo, sulla sponda destra, tra il forte Sperone e il forte Diamante; il secondo sulle alture di Quezzi. Dopo il cimitero di Staglieno il paesaggio diventa prettamente urbano: il Bisagno, stretto tra i palazzi, scorre in parte tombato fino a sfociare nei pressi della Fiera di Genova. Le colline della val Bisagno, sul versante destro, sono attraversate dall'acquedotto storico, che fino alla fine dell'Ottocento assicurava il rifornimento idrico alla città prelevando acqua dal Bisagno e dai suoi affluenti. La val Bisagno è divisa tra il Municipio III - Bassa Valbisagno (San Fruttuoso e Marassi) e il Municipio IV - Media Valbisagno (Staglieno e Molassana e Struppa).

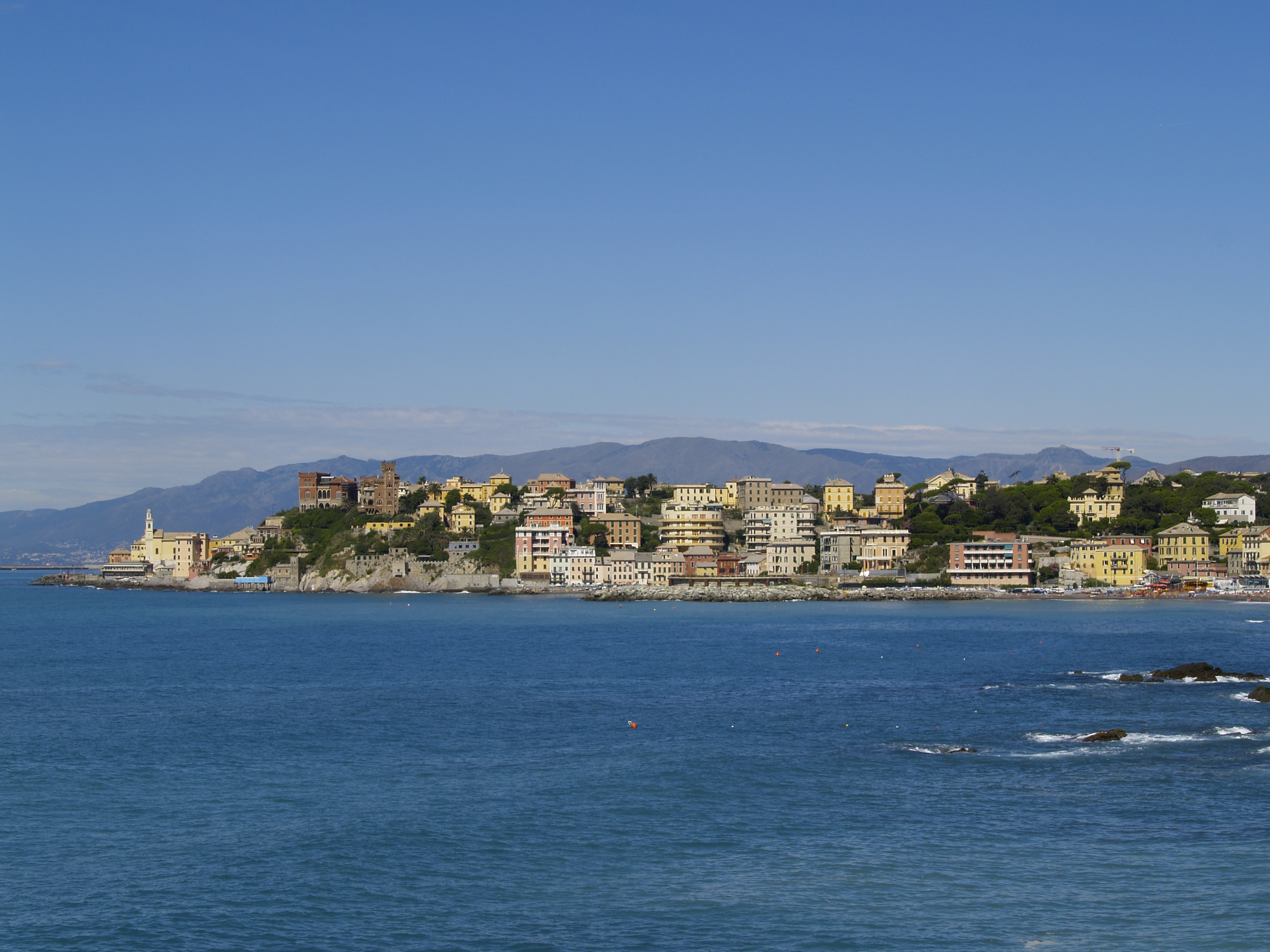
Boccadasse e Vernazzola viste dallo scoglio dei Mille a Quarto.

- Il levante cittadino, antica sede di villeggiatura delle famiglie patrizie genovesi e oggi zona residenziale di pregio, ha conservato quasi intatta la sua costa, ricca di insenature, sulle quali si affacciano intatti borghi marinari come Boccadasse e Vernazzola, e di scogliere, percorse da splendide passeggiate come quella di Nervi. Sullo sfondo domina il monte Fasce (846 m), che con il vicino monte Bastia protegge questa parte della città dai venti freddi orientali e dalla tramontana e dalla cui cima si può godere di un ampio panorama su tutto il levante cittadino. Il levante è diviso tra il Municipio VIII - Medio Levante (Foce, Albaro e San Martino) e il Municipio IX - Levante (Valle Sturla, Quarto, Quinto e Nervi).

#### Orografia

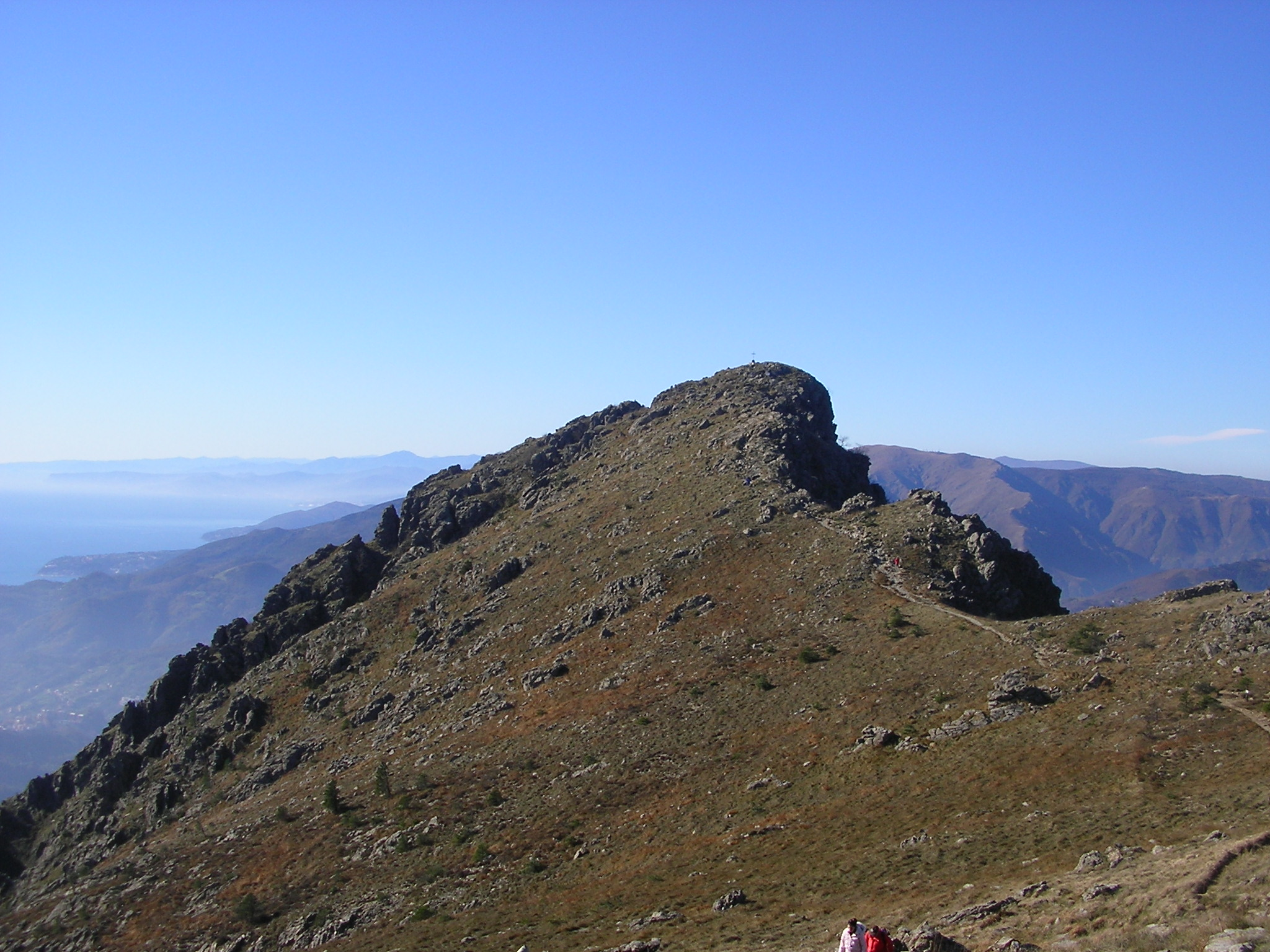
La punta Martin, uno dei rilevi più caratteristici dell'immediato entroterra genovese.

Il territorio comunale presenta un'orografia piuttosto complessa, con numerose vallate che scendono verso il mare dallo spartiacque ligure-padano o di suoi contrafforti, separate da crinali con rilievi montuosi a quote tra 400 e 1200 metri di altezza che distano tra i 6 e i 10 chilometri dal mare. L'Istat classifica il comune come appartenente alla zona altimetrica "montagna litoranea" (zona con presenza di rilievi con altitudini superiori ai 600 m).
I rilievi più significativi si trovano nella zona di ponente, in particolare sul versante destro della valle del torrente Cerusa, contornato dal monte Reixa, che con 1182 metri s.l.m. è il punto più alto del territorio comunale e dal Bric del Dente (1107 m).
Un altro importante sistema montuoso è, sempre a ponente, quello lungo il crinale tra la val Varenna e le valli dei torrenti Branega e Acquasanta, alle spalle del litorale Pegli, Pra' e Voltri, che culmina nell'altopiano del monte Penello (996 m) e nella punta Martin (1001 m). Si tratta di un'area caratterizzata da ripide vallette rocciose che culminano lungo i crinali in ampie praterie con affioramenti rocciosi. Alla testata della val Varenna il monte Proratado (928 m) sorge sul crinale con la val Polcevera.
Altro rilievo del ponente è il monte Gazzo (419 m), che domina l'abitato di Sestri Ponente e sulla cui sommità sorge il Santuario di Nostra Signora del Gazzo. Il monte è stato oggetto di una notevole attività estrattiva di pietra calcarea che ha pesantemente modificato il suo aspetto originario, distruggendo anche molte delle grotte che si aprivano nei suoi fianchi.
Le valli del Polcevera e del Bisagno hanno alla loro testata rilievi prossimi o superiori ai 1100 m (monte Taccone e monte Leco) ma il territorio di Genova ingloba solo la parte inferiore di queste valli, con rilievi di altezza più contenuta posti sulle dorsali laterali. Anche il monte Figogna (804 m), sul quale sorge il Santuario di Nostra Signora della Guardia, interamente compreso nella val Polcevera, che caratterizza il paesaggio dell'intera vallata, si trova nel comune di Ceranesi. Lungo la dorsale di ponente, tra Polcevera e Chiaravagna, i rilievi maggiori compresi nel comune di Genova sono i monti Teiolo (660 m) e Rocca dei Corvi (582 m). Dopo quest'ultimo la dorsale scende rapidamente di quota, toccando Borzoli per concludersi con le colline di Colombara, Coronata e degli Erzelli, affacciate su Cornigliano.
La dorsale tra le due valli maggiori si distacca dallo spartiacque appenninico in corrispondenza del monte Alpe (800 m), compreso nel comune di Genova solo dal versante della val Bisagno. Il rilievo maggiore in questo tratto, il monte Diamante (672 m), su cui sorge l'omonimo forte, fa parte del comune di Sant'Olcese, mentre è nel comune di Genova il monte Spino (622 m), contrafforte rivolto verso la val Polcevera, su cui sorge il forte Fratello Minore. Il crinale scende gradualmente di quota fino al monte Peralto (489 m), dove si trova il forte Sperone. Da questa altura, che costituisce il punto più alto dell'anfiteatro collinare che racchiude il centro storico di Genova, si dipartono le due dorsali, coronate dalle mura seicentesche. Quella polceverasca, a ponente, con i forti Begato, Tenaglia e Crocetta, termina con i colli di Belvedere e degli Angeli, che un tempo proseguiva con quello di San Benigno, completamente sbancato nella prima metà del Novecento, che chiudeva a mare la cerchia delle mura in corrispondenza della Lanterna.
La dorsale rivolta verso la val Bisagno, con il forte Castellaccio e l'altura del Righi, scende anch'essa gradualmente fino alla piana del Bisagno e si conclude con il colle di Carignano, affacciato sul porto e sulla zona della Foce.
L'intero comprensorio che si estende intorno alle cinte murarie seicentesche convergenti sul forte Sperone costituisce il “Parco urbano delle Mura”.

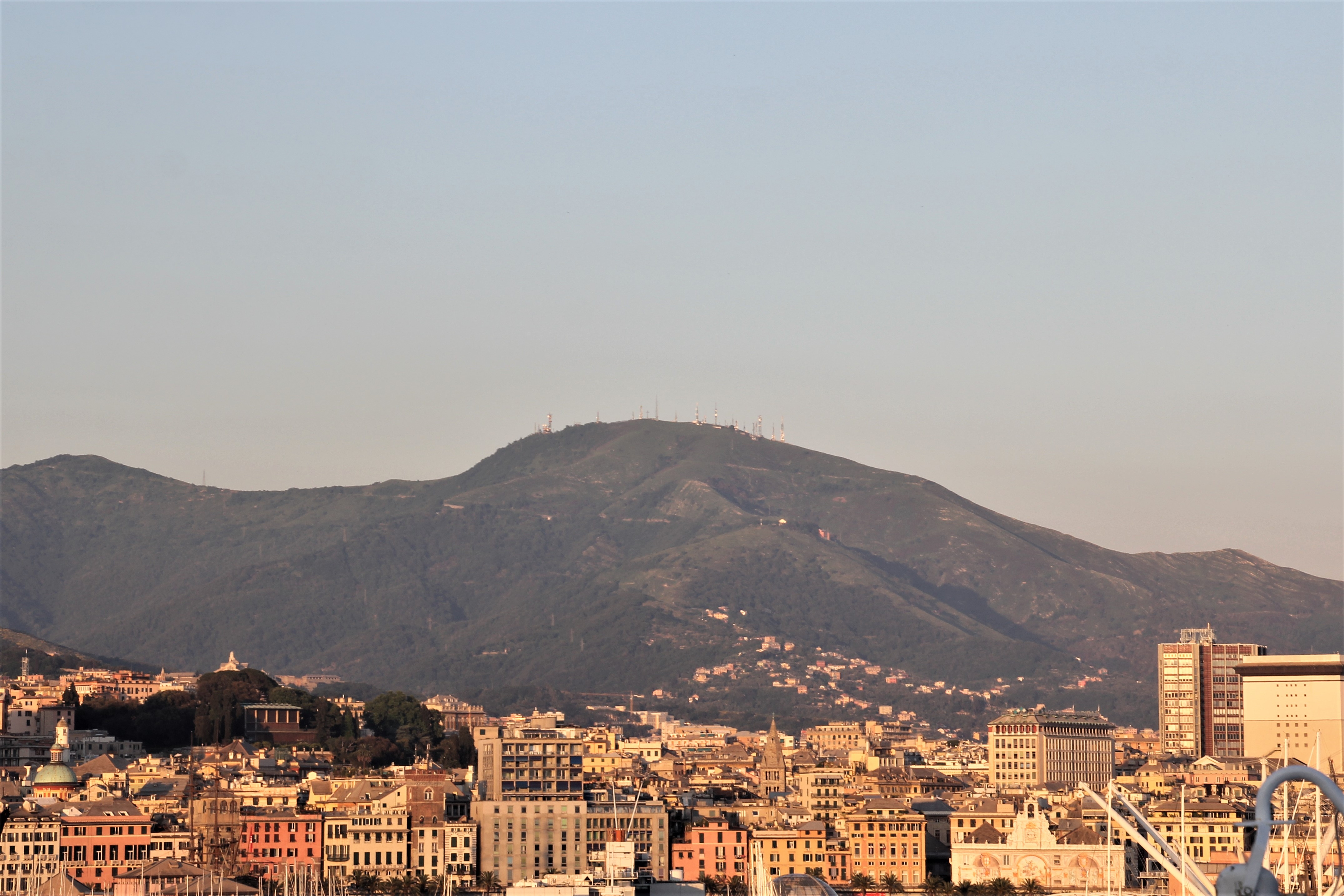
Il Monte Fasce visto dal centro di Genova.

Per quanto riguarda la val Bisagno, nella zona di Struppa il territorio comunale raggiunge lo spartiacque appenninico, con il colle di Creto (603 m), che conduce in Alta valle Scrivia, e alcuni rilievi significativi, come il già citato monte Alpe, il monte Alpesisa (989 m) e il monte Lago (941 m). Sul versante opposto, che divide la val Bisagno dalla valle Sturla, il rilievo principale è il monte Ratti (560 m), con l'omonimo forte. Questo crinale, con una serie di fortificazioni collinari, non collegate però da una cortina muraria (forte Richelieu, forte Quezzi e torre Quezzi, forte Santa Tecla, forte San Martino) digrada gradualmente verso la collina di Albaro e termina a mare con il forte San Giuliano e costituisce con la sua parte non urbanizzata il “Parco urbano dei Forti”.
L'insieme delle fortificazioni collinari comprese nell'ambito dei due parchi urbani connota l'immagine di Genova da diversi punti di vista e rappresenta un importante valore storico e paesaggistico.
Il levante genovese è caratterizzato dallo sfondo del monte Fasce (834 m), all'origine delle vallate dei diversi torrenti della zona. Nelle zone più alte il territorio si presenta aspro, con versanti ripidi e affioramenti rocciosi. I versanti esposti a sud mostrano praterie aride e sono oggi privi di insediamenti, mentre isolati resti di piccole costruzioni testimoniano un antico uso agricolo di questi territori marginali. I versanti digradano rapidamente con una serie di contrafforti fino al mare. Tra questi il più conosciuto è il monte Moro (412 m), appena sopra l'abitato di Nervi, dove si trovano i resti di una batteria che faceva parte del sistema di difesa costiera durante la seconda guerra mondiale.

#### Idrografia

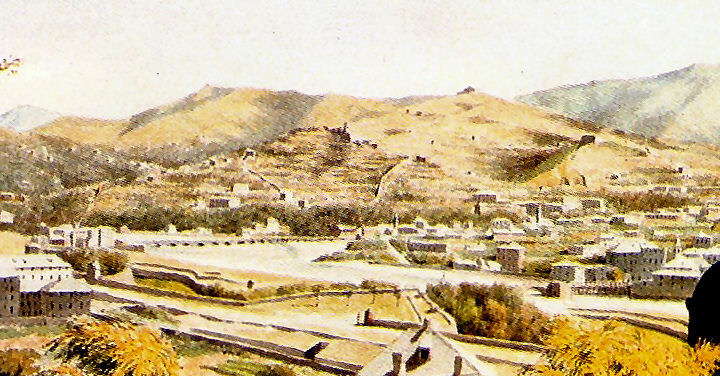
Veduta del ponte della Pila, di Luigi Garibbo, 1822.

Il territorio e le vallate della città sono percorsi da torrenti con bacini di diversa rilevanza. I più grandi scorrono lungo le omonime valli e sono il Polcevera, a ovest del centro, con un bacino allargato e un percorso rettilineo sino al mare e, a est, il Bisagno dal bacino più stretto e andamento più tortuoso. La città si è sviluppata urbanisticamente in queste due valli con quartieri residenziali, insediamenti produttivi e infrastrutture.
Nella val Bisagno il principale affluente è il Fereggiano, che attraversa Quezzi e Marassi, ma numerosi sono gli affluenti minori: sulla destra orografica Canate, Torbido, Geirato, Trensasco, Cicala e Veilino, sulla sinistra, oltre al Fereggiano, Lentro, Mermi e Noce, quest'ultimo interamente coperto.
Nella val Polcevera sono invece pochi gli affluenti compresi nel territorio genovese (si possono citare il Burba e il Geminiano a Bolzaneto, il Pianego a Borzoli, il Torbella e il Maltempo a Rivarolo), mentre gli affluenti principali (Verde, Riccò e Secca) scorrono quasi interamente al di fuori del territorio comunale.
Nel ponente cittadino si trovano il Chiaravagna a Sestri Ponente, il Cerusa e il Leira a Voltri, il Branega e il San Pietro a Pra', il Varenna a Pegli e Multedo.
Nel levante i principali torrenti sono lo Sturla nella cui valle sono compresi i quartieri di Bavari, San Desiderio, Borgoratti e Sturla e il Nervi che attraversa l'omonimo quartiere, oltre ai rii minori Vernazza, Priaruggia, Castagna e Bagnara.
L'area del centro storico, quasi completamente urbanizzata, è divisa tra i bacini di numerosi ma brevi corsi d'acqua che scendono dalle colline retrostanti. I principali di questi rivi sono San Bartolomeo, San Lazzaro, San Teodoro, Lagaccio, Sant'Ugo, Santa Brigida, Carbonara, Sant'Anna e Rio Torbido, che scorrono tombinati sotto le vie dei vari quartieri, con l'eccezione dei tratti a monte del rio Lagaccio e del rio San Lazzaro.

#### Sismologia
La classificazione sismica, colloca il territorio in zona 3 e 4 a sismicità bassa e molto-bassa.
In qualche cronaca del passato (Il Cittadino, Giornale del popolo, 24 febbraio 1887) si trova notizia di episodi sismici di rilievo, come quello del 23 febbraio 1887.

### Clima

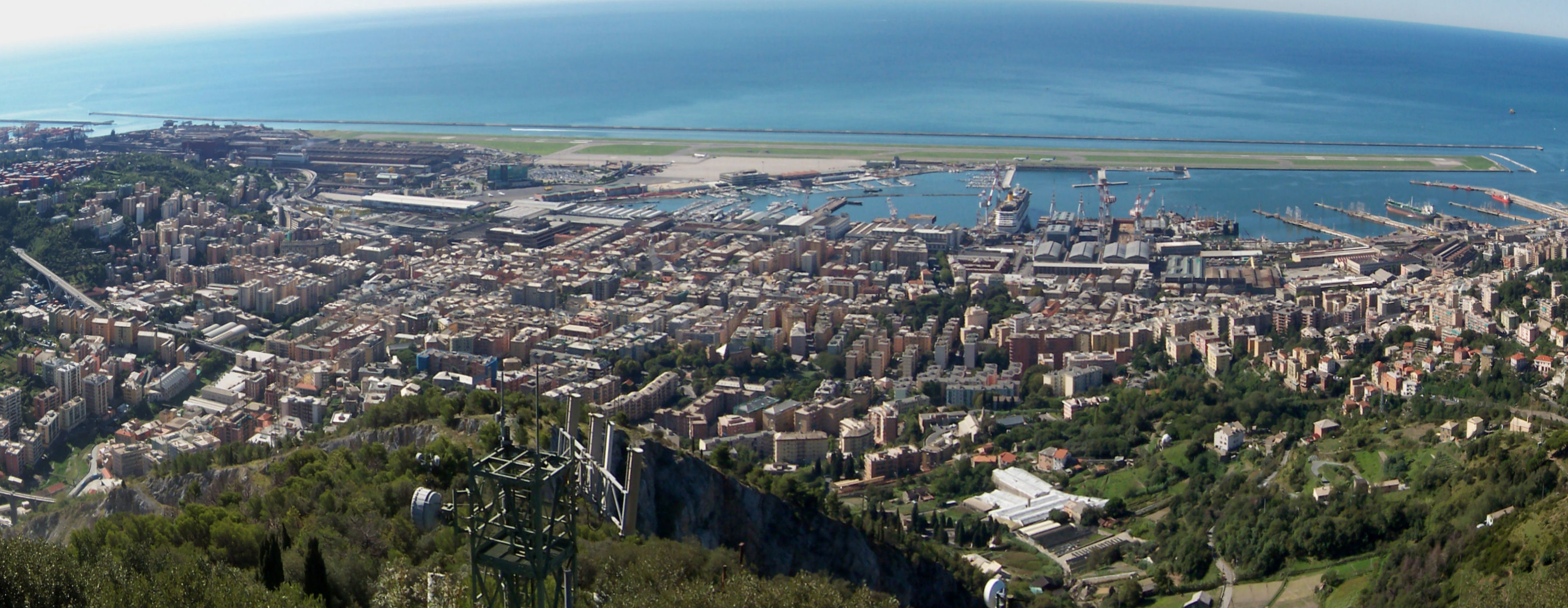
Veduta panoramica da nord dell'area di ubicazione della stazione meteorologica di Genova-Sestri Ponente.

Secondo la classificazione dei climi di Köppen, Genova, nella sua fascia costiera, appartiene alla zona Cfa e Csa, ossia al clima mediterraneo, con estate calda e temperatura media superiore a +22 °C, precipitazioni inferiori a 30 mm durante il mese estivo più caldo. A levante e sull'interno, nelle vallate e nella maggior parte del territorio si passa alla zona climatica Cfsa con Clima temperato di transizione al mediterraneo, in cui le precipitazioni sono superiori a 30 mm. Oltre i 500 m di quota, la zona climatica passa alla Cfsb con Clima temperato a estate tiepida, con una temperatura media inferiore a +22 °C. Secondo la classificazione climatica, che regolamenta l'accensione degli impianti di riscaldamento, è nella zona climatica D, 1435 GG.(accensione dal 1º novembre al 15 aprile, con 12 ore giornaliere).
Grazie alla posizione ambientale, al centro del golfo, sul mare, riparata dai monti e esposta a mezzogiorno, gode di un clima mediterraneo e favorevole. L'escursione termica tra la temperatura massima diurna e la minima notturna è contenuta, mediamente intorno a 6 °C per tutto l'anno.
La morfologia del territorio e la distanza dalla costa possono far variare la temperatura da zona a zona di alcuni gradi, con temperature più miti sulla costa. Circa le caratteristiche del clima, a seconda degli anni, si verificano in media tre o quattro grandinate all'anno e, più raramente, alcune nevicate, specialmente nelle aree interne o collinari. Nonostante il clima invernale genovese sia mite, grazie al fenomeno della "tramontana scura" le rare nevicate possono essere anche relativamente copiose, con accumuli che non è raro superino i 30 cm nelle vallate interne, mentre più modesti sono in genere in città. La neve comunque si scioglie di solito nell'arco di uno o due giorni con il rialzo delle temperature, a volte anche nell'arco di qualche ora. Il vento, in media ha una velocità di 2,5 m/s e rende la città ventilata. L'umidità è minore durante l'inverno, mentre il mese mediamente più umido risulta essere quello di giugno. Circa la piovosità, ricade nella media dei climi mediterranei. Nel corso degli anni, si sono registrati però fra settembre e novembre improvvisi episodi temporaleschi di forte entità, che con la loro intensità e durata hanno provocato eventi alluvionali in diverse parti della città. È una città soleggiata, con una media di 13,8 MJ/m e una media di 16 giorni di cielo sereno in un mese.
Per le temperature registrate vanno ricordate le giornate del 13 febbraio 1929, con -7,0 °C e dell'8 gennaio 1985, con -6,0 °C per le minime e per la massima del 7 agosto 2015 con 38,7 °C (DICCA Stazione Meteo Villa Cambiaso).
| Genova-Sestri              | Mesi | Mesi | Mesi | Mesi | Mesi | Mesi | Mesi | Mesi | Mesi | Mesi | Mesi | Mesi | Stagioni | Stagioni | Stagioni | Stagioni | Anno  |
| Genova-Sestri              | Gen  | Feb  | Mar  | Apr  | Mag  | Giu  | Lug  | Ago  | Set  | Ott  | Nov  | Dic  | Inv      | Pri      | Est      | Aut      | Anno  |
| -------------------------- | ---- | ---- | ---- | ---- | ---- | ---- | ---- | ---- | ---- | ---- | ---- | ---- | -------- | -------- | -------- | -------- | ----- |
| T. max. media (°C)         | 11   | 12   | 14   | 17   | 21   | 24   | 27   | 27   | 24   | 20   | 15   | 12   | 11,7     | 17,3     | 26       | 19,7     | 18,7  |
| T. min. media (°C)         | 5    | 6    | 8    | 11   | 14   | 18   | 21   | 21   | 18   | 14   | 9    | 6    | 5,7      | 11       | 20       | 13,7     | 12,6  |
| Precipitazioni (mm)        | 106  | 95   | 106  | 85   | 76   | 53   | 27   | 81   | 99   | 153  | 111  | 81   | 282      | 267      | 161      | 363      | 1 073 |
| Umidità relativa media (%) | 61   | 63   | 61   | 70   | 71   | 71   | 67   | 66   | 66   | 66   | 64   | 64   | 62,7     | 67,3     | 68       | 65,3     | 65,8  |

## Origini del nome
L'origine del nome "Genova", derivante dal latino Genua, viene fatto risalire a una radice indoeuropea geneu- ("ginocchio") oppure da genu- ("mascella, bocca"); genu- sarebbe un'allusione alla foce ("bocca") di uno degli antichi corsi d'acqua del sito o la forma dell'insediamento sul mare. A corroborare questa evidenza è il fatto che molti linguisti considerino Genua e Genaua (Ginevra) varianti dello stesso nome. Il ritrovamento di un villaggio dell'età del bronzo in piazza Brignole, la palafitta del 5000 a.C. in piazza della Vittoria e la necropoli etrusca all'Acquasola hanno confermato che i primi insediamenti di Genova sorsero lungo la sponda destra del torrente Bisagno, e secondo l'archeologo Filippo Maria Gambari, ciò proverebbe l'origine del nome della città da Genaua, termine celtico-ligure dell'età del ferro con il significato di "bocca", proprio perché nacque come porto fluviale.
Durante il Medioevo il toponimo fu alterato in Ianua, latino per "porta di ingresso", "passaggio" e ciò ha fatto nascere la leggenda che vuole la città prendere il nome dal dio romano Giano, protettore delle porte, perché proprio come il Giano bifronte, Genova ha due facce: una rivolta al mare, l'altra oltre i monti che la circondano. La leggenda di Giano è ripresa da un'epigrafe situata nella cattedrale di San Lorenzo sotto una testa di Giano, con la scritta Janus, primus rex Italiae de progenie gigantum, qui fundavit Genuam tempore Abrahae (ossia: Giano, primo re dell'Italia della razza dei Giganti, il quale fondò Genova nel tempo di Abramo) mescolando leggende e antichità di origine diversa.
Secondo altre teorie l'origine del nome potrebbe essere riconducibile a una parola etrusca, ritrovata su un coccio di vaso, contenente la scritta Kainua, che in lingua etrusca significherebbe "città nuova", oppure derivante dal greco Xenos (Ξένος), "straniero", inteso come luogo di ritrovo di stranieri, caratteristica di una città portuale.

## Storia

### Origini
Le più antiche tracce finora ritrovate nella zona della città riguardano un piccolo insediamento di epoca neolitica (nella zona di Brignole) del V e IV millennio a.C. e sistemazioni dell'età del bronzo antico (un muro a secco di terrazzamento presso la foce del Bisagno). La città di Genova fu probabilmente fondata dai Liguri e si originò dal più antico insediamento dell'oppidum detto "di Castello" (Sarzano), sul colle che domina l'antico porto (oggi piazza Cavour), fondato agli inizi del V secolo a.C.. In questo periodo l'oppidum genovese, abitato dai Liguri "Genuati", era considerato "l'emporio dei Liguri", per il suo forte carattere commerciale. Legname per la costruzione navale, bestiame, pelli, miele, tessuti erano alcuni dei prodotti liguri di scambio commerciale.

### Età medievale

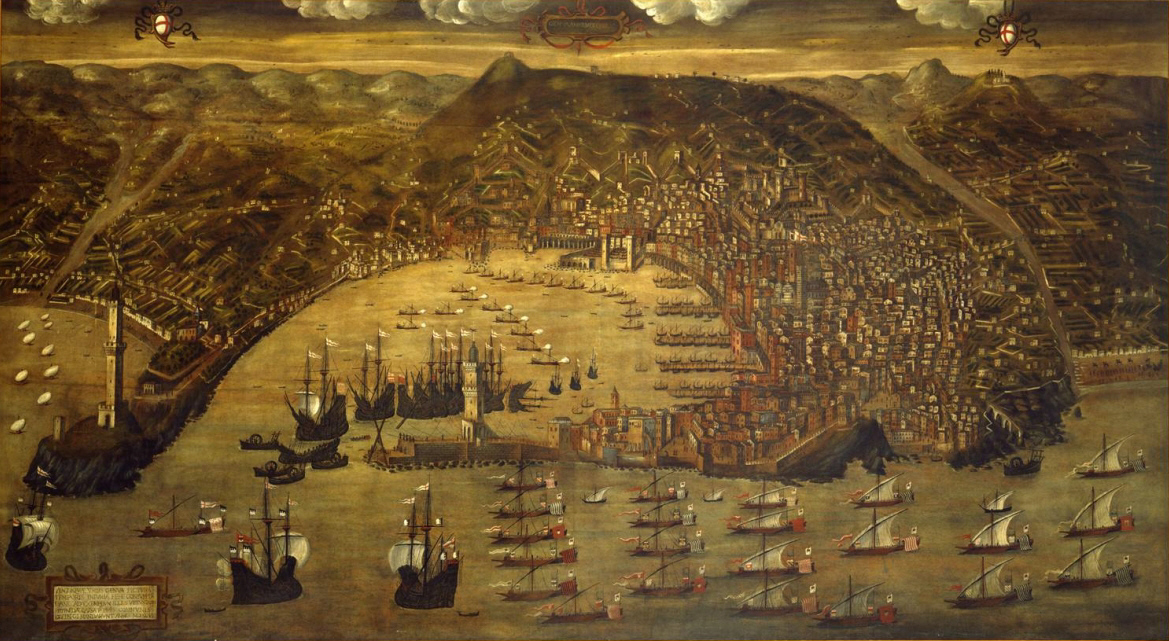
Veduta di Genova nell'anno 1481 di Cristofaro Grasso.

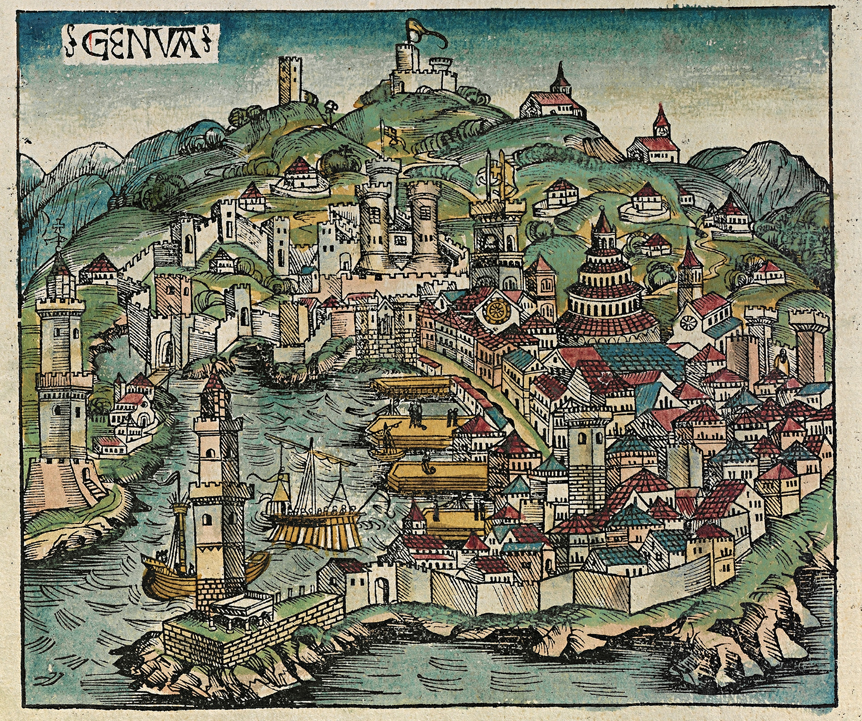
Genova in una xilografia del 1483 di Michael Wohlgemuth da Il Liber Chronicarum di Hartmann Schedel.

La storia di Genova è la storia dei suoi abitanti che furono (o furono definiti), al tempo stesso, signori del mare, mercanti e guerrieri capaci, se del caso, di inaudita ferocia. Seppero dare vita, in epoca di dominanze, a una propria repubblica, la Repubblica di Genova, nata dal libero comune, che si resse in otto secoli su diverse forme di governo: dalla forma consolare a quella dogale a quella, infine, oligarchica. La sua politica si fondò comunque sempre su un disegno di dominio regionale, studiato e portato avanti sin dagli albori, basata, soprattutto sull'influenza delle potenti famiglie che traevano la propria potenza dalle disponibilità economiche tratte dall'attività mercantile.
Il dominio sulla riviera ligure e la costruzione di un'imponente flotta, al tempo stesso militare e mercantile, fu di vitale importanza per dare impulso alla nascita di uno Stato che per oltre quattrocento anni basò la propria esistenza sulla diplomazia e sulla neutralità, oltre che sul commercio. Via terra la città cercò, non sempre con successo, di mantenere il controllo dei territori dell'Oltregiogo, che garantivano la comunicazione, anche commerciale, con i territori della pianura padana e i regni ivi presenti.
Il detto "Genuensis, ergo mercator" ("Genovese quindi mercante") - di autore anonimo - fu mirabile sintesi di quel mercanteggiare così famoso nel mondo sul quale i Genovesi basarono un impero coloniale fondato su colonie d'oltremare che andava dall'Iraq alle Isole Canarie, dall'Inghilterra alla Palestina (raggiunta fin dalla Prima crociata), racchiudendo nel proprio pugno tutto il mar Mediterraneo occidentale e il mar Nero, definito il Lago genovese, e tenendo testa quando non ponendo sotto il proprio controllo tre imperi: quello svevo, quello bizantino e quello asburgico, del quale ultimo i genovesi controllavano l'economia e il commercio. Caffa, Solcati, Tana, Chio, Focea, Mitilene, Pera non sono che alcune fra le tante Genova che i mercanti della Superba fecero risplendere nei commerci. I banchieri genovesi fornirono al poco maneggevole Asburgo un credito fluido e entrate regolari e affidabili. In cambio le spedizioni meno affidabili di argento americano furono rapidamente trasferite da Siviglia a Genova, per fornire capitali per ulteriori iniziative. Il commercio di Genova, tuttavia, rimase strettamente dipendente dal controllo dei sigillanti del Mediterraneo e la perdita di Chio a favore dell'Impero ottomano (1566) inferse un duro colpo. Per far fronte alla situazione, Panama nelle Americhe fu data in concessione dall'Impero spagnolo a Genova. I genovesi incontrarono noci di cocco provenienti dalle Filippine, piantate lì dai marinai malesi prima dell'arrivo della Spagna. Il governatore spagnolo di Panama, Don Sebastian Hurtado de Corcuera salpò verso ovest dalle Americhe e usò i peruviani e i genovesi di Panama nella sua conquista delle aree musulmane delle Filippine che sottomise sotto il presidio cristiano di Zamboanga. Curiosamente, la lingua creola chavacano di Zamboanga ha vocabolario italiano e affini.
Il suo solido settore finanziario risale al Medioevo. Il Banco di San Giorgio, fondato nel 1407, è la più antica banca di deposito statale conosciuta al mondo e ha svolto un ruolo importante nella prosperità della città dalla metà del XV secolo.

### Età moderna
Perso il proprio potere sui mari, ma non sui mercati del mondo, nel 1797 l'onda lunga della Rivoluzione francese investì anche la repubblica che pagò la sua condizione di neutralità con insostenibili pressioni esterne che la portarono all'occupazione nel 1805 e alla successiva annessione all'impero napoleonico. Durante l'occupazione francese, diverse opere d'arte presero la via della Francia a causa delle spoliazioni napoleoniche. Secondo il catalogo pubblicato nel Bulletin de la Société de l'art français del 1936, delle 9 opere d'arte provenienti da Genova, solo 6 fecero ritorno in Italia dopo il Congresso di Vienna. Interessante un aneddoto avvenuto durante il rimpatrio del Martirio di Santo Stefano di Giulio Romano alla città di Genova, quando Vivant Denon, direttore del Louvre, sostenne che l'opera era stata "offerta in omaggio al governo francese dal consiglio comunale di Genova" e che il trasporto avrebbe messo a rischio la fragilità dell'opera, ben sapendo che l'opera era stata sostanzialmente confiscata come tributo culturale e dando contestualmente ordine al ministero degli interni francese di bloccare alla dogana l'opera senza menzionarne né la fragilità né criticare la legittimità delle istanze piemontesi.
Nel 1814, a seguito della capitolazione di Parigi, Genova fu assediata e occupata dalla marina britannica che formò un Governo provvisorio, paventando un ritorno allo status quo ante. Nel 1815, invece, le potenze europee, in gran parte debitrici dell'antico Banco di San Giorgio, decisero la soppressione della repubblica e l'annessione al Regno di Sardegna, malgrado i disperati tentativi del ministro degli esteri Antonio Brignole Sale a Vienna per mantenere l'indipendenza.
Nell'aprile del 1849, approfittando della sconfitta piemontese nella prima guerra d'indipendenza, la città tentò di riconquistare la propria indipendenza. A sedare la rivolta con estrema durezza fu mandato il generale Alfonso La Marmora.
L'area di influenza di Genova, pur non essendo istituzionalizzata ufficialmente, si estende, per ragioni storiche, linguistiche, culturali, economiche e infrastrutturali, oltre che a tutta la città metropolitana di Genova e a parte di quelle liguri limitrofe della Spezia e Savona, alla pianura alessandrina, alle aree dell'Oltregiogo (Novi Ligure), del Basso Piemonte e al circondario di Bobbio (in provincia di Piacenza).

### Genova e le sue difese: una descrizione del 1800
Nella sua opera Istoria del blocco di Genova nell'anno 1800, Angelo Petracchi, cronista dell'assedio della città, fornisce una dettagliata descrizione di Genova e delle sue difese nel periodo della Repubblica Ligure:

### Simboli

Stemma della città

Il gonfalone comunale

Lo stemma della città è sempre stato legato alle vicissitudini politiche di Genova: nell'ultimo periodo della Repubblica lo stemma consisteva in uno scudo crociato con corona regia sorretto da due grifoni con code ritte, ma essendo allora assoggettata al potere francese, dopo la rivoluzione giacobina del 1797 venne decretata la distruzione delle antiche insegne e quindi anche le due figure araldiche dello stemma della città vennero abolite. Con l'annessione al Regno di Sardegna, su richiesta del Consiglio generale del Corpo cittadino, nel 1816, Genova ottenne da re Vittorio Emanuele I l'insegna municipale « [...] con croce rossa in campo bianco collo scudo ornato di grifoni [...] con le code tra le zampe», in segno di sottomissione. Questo stemma restò in uso fino al 1897, anno in cui la Giunta municipale chiese e ottenne da Umberto I di Savoia il 21 marzo 1897, il diritto a esibire l'attuale stemma con la coda dei due grifoni posizionata verso l'esterno, a ricordo della dignità passata.
Dopo più di un secolo e un'accurata indagine storica, l'Amministrazione civica ha modificato le code dei grifoni in modo da posizionarle ritte. Inoltre la base dello stemma si fregia da ciascun lato del rostro bronzeo di nave romana a testa di cinghiale, pescato nel 1597 nel porto di Genova e trattenuto presso l'Armeria Reale di Torino.
La bandiera di Genova, o Croce di San Giorgio è costituita da una croce rossa su campo bianco, e nell'antichità era simbolo dei pellegrini che si recavano presso i luoghi santi del Cristianesimo e che dopo il 1095, anno di conquista di Gerusalemme da parte dei Turchi selgiuchidi, mossi in gran parte (in un primo momento) da spirito sincero di missione, decisero di prendere la croce e armarsi per liberare la terra ove nacque e visse Gesù, in risposta ai ripetuti attacchi subiti dai Turchi, decisi - soverchiati gli Arabi - a spingersi alla conquista dell'Impero bizantino.
La simbologia del "Salvifico vessillo della vera croce" - come Jacopo da Varazze indicò la croce di San Giorgio - determinò in epoca contemporanea, per i pellegrinaggi armati, l'appellativo di crociati. L'uso del vessillo da parte dei genovesi pare risalire a epoche remote, quando l'esercito bizantino stanziava nella città e il vessillo della guarnigione (una croce rossa in campo bianco) veniva portata in omaggio nella piccola chiesa di San Giorgio, prospiciente l'antica piazza del mercato, di origine romana.
Si è soliti raccontare che nel 1190 Londra e l'Inghilterra chiesero e ottennero la possibilità di utilizzare sulle proprie navi la bandiera crociata genovese, per avere la protezione e il rispetto che godeva la flotta genovese nella zona che controllava, nel Mar Mediterraneo e in parte del Mar Nero, sottraendosi così ai numerosi attacchi di pirateria; per questo privilegio il monarca inglese corrispondeva al Doge della Repubblica di Genova un tributo annuale. Tuttavia, lo storico medievista Antonio Musarra fa notare come questa nozione non sia suffragata da nessun documento storico o archivistico e sia in palese contrasto con altri eventi storici, come ad esempio il fatto che la figura del Doge di Genova sia nata nel 1339, e che la bandiera con la croce rossa in campo bianco è citata negli Annali di Genova solo a partire dal 1242. L'Inghilterra, la città di Londra e la Royal Navy issano la bandiera di San Giorgio, e l'insegna fa parte dell'Union Jack, la bandiera nazionale britannica.
Erroneamente lo storico Francesco Maria Accinelli indica lo stemma milanese come derivazione di quello genovese: « [...] E mandati dalla Repubblica 500 balestrieri con la suddetta insegna in soccorso dei Milanesi nel 1247, espugnata col loro valore la città Vittoria nuovamente fabbricata da Federico II vicino a Parma, vollero i Milanesi per maggiore onore assumersi dello stendardo de' Genovesi l'insegna», che invece risale al 1066, quando l'effigie venne consegnata ufficialmente dal papa Alessandro II (il milanese Anselmo da Baggio) a Erembaldo, capitano del Popolo di Milano in rivolta contro l'Impero.
Dal 2014 la città ha un nuovo logo per la promozione della propria immagine: "Genova More Than This", che nasce dal progetto europeo Urbact-CityLogo.

### Onorificenze
Genova è tra le città decorate al valor militare per la guerra di Liberazione perché è stata insignita della medaglia d'oro al valor militare per i sacrifici delle sue popolazioni e per la sua attività nella resistenza partigiana durante la seconda guerra mondiale:

### Ricorrenze
- 24 giugno: festa patronale dedicata a San Giovanni Battista.[66]
- Prima domenica di luglio: Palio marinaro di San Pietro, palio che si svolge nelle acque del golfo dal 1955 e coinvolge barche da pesca in legno.[67]

## Monumenti e luoghi d'interesse

### Architetture religiose

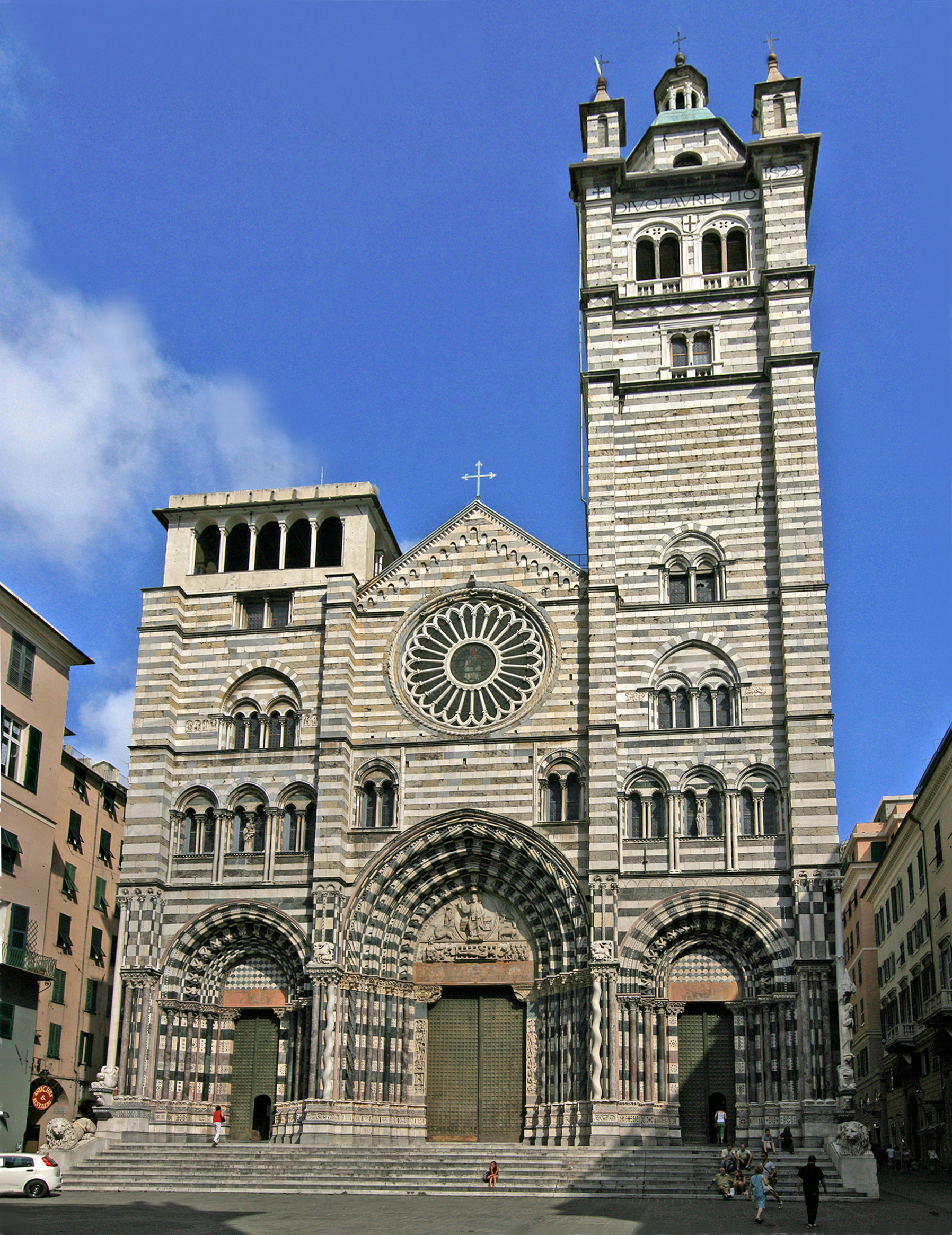
La cattedrale di San Lorenzo.

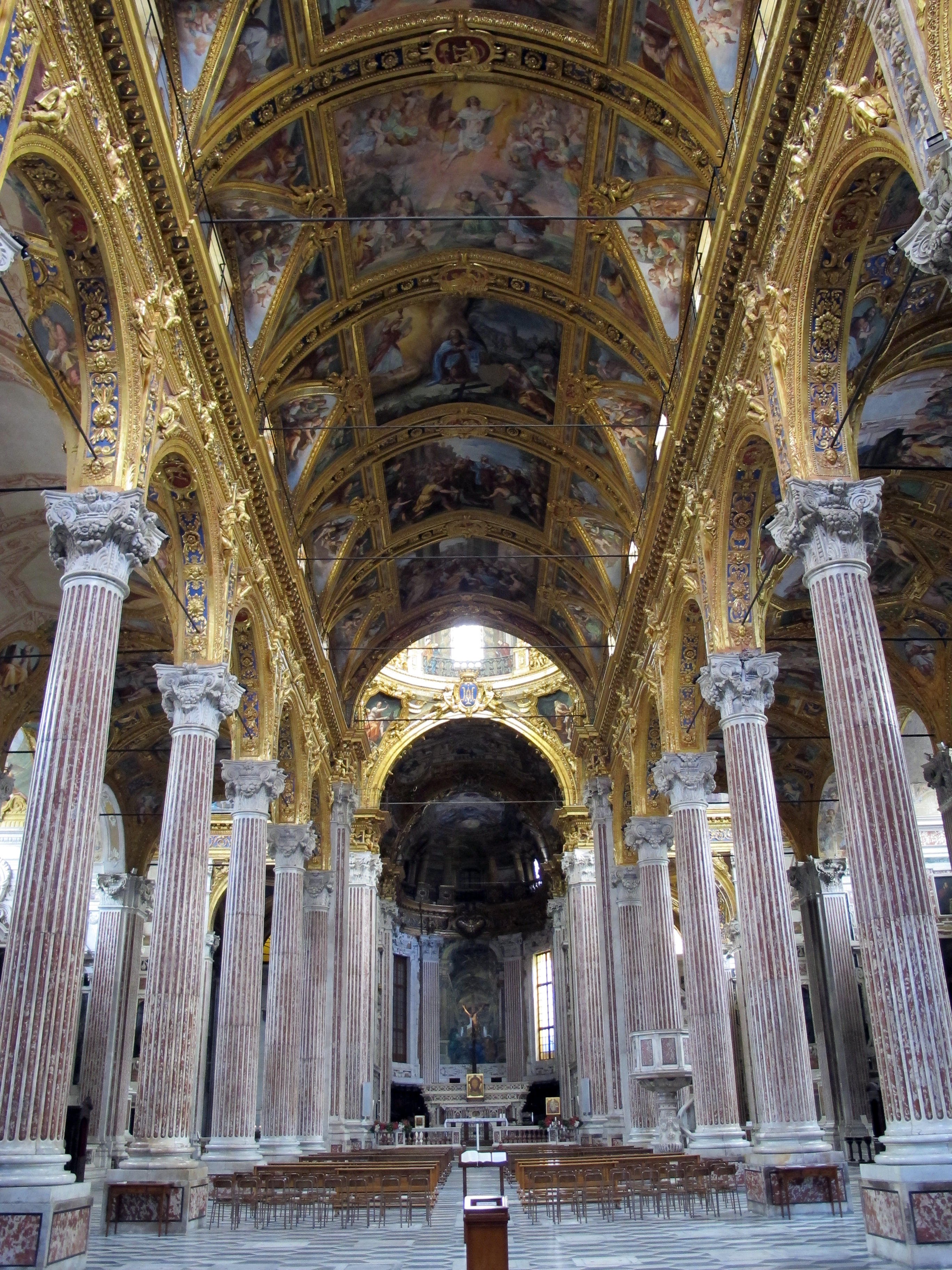
Il sontuoso interno della Basilica della Santissima Annunziata del Vastato.

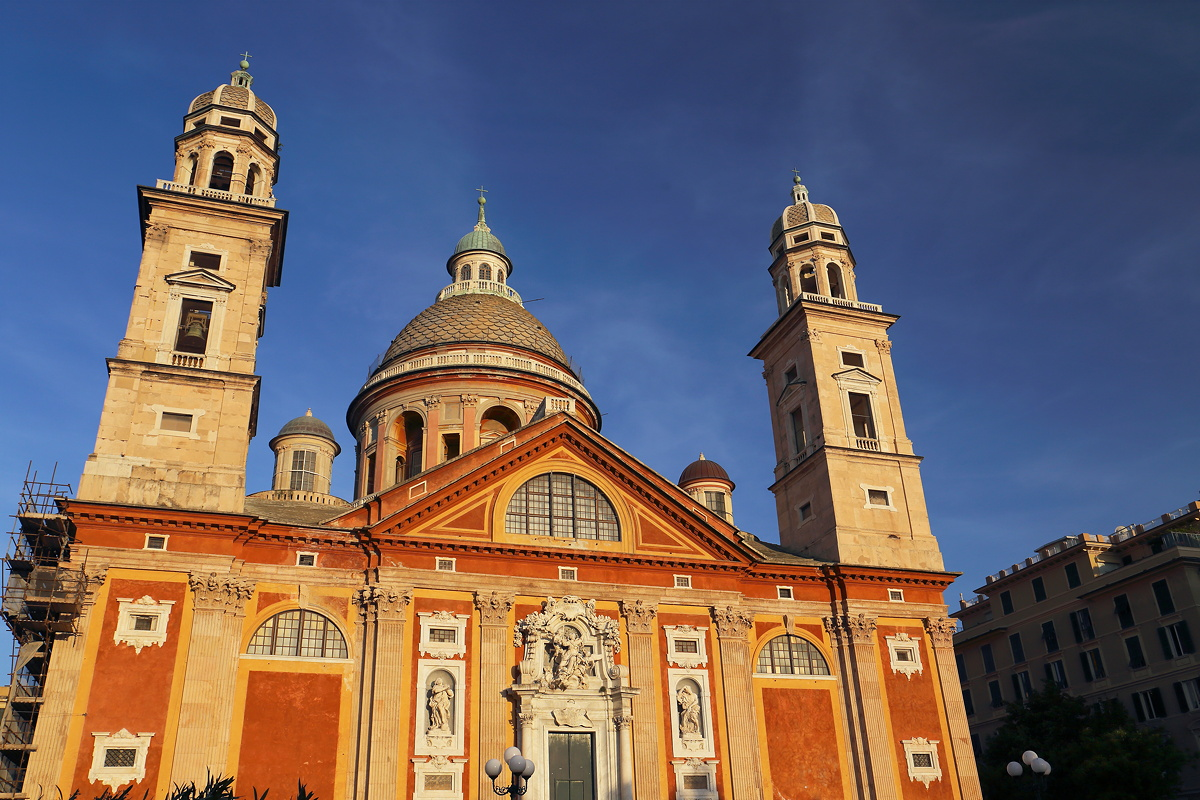
La Basilica di Santa Maria Assunta in Carignano.

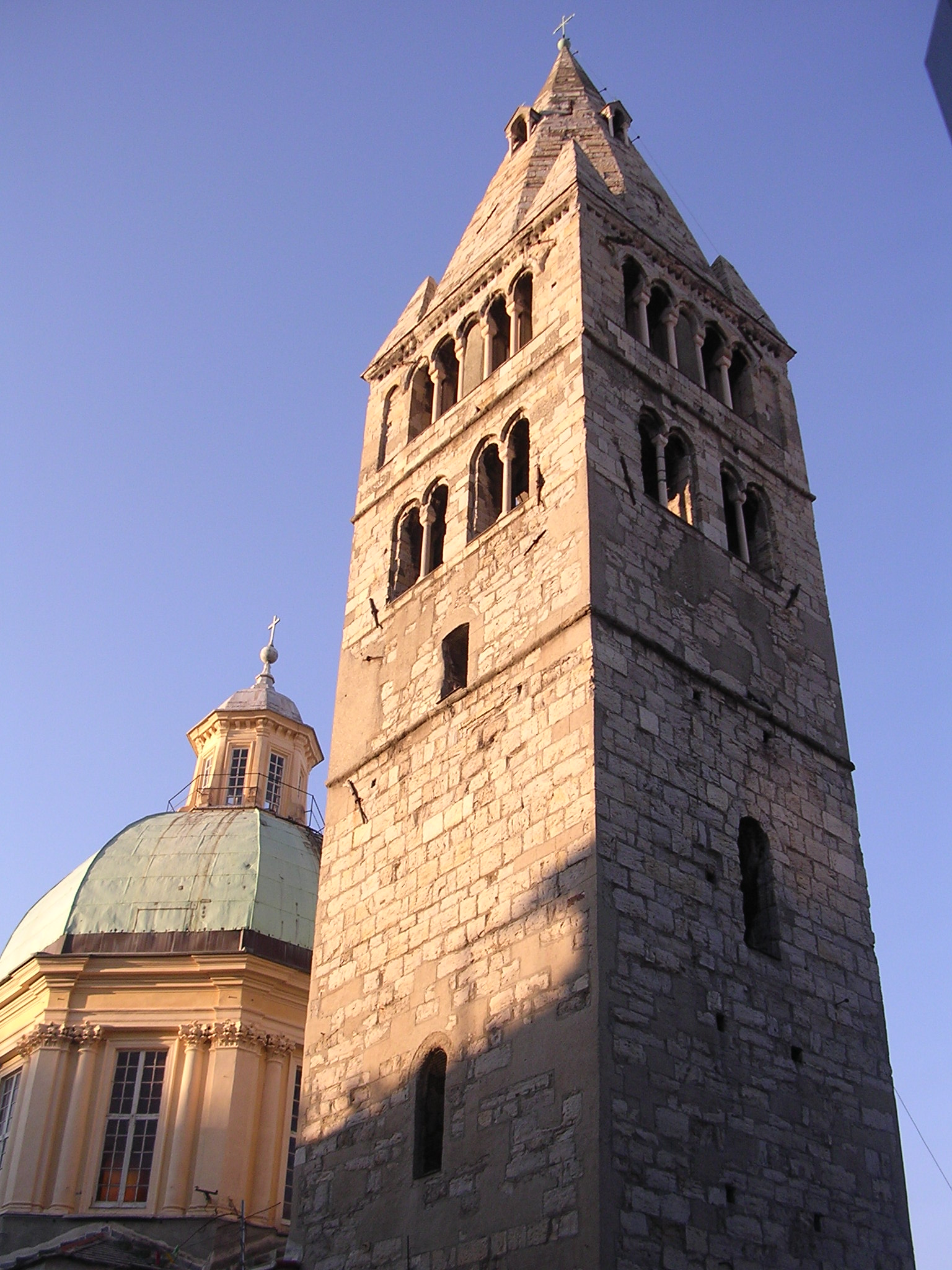
Cupola e campanile della Basilica di Santa Maria delle Vigne.

A Genova si trovano diverse decine di chiese, le principali e più antiche delle quali si trovano nel centro storico. In diversi casi esse sorsero come cappelle gentilizie delle principali famiglie cittadine ed erano quindi un modo per mostrare il proprio prestigio. Tra gli edifici più significativi vi sono:
- Cattedrale di San Lorenzo: costruita tra il IX e la fine del XIV secolo in stile gotico, fu consacrata da Papa Gelasio II nel 1118 quando non era ancora ultimata. La facciata duecentesca, con la caratteristica decorazione a strisce bianche e nere, mostra due torri campanarie - la sinistra non finita e completata nel 1445 con una loggia - e tre portali riccamente decorati. L'interno è diviso in tre navate, la cui divisione è sormontata da un finto matroneo. Sulla navata sinistra si apre la quattrocentesca Cappella di San Giovanni Battista, corposa galleria di scultura rinascimentale. Tra le opere d'arte più notevoli vi sono il Giudizio universale del XIII secolo sopra il portale principale, affreschi di Bernardo Castello, Luca Cambiaso e Lazzaro Tavarone sulle volte e l'altare maggiore con la statua della Madonna Regina di Genova.[69][70]
- Basilica della Santissima Annunziata del Vastato: di origine medievale, fu rinnovata nel XVI secolo da Andrea Ceresola detto il Vannone su incarico della famiglia Lomellini, che ne fece la propria cappella gentilizia. Il vastissimo interno barocco, affrescato da Giovanni Carlone e Giovanni Andrea Ansaldo, contiene opere dei principali autori del barocco genovese (Bernardo Strozzi, Domenico Piola, Giulio Cesare Procaccini, Gregorio De Ferrari, Gioacchino Assereto).[71]
- Basilica di San Siro: una delle chiese più antiche della città, fu la prima cattedrale di Genova prima della costruzione di San Lorenzo. In seguito a un incendio fu ricostruita completamente tra la fine del XVI e l'inizio del XVII secolo. Conserva la celebre Annunciazione di Orazio Gentileschi, e opere dei Carlone, Domenico Fiasella, Domenico Piola, Pierre Puget e diversi altri artisti dell'epoca.[72]
- Basilica di Santa Maria Assunta in Carignano: commissionata dalla famiglia Sauli nel 1552, fu progettata in stile rinascimentale dall'architetto perugino Galeazzo Alessi. Presenta una struttura a pianta centrale sovrastata da una grande cupola, sullo stile della Basilica di San Pietro a Roma, e celebri statue di Pierre Puget e Filippo Parodi.[73]
- Basilica di Santa Maria delle Vigne: uno degli edifici religiosi più antichi di Genova, fu realizzata in stile romanico su un tempio preesistente. Nel 1640 subì una trasformazione in stile barocco su progetto dell'architetto Daniele Casella, conservando il campanile e il chiostro del XII secolo. Conserva diverse opere d'arte di artisti liguri del XVI-XVII secolo e affreschi del XVIII e XIX secolo.[74]
- Chiesa dei Santi Cosma e Damiano: situata nei vicoli ai piedi della collina di Castello, è attestata a partire dal 1049. L'attuale struttura romanica risale al XII secolo, mentre la copertura fu ricostruita nel XVII secolo in seguito ai bombardamenti navali del 1684.[75]
- Chiesa di San Donato: costruita in stile romanico a partire dal XII secolo, presenta una caratteristica torre nolare ottagonale. Fu restaurata nel 1888 da Alfredo d'Andrade, che integrò la facciata e aggiunse un terzo livello cieco alla torre. Ospita un celebre polittico fiammingo di Joos van Cleve.[76]
- Chiesa e oratorio di San Filippo Neri: il complesso fu realizzato, probabilmente su progetto di Pietro Antonio Corradi, a partire dal 1674 grazie a un lascito testamentario di Camillo Pallavicino. L'interno della chiesa, in stile barocco, è composto da un'unica navata sormontata da una volta a botte che raggiunge quasi i 20 metri di altezza decorata dal bolognese Marcantonio Franceschini, mentre l'oratorio ospita la celebre Immacolata del Puget.[77]
- Chiesa di San Luca: fondata nel 1188, nel 1589 diventa la cappella gentilizia delle famiglie Grimaldi e Spinola e nel secolo successivo venne ricostruita e ampliata dall'architetto Carlo Muttone. Interamente coperta dagli affreschi tardobarocchi di Domenico e Paolo Gerolamo Piola, ospita la Natività, capolavoro del Grechetto.[78]
- Chiesa e chiostro di San Matteo: situata nell'omonima piazza, fu fondata nel 1125 come cappella gentilizia della famiglia Doria. Fu ampliata nel 1278 e decorata nel Cinquecento dallo scultore toscano Giovanni Angelo Montorsoli, conservando però l'impianto medievale. Conserva affreschi di Luca Cambiaso e Giovan Battista Castello e la tomba di Andrea Doria del Montorsoli.[79]
- Chiesa di San Pietro in Banchi: fu commissionata nel 1580 dalla Repubblica di Genova come voto per la fine di un'epidemia e il progetto venne affidato all'architetto manierista Bernardino Cantone. Venne edificata sui resti di un palazzo dei Lomellini, che a sua volta era stato costruito sui resti dell'antica chiesa di San Pietro della Porta, di proprietà dell'abbazia di San Colombano di Bobbio, eretta nel IX secolo e distrutta da un incendio nel 1398. La curiosa posizione sopraelevata è dovuta al fatto che la costruzione fu finanziata tramite l'affitto delle botteghe che si trovavano sotto di essa.[80]
- Chiesa di Santa Croce e San Camillo de Lellis: situata nel quartiere di Portoria, fu costruita a partire dal 1667 per volore dei Padri Camilliani e dedicata alla Santa Croce e al fondatore dell'ordine religioso Camillo de Lellis. Contiene un ciclo di affreschi del pittore barocco Gregorio De Ferrari, di suo figlio Lorenzo De Ferrari e del suo allievo Francesco Maria Costa.[81]
- Chiesa e convento di Santa Maria di Castello: uno dei più antichi edifici religiosi della città, fu edificato a partire dal 658 d.C. sulla collina di Castello. L'impianto attuale, a tre navate, risale al XII secolo e il complesso subì ulteriori modifiche nel XV e nel XVII secolo. L'adiacente convento ospita un museo con opere di diversi importanti artisti liguri nel Seicento.[82][83]
- Chiesa di Santo Stefano: a pianta rettangolare e a singola navata, fu costruita in stile romanico sul sito di una chiesa preesistente del X secolo di cui restano tracce nella cripta. Nel 1896 il lato sud fu ridotto per permettere la costruzione di Via XX Settembre.[84]
- Commenda di San Giovanni di Pré: il complesso, costituito da una chiesa e da un ospedale, fu costruito nel 1180 dai Cavalieri gerosolimitani come ricovero per i pellegrini di passaggio diretti in Terrasanta. La chiesa romanica è sviluppata su due livelli, a cui era possibile accedere dai primi due piani dell'ospedale. Nel 1751 venne aperto un nuovo ingresso, per permettere l'accesso alla chiesa anche dall'esterno.[85]
- Chiesa di San Siro di Struppa: situata nel quartiere di Struppa e risalente agli inizi dell'XI secolo, è uno dei principali monumenti storici della Valbisagno. Nel XX secolo ha subito importanti lavori di ristrutturazione. Conserva un polittico raffigurante San Siro attribuito a Pier Francesco Sacchi.[86]
- Altre rilevanti architetture religiose al di fuori del centro storico sono la Certosa di Rivarolo, la Chiesa di San Francesco d'Albaro la chiesa di San Martino d'Albaro, la chiesa di Santa Maria della Cella a Sampierdarena, la chiesa dei Santi Nicolò ed Erasmo a Voltri, la sinagoga di Genova che fu la più grande sinagoga costruita in Italia durante il periodo fascista.

### Cimitero monumentale
Nel quartiere di Staglieno si trova l'omonimo cimitero monumentale, realizzato a partire dal 1835 su progetto dell'architetto Carlo Barabino, che ospita le sepolture di molti genovesi illustri del XIX e XX secolo e che conserva notevoli esempi di arte cimiteriale del XIX secolo.

### Architetture civili

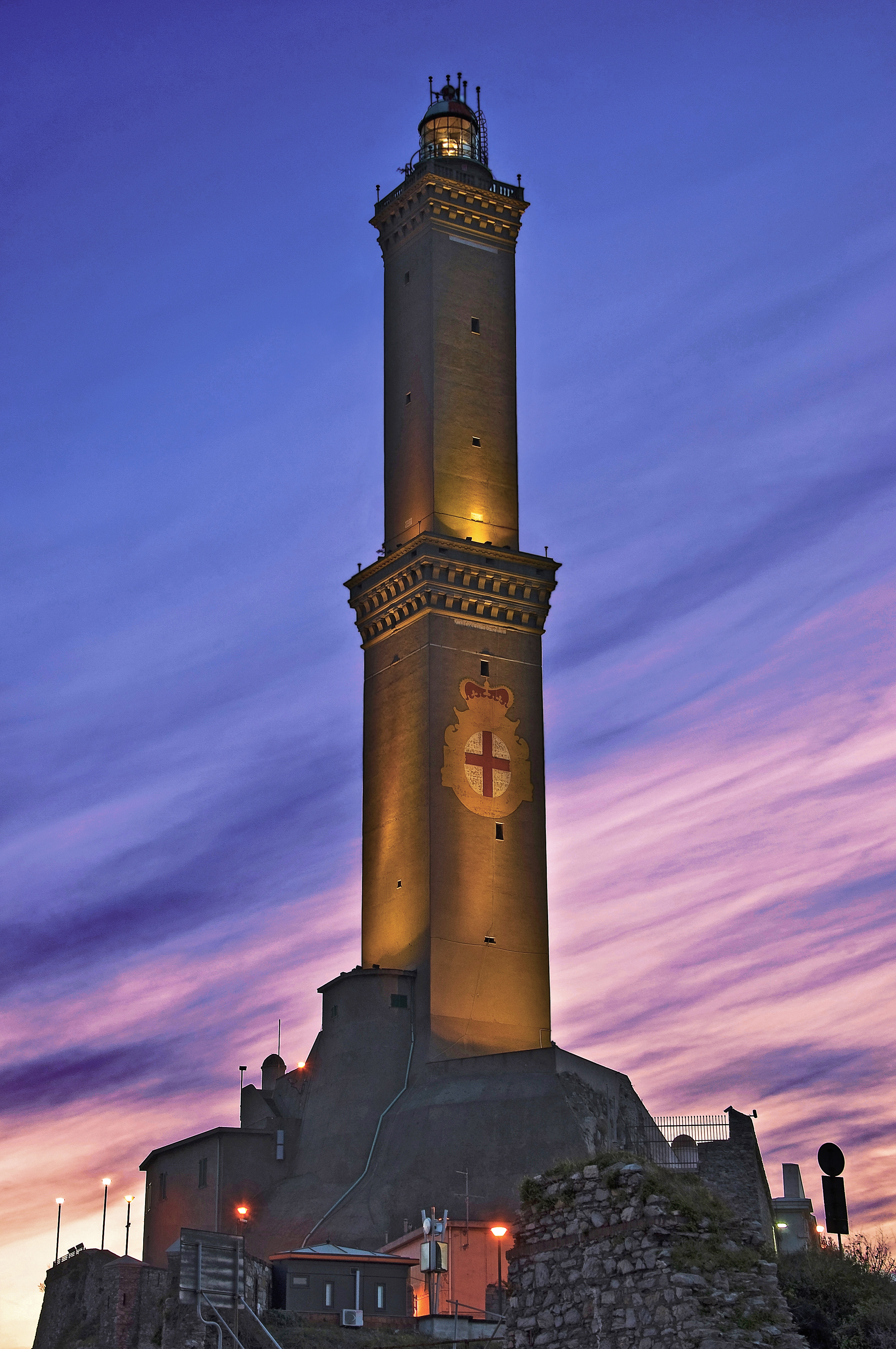
La Lanterna, simbolo cittadino.

Il centro storico di Genova è uno tra i più densamente abitati d'Europa, con una struttura urbanistica, nella parte più antica, articolata com'è in un dedalo di piazzette e stretti caruggi. Esso unisce una dimensione medioevale a successivi interventi cinquecenteschi e barocchi (piazza San Matteo e la vecchia via Aurea, poi diventata via Garibaldi).
Resti delle antiche mura sono visibili nei pressi della cattedrale di San Lorenzo, luogo di culto per eccellenza dei genovesi.
Simboli della città sono la Lanterna (alta 117 m) antico e svettante faro visibile in distanza dal mare (oltre 30 km), e la monumentale fontana di Piazza De Ferrari, restaurata, cuore pulsante e vera e propria agorà cittadina.
Meta turistica per eccellenza è anche l'antico borgo marinaro di Boccadasse, con le pittoresche barche multicolori, posto come a sigillo dell'elegante passeggiata che costeggia il Lido d'Albaro, e rinomato per i suoi famosi gelati.
Fuori dal centro, ma ancora parte dei trentatré chilometri di costa compresi nel territorio comunale, si trovano Nervi, naturale porta d'accesso alla Riviera di Levante, e Vesima, naturale porta d'accesso alla Riviera di Ponente.
La nuova Genova ha basato la sua rinascita soprattutto sul recupero delle aree verdi dell'immediato entroterra (fra cui quella del Parco naturale regionale del Beigua) e sulla realizzazione di opere infrastrutturali come l'Acquario al porto antico - il più grande d'Italia e uno dei maggiori in Europa - e la relativa Marina (il porticciolo turistico in grado di accogliere centinaia di imbarcazioni da diporto). Tutto questo all'interno della ristrutturata Area Expo predisposta per le Celebrazioni colombiane del 1992.
Il ritrovato orgoglio ha restituito alla città la consapevolezza di essere una città in grado di guardare al futuro senza scordare il proprio passato: la ripresa di numerose e rigogliose attività artigianali, da tempo assenti dai caruggi del centro storico, ne è una testimonianza diretta.
A contribuire a tutto questo sono state anche le opere di restauro compiute fra gli anni ottanta e novanta su numerose chiese e palazzi cittadini, fra cui, sulla collina di Carignano, visibile quasi da ogni parte della città, la rinascimentale Basilica di Santa Maria Assunta.

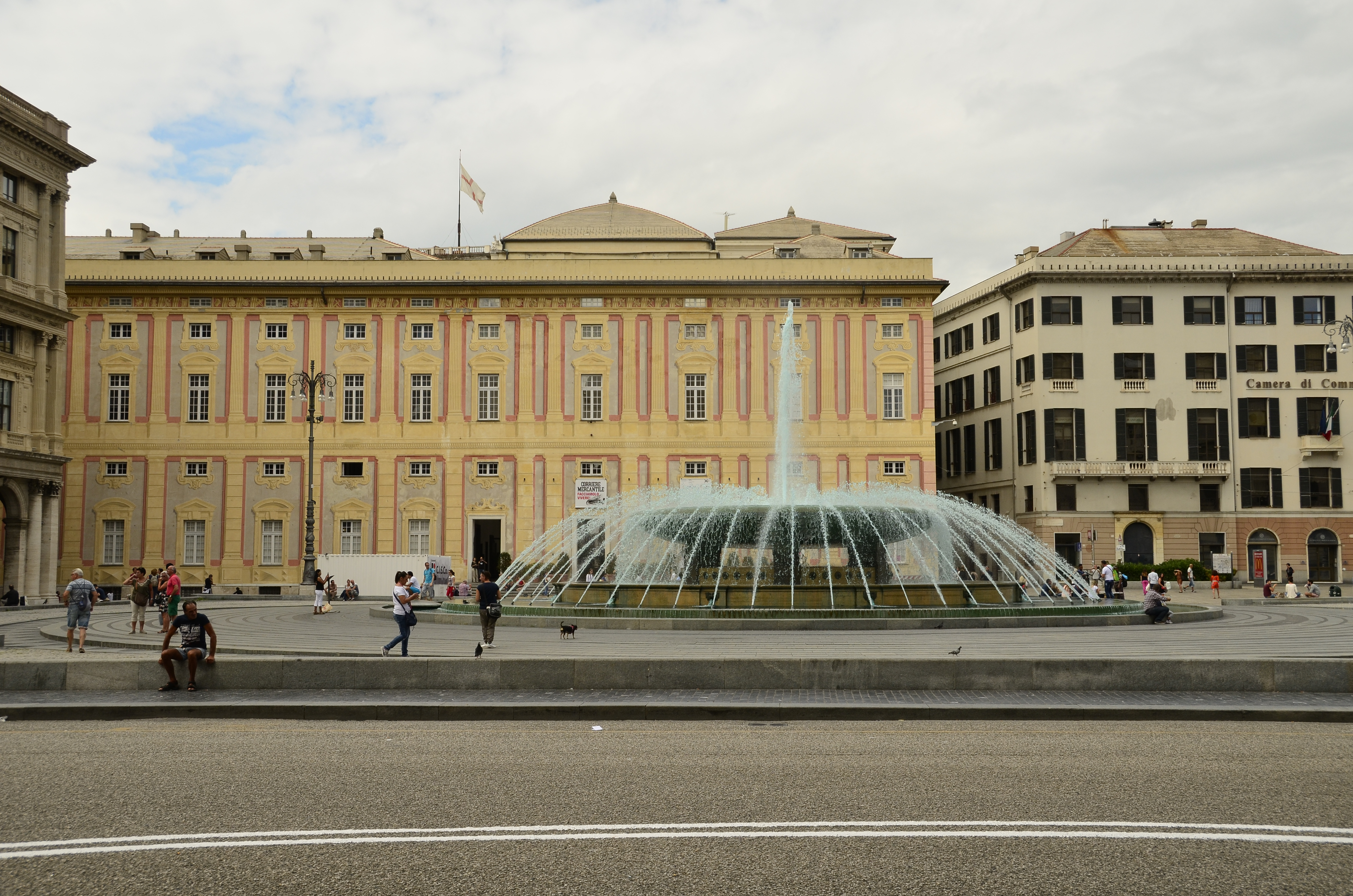
Palazzo Ducale.

Il totale recupero del Palazzo Ducale - un tempo sede di dogi e senatori e ora luogo di eventi culturali - e del porto antico e la riedificazione del Teatro Carlo Felice, distrutto dai bombardamenti del secondo conflitto mondiale che risparmiarono solo il pronao neoclassico dell'architetto Carlo Barabino, sono stati altri due punti di forza per la realizzazione di una nuova Genova.
Un altro monumento di rilevante importanza riportato a nuovo splendore è il Cimitero monumentale di Staglieno, nel quale riposano le spoglie di molti personaggi noti, fra i quali Giuseppe Mazzini, Fabrizio De André e la moglie di Oscar Wilde.
Con la sua caratteristica skyline che per chi proviene dal mare la fa apparire come un'insormontabile fortezza, contraddistinta com'è dalla sua fitta rete di fortificazioni collinari su ampie mura che in antiche epoche belliche l'hanno resa inespugnabile sia agli attacchi dal mare quanto da quelli via terra - Genova non poteva rinunciare, specialmente a partire dagli anni sessanta, a un proprio rinnovamento e ammodernamento, che doveva necessariamente passare, al pari di quanto avvenuto in tante altre metropoli, attraverso la realizzazione di grandi complessi abitativi di tipo popolare, la cui qualità, utilità e funzionalità è stata ed è peraltro ancora oggetto di discussione (e talvolta di contestazione) da parte dei cittadini residenti.
A tal proposito, si citano ad esempio i casi rappresentato dal cosiddetto "biscione", complesso edilizio a forma, appunto, di lungo serpentone, situato sulle alture del popoloso quartiere di Marassi, dal gruppo di case dette "Le lavatrici", nel quartiere di Pra', e dalle cosiddette 'Dighe' di Begato progettate da Piero Gambacciani.
Per altre soluzioni architettoniche che l'hanno contraddistinta, Genova è peraltro diventata da qualche decennio una sorta di capitale dell'architettura moderna italiana, se non europea. Questo si deve principalmente all'opera dell'architetto Renzo Piano, che dalla fine degli anni ottanta si è occupato della ristrutturazione di alcune fra le più conosciute città del mondo.
Il nome di Piano ha acquisito notorietà a partire soprattutto dal 1992, quando Genova accolse per le Celebrazioni colombiane del 1992 (Colombiadi) i visitatori nel porto antico, il waterfront dell'angiporto completamente restaurato per l'occasione e simboleggiato dal Grande Bigo stilizzato (sorta di marchio di fabbrica dell'attività portuale genovese).

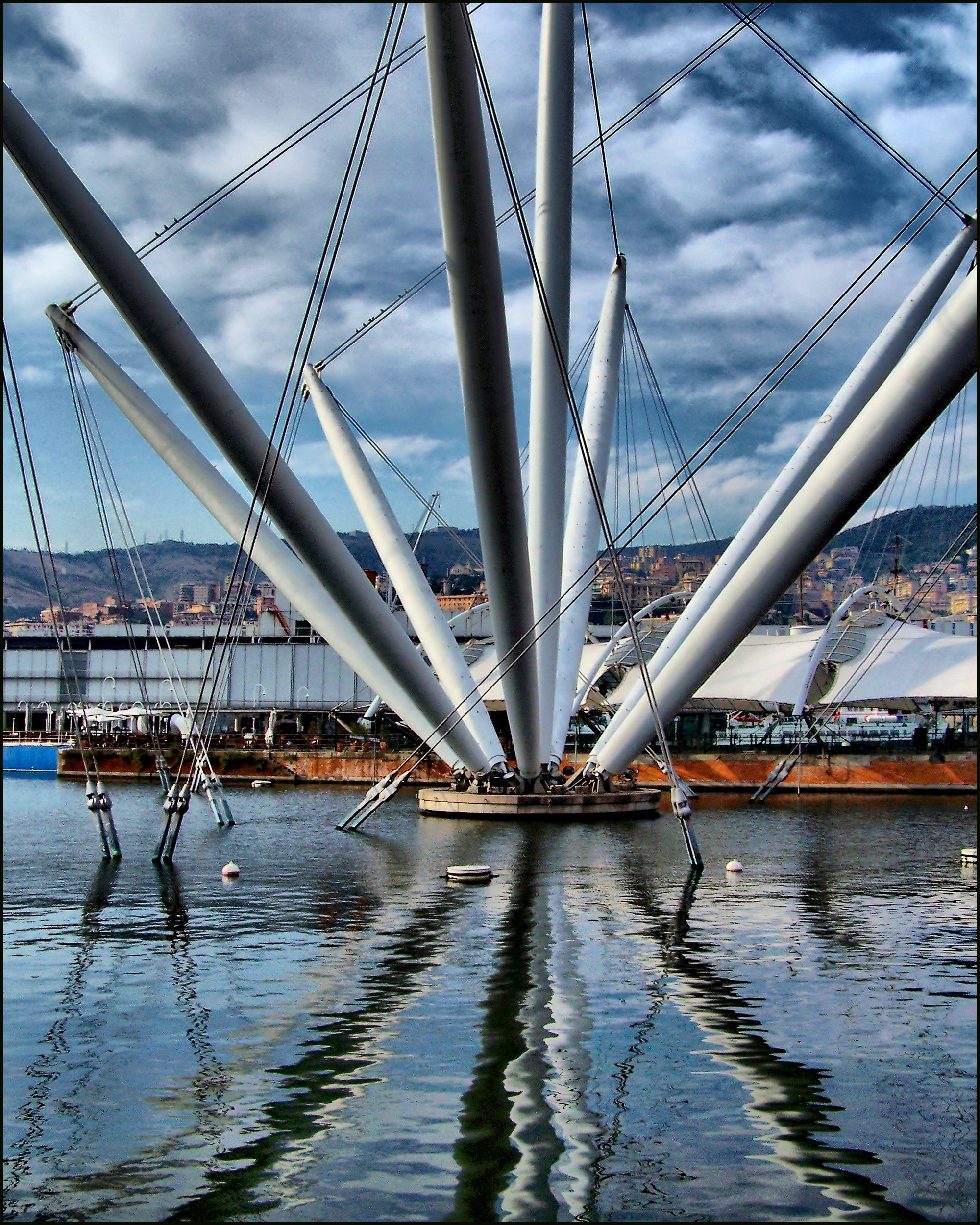
Il "Bigo".

Oltre a un completo restyling dell'area, l'antica zona portuale situata nei pressi del varco del Mandraccio, a Porta Siberia, è stata arricchita scenograficamente dallo stesso Piano con una grande sfera in metallo e vetro installata nelle acque del porto, non lontano dall'Acquario e inaugurata nel 2001 in occasione del G8 svoltosi in città, ricordato storicamente anche per una serie di fatti di cronaca nera avvenuti in contemporanea. La sfera (chiamata dai genovesi anche Bolla di Piano o "Biosfera"), dopo essere stata impiegata per un'esposizione di felci da parte dell'Orto Botanico di Genova, ospita ora al suo interno la ricostruzione di un ambiente tropicale, con numerose piante, piccoli animali e farfalle.

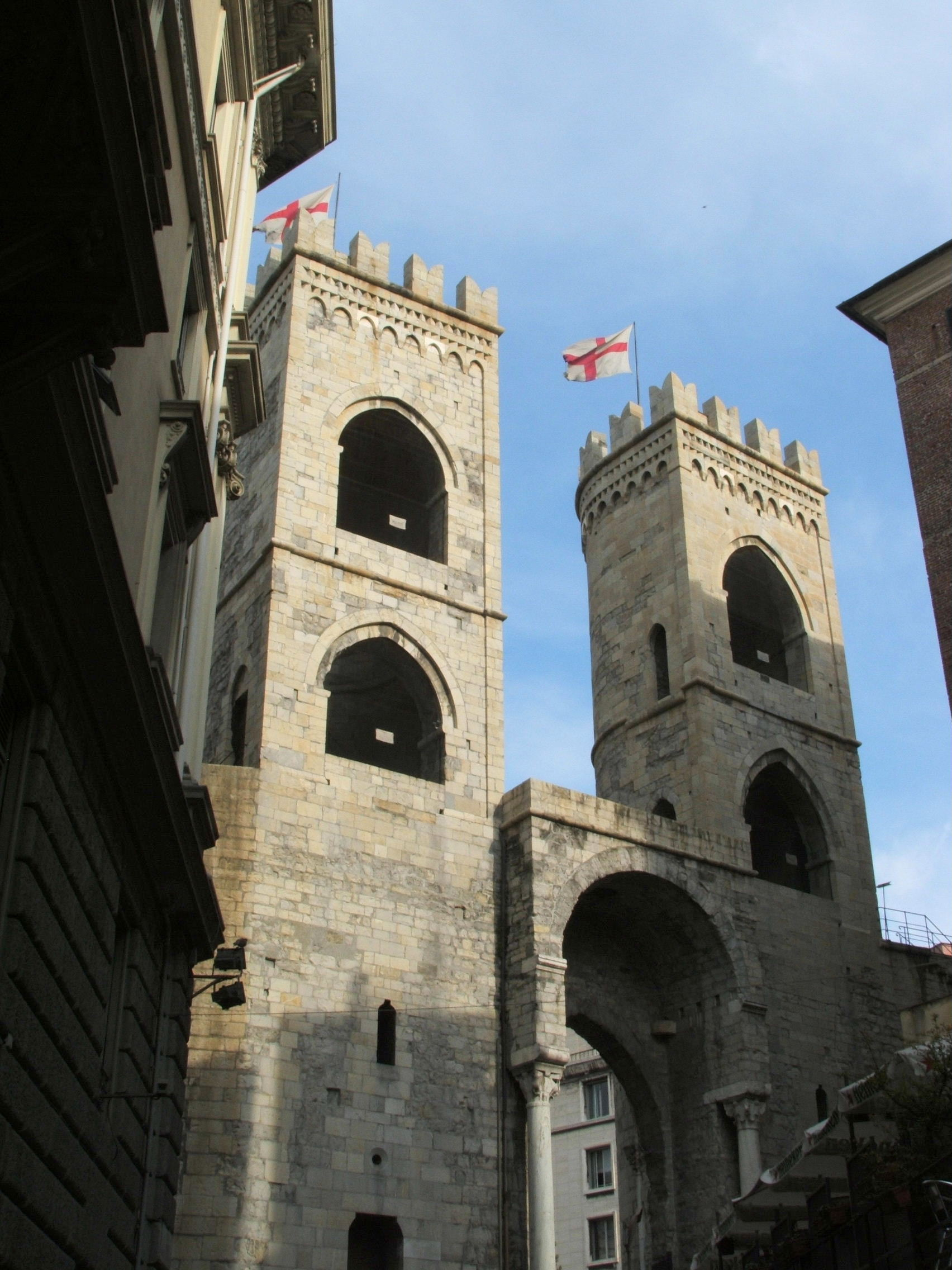
Porta Soprana, nelle Mura di Genova.

Piano ha inoltre progettato per la Superba anche le stazioni della metropolitana e, nella zona collinare della città, progettato e incominciato la costruzione - in collaborazione con l'UNESCO - di Punta Nave, sede del "Renzo Piano Building Workshop". Il Viadotto Genova San Giorgio, progettato da Piano e inaugurato nel 2020, che sostituisce il primo viadotto Polcevera improvvisamente collassato nel 2018 provocando 43 vittime, è accompagnato dal Parco del Polcevera e il Cerchio Rosso pensato da Stefano Boeri nel 2019 ancora in costruzione.
Soprattutto per chi transita per il centro di Genova lungo la strada sopraelevata, magari per imbarcarsi al vicino terminal traghetti, è visibile nelle vicinanze del porto antico il cosiddetto Matitone, controverso quanto singolare grattacielo a forma di lapis, che affianca il gruppo di torri del WTC, cuore del complesso edilizio di San Benigno, sede anche di parte dell'amministrazione comunale e di numerose aziende.

### Architetture militari
Antichi presidi fortificati, vecchi e nuovi sono posti nei parchi collinari, subito a ridosso della città. Oltre a dare un importante testimonianza della storia della "Dominante dei Mari", alcuni di essi vengono occasionalmente utilizzati per concerti, feste ed eventi vari. Viceversa molti altri non sono per nulla valorizzati, in particolare numerosi bunker e batterie risalenti alla seconda guerra mondiale sono lasciati incustoditi e al degrado, invece di essere ripristinati e riportati in uno stato decoroso in funzione storico-turistica.

### Aree naturali e parchi pubblici
Genova è ricca di parchi e giardini fruibili al pubblico, a picco sul mare o sulle alture su cui si arrampica la città, il più grande complesso naturale di Genova, con 876 ettari è il parco Urbano delle Mura, che ingloba il parco del Peralto, dove si trova Forte Sperone, il vertice della cinta muraria seicentesca a difesa della città.

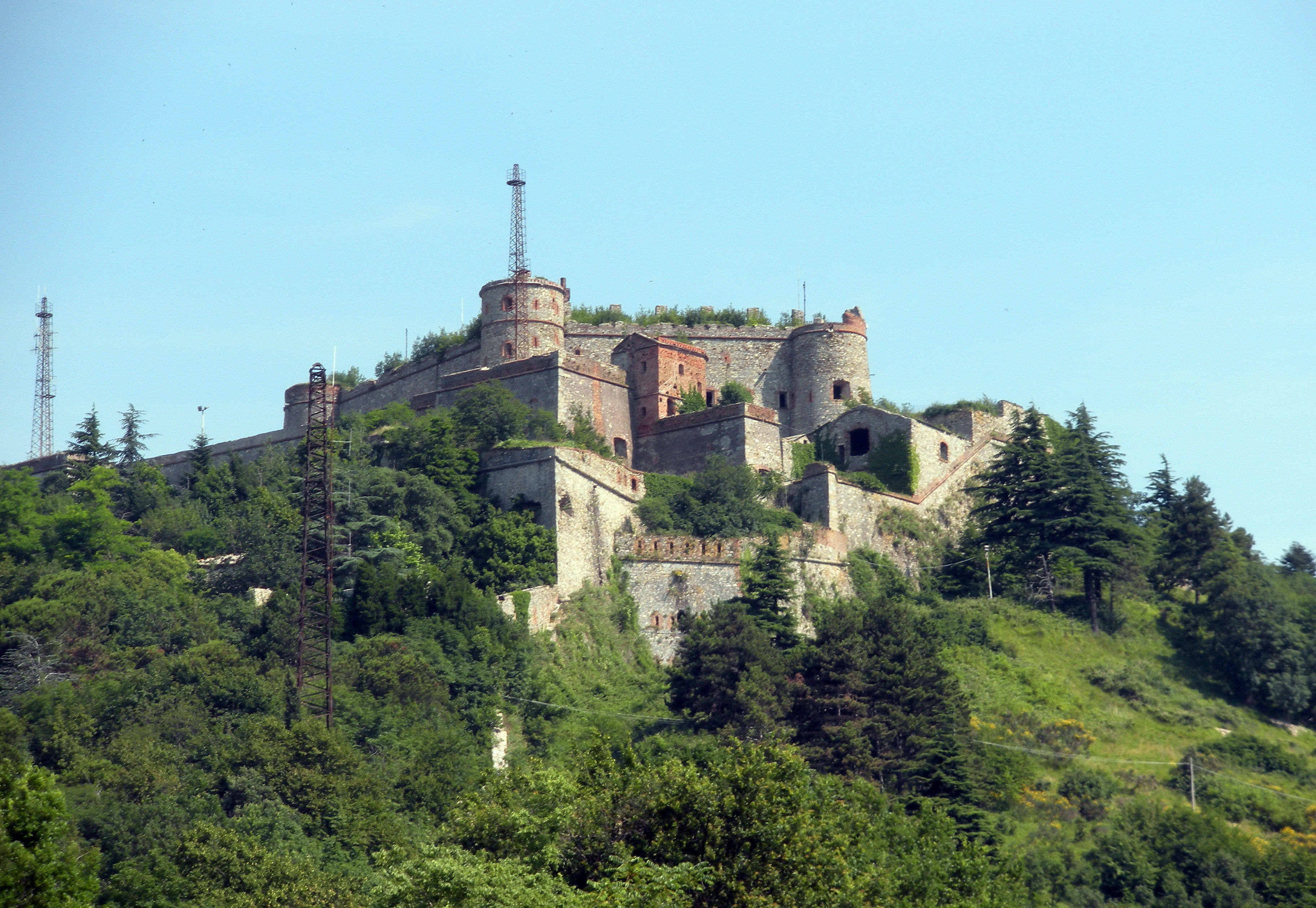
Forte Sperone.

I parchi maggiori, oltre al parco delle Mura, sono i Parchi di Nervi, dove tre ville storiche formano con i loro tre parchi collegati l'un l'altro (9 ettari di estensione), un complesso verde di rara bellezza in un ambiente naturale d'eccellenza, raggiungibile dalla bellissima Passeggiata Anita Garibaldi ricavata dagli scogli sul mare.
Nei quartieri centrali si trovano numerosi piccoli parchi e giardini storici, come il parco di villa Croce, che ospita durante tutto l'anno mostre d'arte contemporanea, Villetta Di Negro, il parco dell'Acquasola, progettato dall'architetto Nicolò Barabino, i giardini di Palazzo Bianco e Palazzo Doria-Tursi, il parco del Castello d'Albertis, che fu la residenza del capitano Alberto d'Albertis (1846-1932), navigatore, esploratore e studioso, sede del museo delle culture del mondo.
Nel ponente cittadino si estende il parco di villa Duchessa di Galliera, di 25 ettari, collegato al palazzo Brignole-Sale, a Pegli il parco della villa Durazzo-Pallavicini, che ospita il museo di archeologia ligure e l'orto botanico creato nel 1794 da Clelia Durazzo Grimaldi, sempre a Pegli il parco della villa Doria Centurione e a Sestri Ponente quello della villa Rossi Martini.
Le alture del Ponente urbano sono in parte comprese nel parco naturale regionale del Beigua il più vasto parco regionale della Liguria affacciato sul mare, e in parte nel Parco urbano del monte Penello e punta Martin.

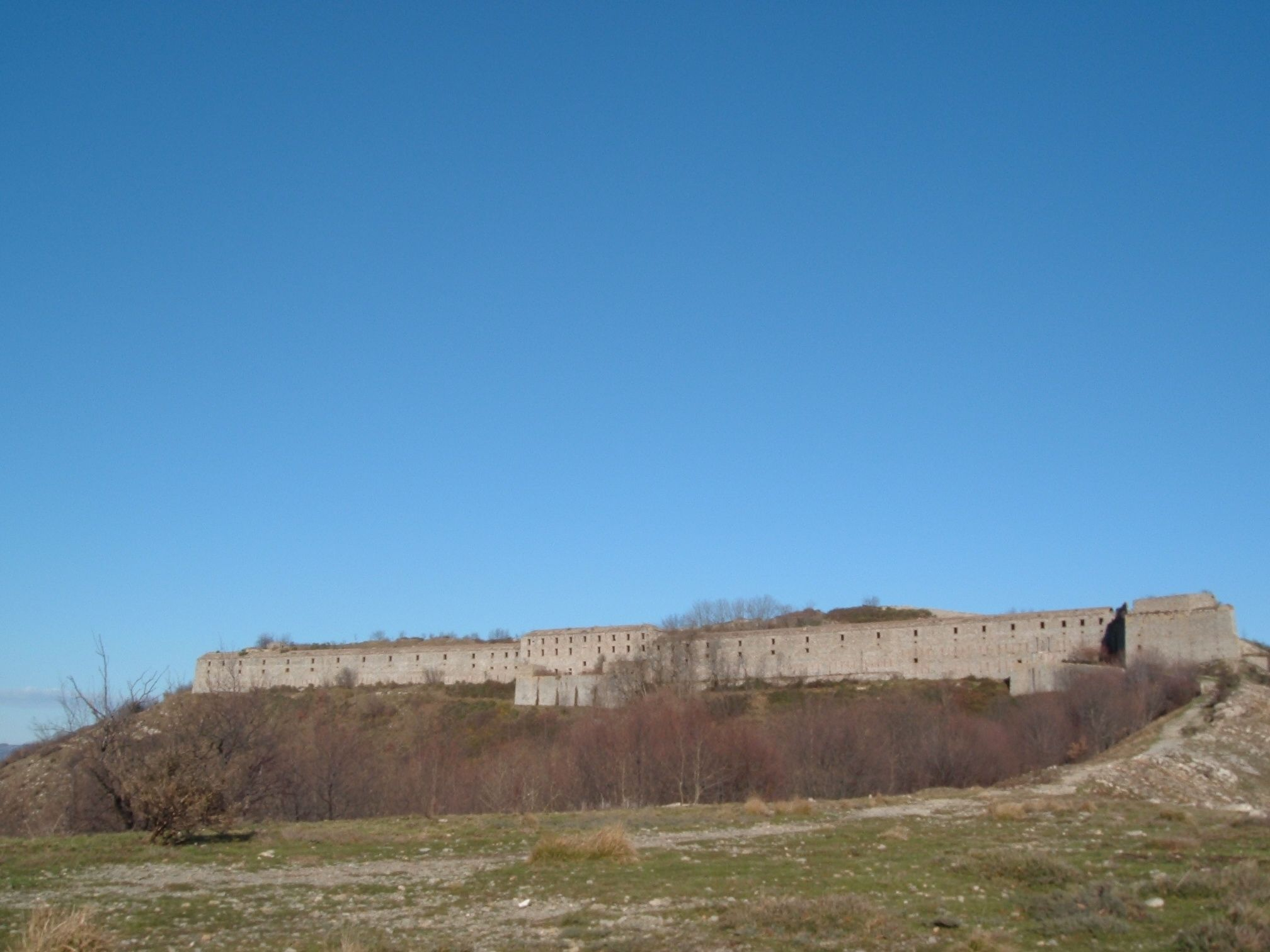
Forte Monteratti, la struttura più imponente tra i forti della val Bisagno.

A levante oltre i già citati parchi di Nervi, sorgono altre ville, quali villa Gambaro, villa Carrara, che offre un particolare affaccio sul mare, e villa Quartara.
Sulle alture di Quinto al Mare si snoda il parco urbano di monte Fasce e monte Moro, dove sono i resti di una batteria costiera posta a difesa della città durante la seconda guerra mondiale.

## Società

### Popolazione
Tra le 14 città metropolitane d'Italia, il capoluogo ligure è terzo per superficie, sesto per popolazione comunale e della sua agglomerazione, nonché la quinta città del Paese per movimento economico.
La sua vasta area metropolitana è invece la settima del Paese per popolazione e la quarta per estensione, determinando così una bassa densità di popolazione, dovuta essenzialmente alla presenza di rilievi appenninici tra la costa e il retroterra metropolitano. Per sopperire a questa discontinuità urbana, sono stati appositamente creati enti a tutela delle aree verdi appenniniche (ad esempio il Parco Regionale del Beigua), che hanno trasformato lo status di queste aree in parco metropolitano.

### Evoluzione demografica
Al 31 dicembre 2011 il Comune di Genova contava, secondo l'ufficio statistico locale, 606 978 abitanti, di cui 285 337 maschi e 321 641 femmine, rappresentando circa il 76% dell'intera area urbana genovese di oltre 800 000 abitanti. La popolazione è prevalentemente di origine italiana. È in crescita la presenza di immigrati (nel 2003 il numero di immigrati è tornato a essere maggiore rispetto a quello degli emigrati, mantenendosi tale fino a oggi, con l'eccezione degli anni 2006 e 2007): al 31 dicembre 2011 vi erano infatti tra i residenti 54 521 stranieri (25 455 maschi e 29 066 femmine), pari al 9% del totale dei residenti. Gruppo maggioritario quello degli ecuadoriani, passati dai 3 048 del 2000 ai 17 436 del 2011 (anno in cui rappresentano il 32% degli stranieri residenti).
Dopo una crescita contenuta nella seconda metà del XIX secolo, periodo in cui numerosi genovesi emigrarono verso le Americhe, la città ha vissuto per buona parte del XX secolo un'esplosione demografica legata alla crescente espansione del porto e dell'industria metalmeccanica. A una prima fase di immigrazione dalle vallate del genovese e del basso Piemonte, seguì, dopo la prima guerra mondiale, un afflusso considerevole di veneti e friulani.

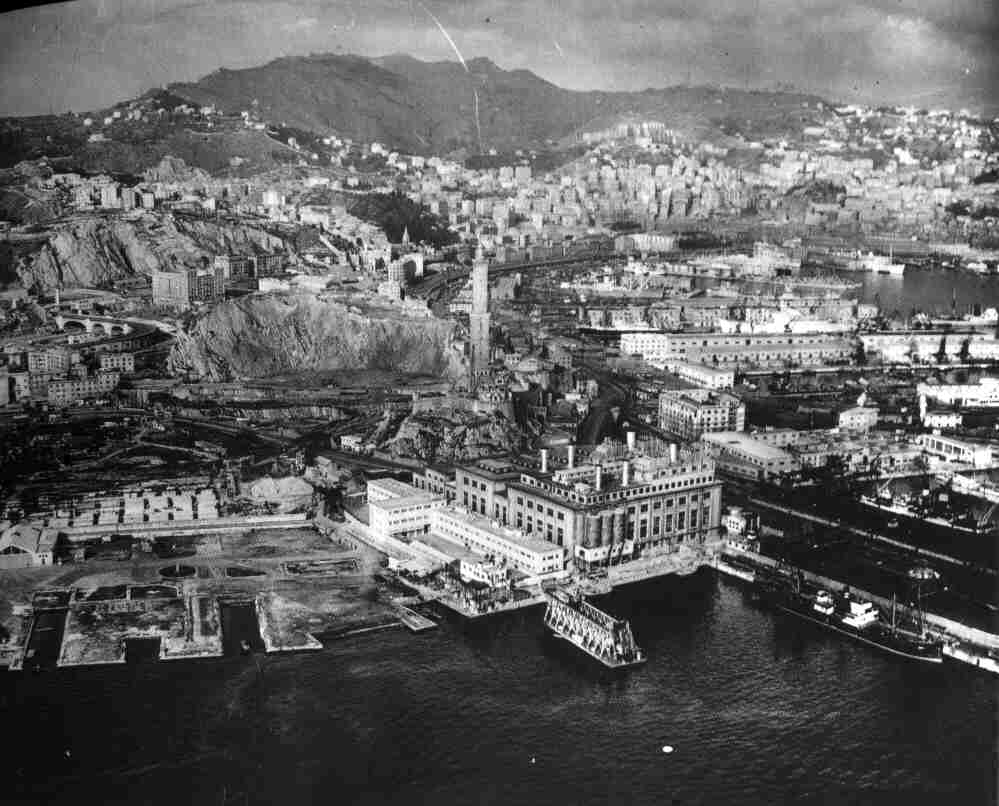
La Lanterna con la centrale elettrica sottostante e, dietro, la collina di San Benigno, in parte demolita per far spazio all'omonimo quartiere.

Negli anni cinquanta, sessanta e settanta l'esplosione demografica è stata enfatizzata dall'immigrazione interna prevalentemente dal meridione d'Italia (in particolari di residenti della Sicilia e della Sardegna), che ha provocato difficoltà urbanistiche a causa della mancanza di spazi edificabili pianeggianti, con la conseguente urbanizzazione massiccia delle aree collinari alle spalle del centro cittadino e degli sbocchi litoranei.
La crescita demografica si è progressivamente arrestata sino a trasformarsi in una regressione. Gli abitanti sono infatti passati dagli oltre 816 000 del 1971 ai circa 610 000 del 2001: Genova ha perso un quarto della popolazione in 30 anni. Complice di tale situazione è anche l'età media dei residenti, che soprattutto in alcuni quartieri è decisamente elevata, il che comporta un numero di morti superiore a quelle delle nascite (nel 2011 si sono registrate 4 411 nascite contro 8 190 decessi).
Confrontando i dati della popolazione del censimento del 1981 con quello del 2001, la popolazione di Genova è variata da 762 895 a 610 307 abitanti, per un decremento di 152 588 unità, pari a una variazione negativa di circa il 20%. Al contrario della maggior parte delle altre città densamente popolate che hanno avuto una diminuzione dei residenti negli stessi anni, dove a una perdita di popolazione del capoluogo è corrisposto un aumento medio della popolazione dei comuni della stessa provincia, in grado di compensare la prima se non addirittura superarla, nel caso di Genova anche la somma della popolazione degli altri 66 comuni della provincia è diminuita, passando dai 282 214 abitanti del 1981 ai 267 775 abitanti del 2001, per un decremento di 14 439 unità, pari a una variazione negativa di circa il 5,1%. Tuttavia, attraverso il fenomeno della rapallizzazione turistica lungo la costa di levante, e dell'espansione edilizia legata alle attività dei porti industriali di Genova, Savona e Vado Ligure, in collegamento tra loro, la città si è saldata con i comuni costieri in un unico agglomerato urbano di oltre 800 000 abitanti, riconfermando la sua realtà metropolitana al di là dei suoi confini comunali.
L'età media dei genovesi (al 31/12/2010) è di 47,2 anni, con un picco di 48,8 anni nel municipio (ex circoscrizione) Medio Levante. L'indice di vecchiaia (rapporto tra gli over 65 e gli under 15) cittadino è di 233 (ovvero vi sono 233 persone di 65 anni e oltre per ogni 100 giovani sotto i 15 anni), con estremi nei municipi Val Polcevera (199) e Bassa Valbisagno (263); nel 2001 l'indice di vecchiaia cittadino era di 245.

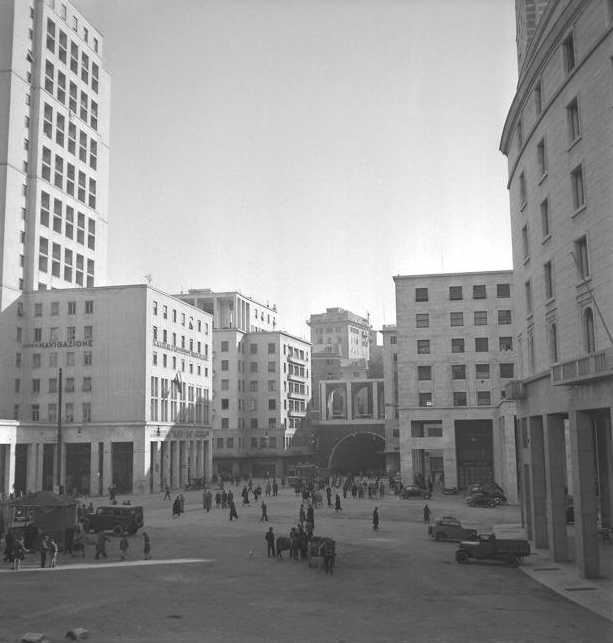
Piazza Dante come appariva negli anni quaranta. La ristrutturazione edile-urbanistica di quello che era l'antico quartiere popolare di Ponticello-Via Madre di Dio (ora "cuore" della moderna città) è caratterizzata dall'edificazione dei nuovi imponenti grattacieli, innalzati a inizio decennio, e dalle costruzioni in marmo tipiche del razionalismo italiano.

A Genova il numero medio di componenti per famiglia al 31/12/2010 si attestava a 1,99 e vi erano 302 656 nuclei familiari Tra le famiglie il 43,9% era composto da un solo componente (132 960 famiglie), il 27,5% da due persone (83 314 famiglie), il 16,9% da tre persone (51 141 famiglie), il 9,4% da quattro persone (28 522 famiglie) e il restante 2,2% (6 719 famiglie) con cinque o più componenti.
Nel 2011 sono stati celebrati 1 534 matrimoni (570 con rito religioso e 964 con rito civile), 28 in più rispetto al 2010 (+1,9%); a partire dal 2007 (quando le unioni furono 2 087) vi è stato un forte calo nel numero complessivo di matrimoni, nonostante la popolazione residente nel periodo sia variata di poco. Il numero annuale medio di matrimoni per decennio era comunque in calo da tempo (4380 negli anni settanta, 3075 negli '80, 2551 nei novanta e 1928 nel primo decennio del nuovo secolo), ma questo era in parte attribuibile al calo della popolazione generale. I matrimoni tra divorziati nel 2011 rappresentavano il 42,3% dei riti civili e il 26,5% del totale dei matrimoni. Dal 2004 il numero di matrimoni civili è superiore a quello dei matrimoni religiosi (principalmente per via dell'aumento di matrimoni in cui almeno uno dei due coniugi è divorziato).
Al 31 dicembre 2011, dai dati comunali, il municipio più popoloso era I Centro Est, con 90 098 residenti e una densità di popolazione di 127 abitanti per ettaro, mentre quello a maggiore densità di popolazione era II Centro Ovest, con 141 abitanti per ettaro, per un totale di 68 378 residenti.
Il territorio del comune di Genova assunse l'attuale estensione nel 1926 con l'accorpamento di 19 comuni circonvicini. Al censimento del 1931 (il primo successivo all'annessione) la popolazione fu calcolata in 590 736 unità, superiore a quella dell'ultimo censimento del 2011, alla presentazione del quale la popolazione era di 586 180 abitanti.
Abitanti censiti

### Etnie e minoranze straniere
Al 31 dicembre 2023 gli stranieri residenti nel comune erano 62 683, ovvero l'11,1% della popolazione. Di seguito sono riportati i gruppi più consistenti:
- Ecuador 10 369
- Albania  6 630
- Romania 6 210
- Marocco 5 212
- Bangladesh 4 266
- Ucraina 2 901
- Cina 2 778
- Senegal 2 665
- Perù 2 489
- Nigeria 1 772

### Religione

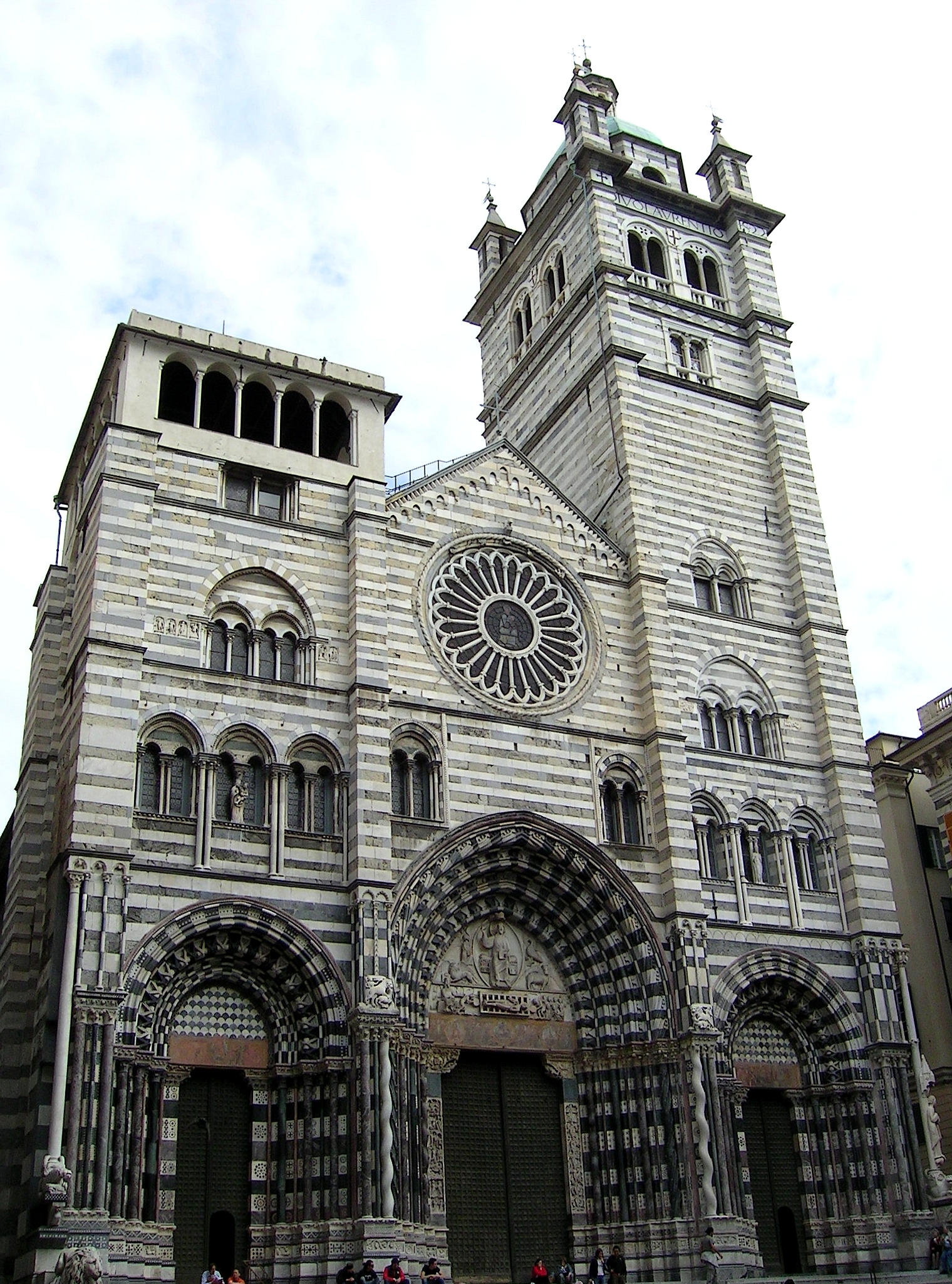
La cattedrale di San Lorenzo.

Sebbene la città sia nota per le sue passate simpatie socialiste e comuniste e per essere stata una città di sinistra (fu a Genova che nacque il primo agglomerato nel 1892 che si chiamerà Partito dei Lavoratori Italiani, a Reggio nell'Emilia nel 1893 Partito socialista dei Lavoratori Italiani e poi a Parma nel 1895 Partito Socialista Italiano), è sempre esistito un equilibrio tra poteri locali e curia cattolica che, dal canto suo, ha espresso personalità forti, come quella del cardinale Giuseppe Siri.
La stessa sinistra genovese ha raramente assunto posizioni anticlericali e la convivenza tra queste due anime ha talvolta portato a compromessi fra entrambe le parti, come nel caso delle mediazioni del cardinale Giuseppe Siri tra i camalli e l'Autorità Portuale Genovese. Verso la fine della seconda guerra mondiale, lo stesso cardinale, quando ancora era vicario generale dell'arcivescovo Boetto, aveva svolto il ruolo di mediatore tra la cittadinanza e l'amministrazione di occupazione tedesca, contribuendo a salvare il porto di Genova dalla distruzione, prima dell'abbandono delle forze tedesche.
Genovesi erano papa Benedetto XV e il cardinale Siri, mentre l'arcivescovo Angelo Bagnasco è nato in provincia di Brescia da una famiglia genovese. Conosciuti a livello nazionale sono stati don Gianni Baget Bozzo, politologo, per un periodo vicino alla corrente craxiana del Partito Socialista Italiano (per il quale fu europarlamentare dal 1989 al 1994) e tra i fondatori di Forza Italia, e don Andrea Gallo, fondatore della Comunità di San Benedetto al Porto e vicino al movimento no-global.
Vi sono numerosi santi e beati di nascita genovese o genovesi di adozione, testimoni della fede cristiana a Genova e in Liguria, tra questi: Caterina Fieschi Adorno, Francesco Maria da Camporosso, Agostino Roscelli, Eugenia Ravasco, Tommaso Reggio, Benedetta Cambiagio Frassinello, Gianna Beretta Molla, Luigi Orione, Virginia Centurione Bracelli, Paola Frassinetti.
Diversi santuari mariani sono presenti sul territorio municipale, mentre quello più conosciuto, tradizionale meta di pellegrinaggi nell'area genovese, il Santuario di Nostra Signora della Guardia sul monte Figogna, si trova nel vicino comune di Ceranesi. Infine va anche menzionato il Santuario di Nostra Signora della Vittoria, eretto dalla Repubblica di Genova nei pressi del Passo del Pertuso, nel comune di Mignanego, in ricordo della vittoria conseguita dai genovesi il 10 maggio 1625 sull'esercito del duca di Savoia Carlo Emanuele I. L'insperata vittoria, ottenuta con l'apporto di numerosi volontari polceveraschi, fu attribuita all'intercessione della Madonna.

### Istituzioni, enti e associazioni
- Ospedale Evangelico Internazionale, Ente Ecclesiastico civilmente riconosciuto
- Pubblica Assistenza Croce Bianca Genovese, opera nei settori dell'emergenza sanitaria, servizio sanitario, soccorso animali, protezione civile.

## Media

### Stampa
La prima gazzetta a stampa apparsa in Italia è considerata quella pubblicata a Genova dal 22 luglio 1639, chiamata Genova. Era stata pubblicata dal novellista Michele Castelli, che aveva ottenuto dal doge Agostino Pallavicini il privilegio di pubblicare. A causa delle difficoltà politiche, chiuse nel 1646. Un secondo periodico, anch'esso con titolo Il Genova, iniziò le pubblicazioni a cadenza settimanale nel 1642. Il tipografo era Giovanni Maria Farroni, fino al 25 novembre 1656 allorquando fu rinchiuso in carcere; gli subentrò dal 12 gennaio al 26 ottobre del 1658 la coppia formata da Pier Giovanni Calenzani e da Francesco Meschini. Le pubblicazioni si interruppero nel 1684.
Il primo quotidiano di Genova, e uno dei più antichi di Italia, è stato il Corriere Mercantile, chiuso nel luglio 2015.
Nel 1886 nacque Il Secolo XIX, tuttora il principale quotidiano di Genova, con sede in piazza Piccapietra. A Genova nacque anche Il Lavoro nel 1903, poi parte del Gruppo Editoriale L'Espresso e supplemento locale de La Repubblica.

### TV e radio
Le emittenti televisive situate a Genova sono Telegenova, Primocanale, Telenord e Antenna Blu; le principali emittenti radio sono invece Radio Babboleo (una delle prime radio libere d'Italia e la più ascoltata in Liguria), Radio Nostalgia e Radio 19, di proprietà del Secolo XIX.

## Cultura
Alla città è stato assegnato il titolo di Capitale europea della cultura per il 2004.

### Istruzione

#### Studi superiori e Accademie
- Università degli Studi di Genova (con sedi decentrate a Imperia, Pietra Ligure, Savona, Chiavari e La Spezia)
- Conservatorio Niccolò Paganini
- Accademia italiana della marina mercantile
- Accademia ligure di scienze e lettere
- Accademia ligustica di belle arti

#### Biblioteche e archivi
- Biblioteca universitaria di Genova
- Biblioteca civica Berio
- Biblioteca Franzoniana
- Biblioteca civica Gian Luigi Lercari
- Biblioteca musicale del Conservatorio[103]
- Biblioteca Internazionale per ragazzi Edmondo de Amicis
- Biblioteca della Società Ligure di Storia Patria
- Archivio di Stato di Genova (che custodisce, fra l'altro, i documenti ufficiali della Repubblica di Genova e del Banco di San Giorgio; conserva inoltre l'archivio dei notai della città dal 1154)[104]

Esistono inoltre numerose biblioteche di quartiere.

#### Ricerca scientifica
- Istituto italiano di tecnologia (IIT)

### Musei
- Galata − Museo del mare
- Musei di Strada Nuova
- Museo del tesoro della cattedrale di San Lorenzo
- Museo diocesano
- Museo delle culture del mondo
- Museo d'arte orientale Edoardo Chiossone
- Museo di storia naturale Giacomo Doria
- Museo di Sant'Agostino
- Museo della storia del Genoa
- Palazzo Ducale
- Palazzo Reale

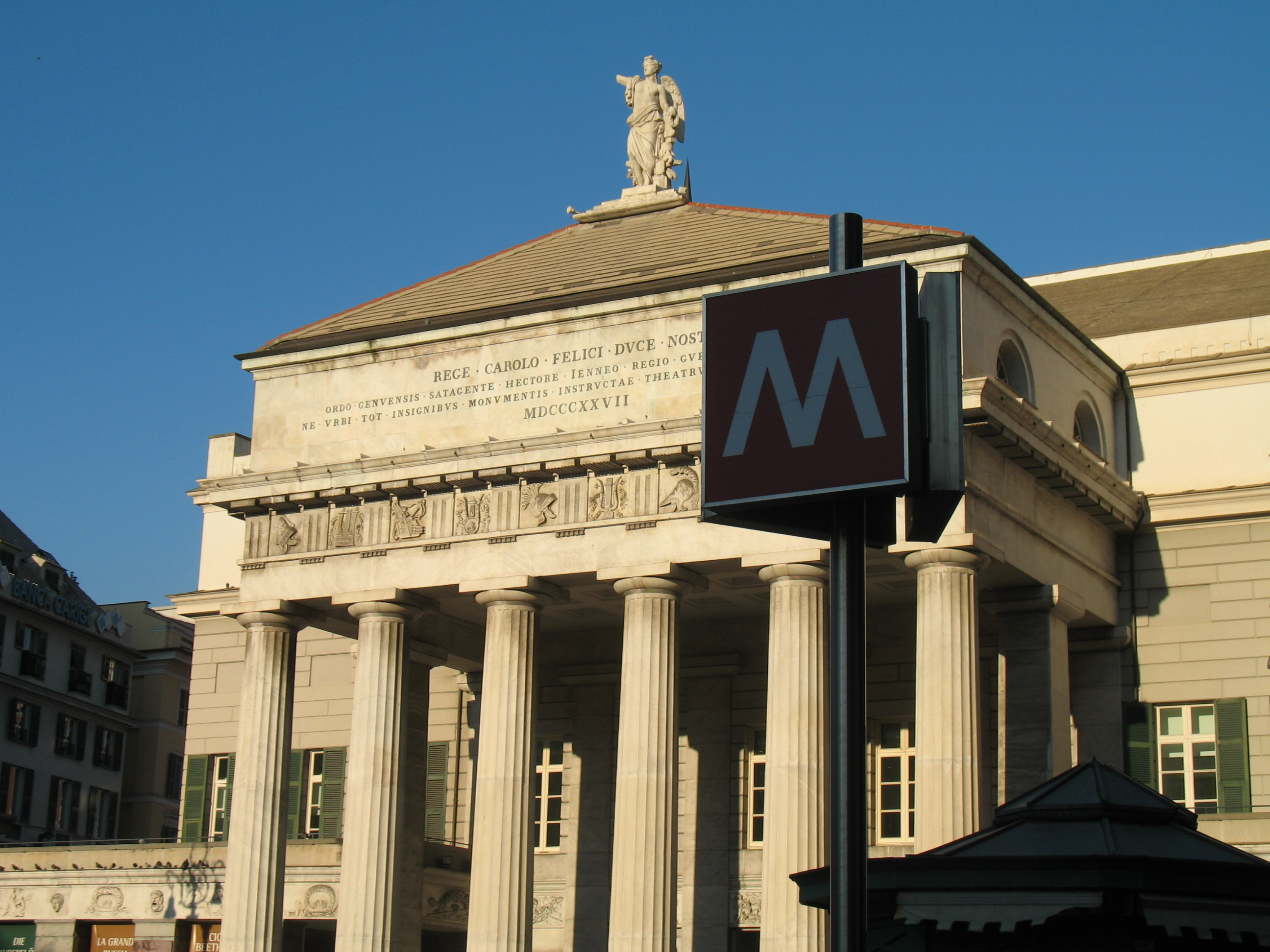
Fermata della metro davanti al teatro Carlo Felice.

- Museo dell'Accademia Ligustica di Belle Arti
- Museo di Santa Maria di Castello[105]
- Museo Gipsoteca Venzano[106]
- Museo Ebraico[107]
- Museo nazionale Emigrazione Italiana[108]
- Osservatorio Astronomico[109]
- Museo della Stampa[110]
- Museo Luzzati[111]
- Cineteca Griffith
- Collezione d'arte Carige[112]
- Museo Fantacinema[113]
- Galleria nazionale di palazzo Spinola[114]
- Museo del Jazz[115]
- Museo dei Cappuccini
- Museo del Padre umile

### Teatri
- Teatro Carlo Felice
- Teatro Nazionale, che gestisce quattro sale: Teatro Ivo Chiesa, Teatro Eleonora Duse, Teatro Gustavo Modena, Sala Mercato
- Politeama Genovese
- Teatro di Sant'Agostino (sede della compagnia del teatro della Tosse)
- Teatro del Ponente
- Teatro della Gioventù
- Teatro Govi
- Teatro Garage
- Teatro Verdi
- Teatro Von Pauer
- Teatro dell'Arca (situato all'interno del carcere di Marassi[116])

### Zone fieristiche
- Fiera di Genova
- Magazzini del Cotone

### Eventi
- Salone nautico di Genova (dal 1962)
- Rolli Days (dal 2009)
- Euroflora (dal 1966)
- Goa-Boa Festival (dal 1998)
- Festival della scienza (dal 2003)
- Premio Paganini (dal 1954)
- Confuoco (dal XIV secolo)
- Festival internazionale di poesia di Genova (dal 1995)
- Suq Festival (dal 1999)
- Genoa Open Challenger (dal 2003)
- TED (dal 2001)
- Festival internazionale del balletto di Nervi (dal 1955)
- La Voce e il Tempo (dal 2016)
- Circumnavigando Festival (dal 2000)

### Musica
Sono scarse le informazioni sull'attività musicale nei primi anni della storia della città. E anche successivamente, la potente Repubblica di Genova, per molti anni, ha sempre rivolto maggiore attenzione ai commerci e al mantenimento delle proprie colonie.
Una discreta presenza, degna di essere evidenziata, si registra comunque ai tempi dei troubadors e uno dei personaggi più rappresentativi risponde al nome di Lanfranco Cigala (morto nel 1258 circa), uomo di legge, buon conoscitore della lingua occitana a lui familiare per i frequenti viaggi in Provenza quale rappresentante diplomatico della Repubblica di Genova.

È intorno alla sua persona che si riunisce un gruppo di borghesi, anch'essi per la maggior parte giuristi (Bonifacio Calvo, Lucchetto Gattilusio, Percivalle e Simone Doria), che danno vita a un cenacolo trobadorico tra i più importanti d'Italia. Si incontravano in casa di Lanfranco, loro indiscusso vate, per discutere, leggere e ispirarsi alle rime dei più famosi esponenti della lirica provenzale.
Negli anni successivi, riferimenti sulla vita musicale a Genova sono reperibili solo consultando archivi ecclesiastici in quanto tale attività è sostenuta e favorita dalla Chiesa e dalla nobiltà locale. I musicisti citati però provengono soprattutto da regioni limitrofe: Franchino Gaffurio (Lodi, 1451-1522), sacerdote e teorico musicale al servizio della famiglia Adorno; Vincenzo Ruffo (Verona, 1510-1587), compositore, maestro di cappella nei Duomo di Verona e Milano, a Genova al servizio di Andrea Doria.

Verso la fine del Cinquecento la vita musicale della città registra un grande impulso grazie alle iniziative della Cattedrale di San Lorenzo che si organizza assumendo cantori e strumentisti fino a costituire un imponente organico musicale composto da un coro di 65 elementi e 34 orchestrali.

In questo periodo si distinguono i due maestri di cappella, ambedue genovesi, Giovanni Battista Dalla (Della) Gostena (1558 circa-1593), autore anche di madrigali e opere per liuto e il nipote Simone Molinaro (1565-1615), i cui temi musicali sono stati utilizzati da Ottorino Respighi per una parte delle Antiche Arie e Danze, Suite numero 1. Un altro organista importante della Cattedrale è stato Michelangiolo Rossi (1601/2-1656) uno dei migliori allievi di Frescobaldi.

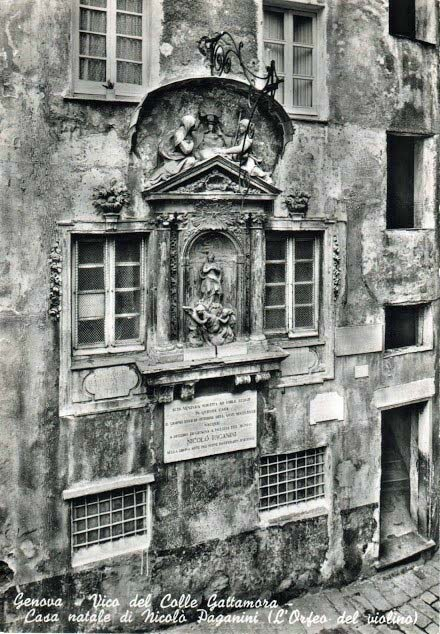
Casa natale di Paganini demolita nel 1973

Non è un caso se Niccolò Paganini (1782-1840), il più illustre musicista genovese, abbia tenuto i suoi primi concerti in diverse chiese della città. Acclamato violinista di eccezionale virtuosismo, Paganini è stato anche un compositore innovativo che ha scritto importantissime opere per il suo strumento (tra cui 24 Capricci, Variazioni, Concerti, 'Moto Perpetuò Sonate à mouvement perpetual 1831-1835). I suoi insegnanti furono Giacomo Costa, e Francesco Gnecco.
La sua prodigiosa tecnica è arrivata sino ai giorni nostri attraverso i musicisti che l'hanno tramandata: la catena incomincia con Camillo Sivori (1815-1894) suo unico allievo, che a sua volta insegnò a Francesco Sfilio e quest'ultimo a Giuseppe Gaccetta.
Per volontà di Gaccetta, nel 2000, è stata costituita una fondazione intitolata a Francesco Sfilio. Il ricordo di Paganini viene tenuto vivo dall'Istituto di Studi Paganiniani, di cui è stata grande animatrice Alma Brughera Capaldo, editore dei Quaderni. Il Comune di Genova, dal canto suo, organizza ogni due anni il Premio Paganini, concorso internazionale di violino con lo scopo di premiare nuovi giovani talenti. Dalla sua fondazione ha laureato artisti importanti, tra i quali György Pauk, Gérard Poulet, Salvatore Accardo, Gidon Kremer, Il'ja Grubert e, in tempi più recenti, Massimo Quarta, Giovanni Angeleri, Leōnidas Kavakos, Ilja Gringol'c e Shoji Sayaka. Nella serata conclusiva il vincitore del Premio ha l'onore di suonare il violino con cui si esibiva Paganini: un Guarneri del Gesù del 1743 detto "il Cannone di Paganini".
Tra i tanti violinisti genovesi degni di citazione si ricordano Giovanni Antonio Guido che in Francia, dove era emigrato, ottenne un notevole successo con l'opera Scherzi armonici sopra le quattro stagioni dell'anno, op. 3 (a imitazione di quelle di Vivaldi); Cesare Pugni, oltre che violinista virtuoso anche compositore di opere, musica strumentale e balletti. Non c'è stata grande ballerina del periodo romantico che non si sia esibita in coreografie sulla musica di Pugni.
Genova è sempre stata anche un approdo di molti importanti musicisti. Punto aggregante il Teatro del Falcone (di proprietà della Famiglia Adorno) inaugurato nel 1652. Da questo teatro sono passati: Cavalli, Lotti, Monteverdi, Galuppi, Cimarosa, ecc. Nella seconda metà del Seicento si stabilisce a Genova Alessandro Stradella, figura importante del medio barocco italiano, compositore di melodrammi, personalità estroversa altalenante tra una vita dedita alla composizione e una vita scioperata.
Molti sono gli artisti che, nati a Genova, hanno trovato importanti riconoscimenti nei diversi settori del mondo musicale lavorando soprattutto all'estero: Carlo Emanuele Barbieri, compositore di numerose opere teatrali e balletti, direttore molto considerato nel campo operistico e dal 1862 direttore del Teatro Nazionale di Budapest; Michele Novaro, secondo tenore e maestro dei cori del Teatro Regio di Torino, compositore di numerosi inni tra cui l'inno nazionale italiano su testo di Goffredo Mameli; Margherita Carosio, uno dei più grandi soprani dei suoi tempi con una carriera di quasi cinquant'anni in tutti i più importanti teatri del mondo; Piero Guelfi, baritono operante intorno alla metà del XX secolo; Giuseppe Barzizza, conosciuto come Pippo Barzizza, direttore d'orchestra e compositore, autore anche di un trattato sull'orchestrazione moderna nella musica leggera; Angelo Francesco Lavagnino, ottimo violinista e compositore di musica da camera, sinfonica sacra e teatrale e di numerosissime colonne sonore di film; Natalino Otto, iniziatore del genere swing in Italia, un innovatore nel campo della musica leggera; Giancarlo Acquisti studioso del periodo barocco (direttore dell'Antologia Monografica dal Barocco ai Tempi Nostri) e compositore.
Negli anni sessanta a Genova nasce un movimento che, seppur in altri termini, forme e consistenza musicale, sembra ricalcare la filosofia del cenacolo trobadorico di Lanfranco Cigala: un gruppo di giovani, di provenienze ed esperienze diverse nel campo poetico e musicale, trova a Genova un ideale punto d'incontro. L'influsso degli chansonnier d'oltralpe, in alcuni di loro, è evidente. Nell'immaginario collettivo vengono definiti cantautori. I genovesi di nascita sono tre: Umberto Bindi, Fabrizio De André e Ivano Fossati.

Bindi, musicalmente il meglio preparato, si propone con una melodia raffinata e articolata. Il suo Arrivederci (1959) ha un notevole connotato di rinnovamento della canzone italiana. De Andrè primeggia per la sua vena poetica e la grande attenzione che pone nella scelta delle storie e argomenti che affronta. Il suo melodiare semplice ed efficace lo rende facilmente comprensibile al popolo. Dopo un inizio stentato, tanto da fargli meditare l'abbandono, ottiene un improvviso, inatteso successo con La canzone di Marinella che segna la svolta alla sua carriera. Ivano Fossati, uno dei più colti artisti della scena musicale italiana, più musicista che cantautore, autore di memorabili canzoni scritte anche per altri, nasce e vive nella città ligure.
Gli altri cantautori hanno provenienze diverse come diverse sono le loro attività iniziali. Gino Paoli è nato a Monfalcone: originariamente pittore grafico, senza specifiche conoscenze musicali, si dedica alla canzone in modo casuale, ma ciò non gli impedisce di inanellare una lunga serie di successi da Il cielo in una stanza a Sapore di sale, Senza fine, ecc. Luigi Tenco è nato a Cassine ma la famiglia si trasferisce a Genova quando lui ha circa dieci anni. In lui, più che in altri, si avverte l'influsso degli chansonnier: Prévert, Kosma (la loro Feuilles mortes aleggia in Mi sono innamorato di te), Brassens, Brel. Bruno Lauzi, nato ad Asmara ma cresciuto a Genova, autore, fra i tanti brani, di quel Il Poeta che potrebbe essere considerato il "manifesto" di questo gruppo di creativi. Ironico, malinconico, realista, nonostante le numerose canzoni di successo, sconta una certa indifferenza da parte dei critici e dei discografici. È infine cresciuto e ha studiato a Genova Angelo Branduardi, detto il Menestrello, celebre per le sue contaminazioni con la musica classica, rinascimentale, celtica e bretone.
Negli anni settanta la città si afferma come uno dei principali centri del rock progressivo italiano grazie a band quali New Trolls, Delirium, Garybaldi, Latte e Miele e Picchio dal Pozzo.
Altri gruppi genovesi affermatisi nel corso del tempo sono i Matia Bazar, i Dirty Actions, i Necrodeth, i Meganoidi, gli Ex-Otago e gli Ianva.
Canto polivocale popolare tipico di Genova è il trallalero.

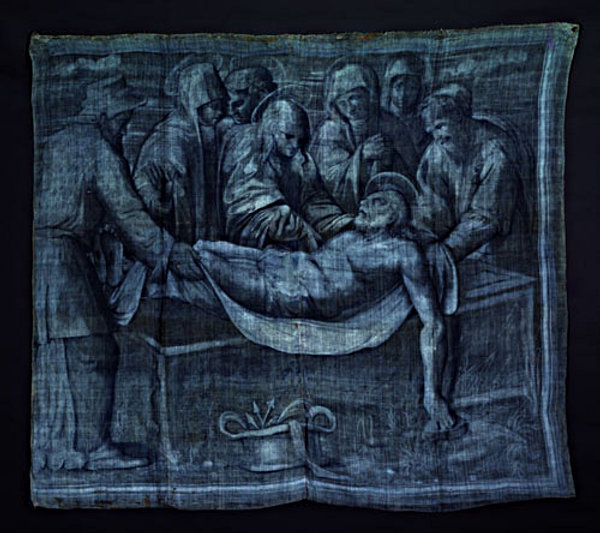
Il tessuto "jeans" è stato inventato nella città di Genova.

### Cucina
Fu a Genova che nel 1574 si costituì la prima Corporazione dei Pastai con un proprio statuto (Capitoli dell'arte dei Fidelari).
Oltre alla rivendicata paternità del pesto, della focaccia genovese, dei jeans e del gioco del lotto, Genova lega il suo nome anche alla nascita, insieme con altre città, dell'usanza dell'aperitivo.

## Geografia antropica

### Area metropolitana
Nella concezione di area metropolitana estesa, il territorio comprende interamente la Città metropolitana di Genova e la Provincia di Savona, il cordone urbano costituito dai comuni costieri della Riviera dei Fiori in Provincia di Imperia e della Riviera Spezzina in Provincia della Spezia, e i territori dell'Ovadese e del Novese, al di fuori dei confini regionali, e appartenenti amministrativamente al Piemonte (Provincia di Alessandria), per un totale di 4 836,84 km² e 1 539 669 abitanti.
La fascia costiera è frequentemente urbanizzata; scarsi elementi antropologici si riscontrano solo in prossimità del Parco naturale regionale di Portofino e di alcune porzioni di litorale, in particolare nelle Cinque Terre, tra Deiva Marina e Framura, nei pressi di Punta Mesco, Punta Manara e Punta Baffe, intorno a Zoagli, nell'area di Vesima, nella località Piani d'Invrea e in prossimità del promontorio di Celle Ligure, nel Finalese e presso Punta Murena; l'hinterland si estende invece lungo l'Appennino Ligure, la cui sommità è raggiunta dal Monte Maggiorasca con i suoi 1.809 m. Lungo i rilievi sono state istituite diverse aree protette come il Parco naturale regionale del Beigua, il Parco naturale regionale dell'Antola, il Parco naturale regionale dell'Aveto, il Parco naturale regionale di Bric Tana, il Parco naturale regionale di Piana Crixia, il Parco naturale delle Capanne di Marcarolo.
I principali corsi d'acqua sono: il Letimbro, il Sansobbia, la Cerusa, la Leira, il Polcevera, il Bisagno, l'Entella, il Petronio e la Vara che sfociano nel Mar Ligure; la Bormida, lo Stura, l'Orba, il Lemme, lo Scrivia e il Trebbia che sono subaffluenti del Po. Numerosi sono i piccoli laghi appenninici, molti dei quali artificiali. Uno dei più rilevanti è il Lago del Brugneto.
Sebbene l'area metropolitana non sia un concetto istituzionalizzato, a differenza della città metropolitana, essa nel caso genovese risulta formata dalla continuità di alcuni territori, connessi tra loro per ragioni geografiche, urbanistiche, socio-culturali, economiche, linguistiche, e storiche.
Il territorio si estende anche oltre i confini amministrativi regionali e abbraccia praticamente tutta la regione, eccetto i comuni non costieri della province di Imperia e di La Spezia. Si individuano così cinque grandi comprensori, due centrali all'area metropolitana (Città metropolitana di Genova e Provincia di Savona) e tre periferici (Riviera dei Fiori, Riviera Spezzina e Oltregiogo). Di questi tre, due rappresentano il corridoio metropolitano costiero, e il terzo ne è il naturale retroterra.
| Area                          | Comprensori                                                                                         | Regione           | Provincia | Superficie | Popolazione |
| ----------------------------- | --------------------------------------------------------------------------------------------------- | ----------------- | --- | ---------- | ----------- |
| Città metropolitana di Genova | Genovesato; Tigullio                                                                                | Liguria           | Città metropolitana di Genova                                                                                              | 1.833,79   | 851.987     |
| Provincia di Savona           | Riviera delle Palme; Montenotte; Ingauno                                                            | Liguria           | Provincia di Savona | 1.546,29   | 279.754     |
| Riviera dei Fiori             | Solo i comuni costieri                                                                              | Liguria           | Provincia di Imperia | 263,22     | 180.049     |
| Riviera Spezzina              | Solo i comuni costieri, inclusi quelli delle Cinque Terre, escluso quello di Sarzana                | Liguria           | Provincia della Spezia | 202,09     | 124.071     |
| Oltregiogo                    | Novese; Ovadese                                                                                     | Piemonte          | Provincia di Alessandria                                                                                                   | 991,45     | 103.808     |
| Area metropolitana di Genova  | Città Metropolitana di Genova; Provincia di Savona; Riviera dei Fiori; Riviera Spezzina; Oltregiogo | Liguria; Piemonte | Città metropolitana di Genova; Provincia di Savona; Provincia di Imperia; Provincia della Spezia; Provincia di Alessandria | 4.836,84   | 1.539.669   |

### Suddivisioni amministrative

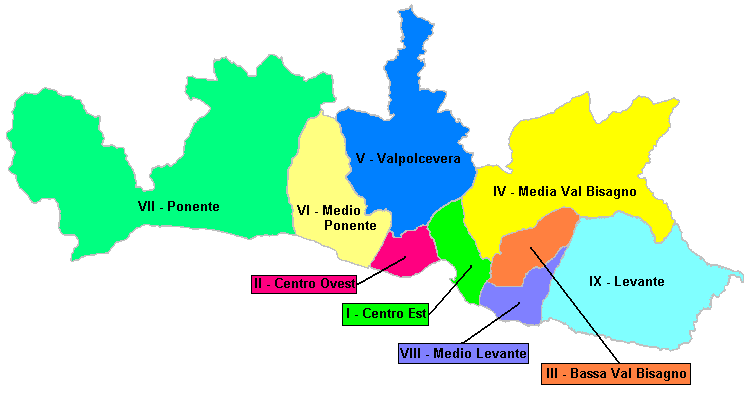
I nove municipi

Fino alla metà del XIX secolo il territorio urbano di Genova rimase quello delimitato dalla cerchia muraria del Seicento, le cosiddette Mura Nuove, suddiviso in sei rioni, detti sestieri. L'espansione urbanistica del comune, motivata dalla necessità di ampliare i confini cittadini per far spazio a nuove infrastrutture e zone residenziali, ebbe inizio nel 1874, quando vennero accorpati i limitrofi comuni della bassa val Bisagno Foce, Marassi, San Francesco di Albaro, San Fruttuoso, San Martino di Albaro e Staglieno.
Il processo di costituzione della "Grande Genova" fu portato a compimento nel 1926 con uno dei più vasti ampliamenti territoriali condotti in Italia in quel periodo. Negli stessi anni il regime fascista aveva provveduto ad analoghe operazioni di accorpamento in molte grandi città italiane, ma il caso genovese si distinse per l'entità dell'incremento territoriale e demografico, che vide coinvolti, accanto a piccoli comuni rurali, vere e proprie cittadine connotate da una forte identità, quali Sampierdarena e Sestri Ponente.
Con questo ampliamento i confini della città vennero portati a ovest sino a Voltri, a est sino a Nervi, a nord sino a Pontedecimo e Struppa, raggiungendo una notevole estensione e portando la popolazione del comune da 335 000 a 580 000 abitanti. Gli storici comuni inglobati del comune di Genova, all'epoca chiamati "delegazioni" e ora inglobati nei nove municipi cittadini, conservano ancora in gran parte inalterata l'originaria struttura di piccole città, con propri centri e periferie, culture e tradizioni.
Durante il boom economico degli anni sessanta vennero ampliati tutti i quartieri con nuove costruzioni e costruiti nuovi quartieri popolari come Ca' Nuova e il Biscione.
Non è difficile osservare come gli abitanti dei rioni periferici guardino al centro cittadino come a una città differente, usando la locuzione andare a Genova per riferire l'intenzione di recarsi al centro della città. Tale insieme di località diverse, fuse in un'unica realtà urbana e suburbana, rende la città affascinante e unica, simile per certi versi a certi agglomerati urbani industriali dell'Inghilterra.
La città di Genova è suddivisa in nove grandi aree, denominate Municipi, istituite nel 2007 dal consiglio comunale di Genova. Ogni Municipio conta in media circa 65 000 abitanti e i due più popolosi sono il Centro-Est e la Bassa Val Bisagno.
| #    | Municipio         | Popolazione al 31/12/20 | % sul totale | Ex circoscrizioni                                           |
| ---- | ----------------- | ----------------------- | ------------ | ----------------------------------------------------------- |
| I    | Centro-Est        | 86 210                  | 15,2%        | Prè-Molo-Maddalena, Oregina-Lagaccio, Castelletto, Portoria |
| II   | Centro-Ovest      | 65 296                  | (11,5%)      | Sampierdarena, San Teodoro                                  |
| III  | Bassa Val Bisagno | 71 807                  | (12,6%)      | Marassi-Quezzi, San Fruttuoso                               |
| IV   | Media Val Bisagno | 53 397                  | (9,4%)       | Staglieno, Molassana, Struppa                               |
| V    | Valpolcevera      | 57 486                  | (10,1%)      | Rivarolo, Bolzaneto, Pontedecimo                            |
| VI   | Medio Ponente     | 58 545                  | (10,3%)      | Sestri Ponente, Cornigliano                                 |
| VII  | Ponente           | 56 715                  | (10,0%)      | Voltri, Pra', Pegli                                         |
| VIII | Medio Levante     | 58 031                  | (10,2%)      | Foce, San Martino, Albaro                                   |
| IX   | Levante           | 61 512                  | (10,8%)      | Valle Sturla, Sturla-Quarto, Nervi-Quinto-Sant'Ilario       |

## Economia
Nel Medioevo Genova vantava il primato di essere la prima città a reintrodurre in chiave moderna l'oro nella monetazione occidentale, coniando il Genovino, subito copiato da Firenze nel peso e nel titolo e, ancor più tardi da Venezia. Il primato economico genovese ha il suo apogeo sul finire del secolo XIII, quando Pisa è sconfitta e i commerci sono al massimo splendore.
Genova è stata sede dei primi movimenti operai e sindacali del Novecento e della cooperativa di lavoratori portuali dei camalli (diretta derivazione della Caravana).
La sua economia e il suo mondo del lavoro hanno subito negli ultimi decenni notevoli mutamenti, passando da una connotazione prettamente industriale fondata sull'industria principale, quella del porto, a una più moderna basata sui servizi (terziario avanzato, turismo, commercio, ecc.).
In questo senso vanno considerati i recuperi di aree degradate nelle valli dei due principali torrenti cittadini, Bisagno e Polcevera. Genova è anche sede del Salone nautico, che si svolge nella zona fieristica della città, la principale esposizione europea di nautica da diporto.
L'attività portuale è in netta ripresa, sebbene sia sempre frenata da un'insufficiente rete infrastrutturale di supporto, soprattutto ferroviaria. In questo senso si ritiene che la progettata linea ferroviaria ad Alta Velocità-Alta Capacità Tortona/Novi Ligure-Genova ("terzo valico dei Giovi"), che unirà Genova a Rotterdam), possa risolvere, se portato a compimento, parte di tali problemi.
Un altro fattore nuovo di Genova è la ricerca tecnologica. A fianco dei già presenti centri di ricerca (tra cui spicca l'ospedale pediatrico Gaslini) si è affiancato da poco l'Istituto Italiano di Tecnologia (IIT). Inoltre sulla collina degli Erzelli sono in corso i lavori per la costruzione d'un parco scientifico tecnologico, che tra l'altro prevede il trasferimento sulla collina dell'ex Facoltà di Ingegneria dell'Università di Genova.
Genova è città industriale in chiave moderna con importanti aziende e multinazionali quali "Porto di Genova" (che comprende al suo interno una ventina di aziende-terminal tra cui la VTE), Leonardo, Ansaldo Energia, Ansaldo STS, ERG, Piaggio Aerospace, Costa Crociere, RINA, Cantiere Navale di Genova Sestri Ponente; è anche città di sviluppo scientifico-tecnologico e città d'arte, cultura e turismo (il centro storico è ricco di monumenti, quali Porto Antico, Palazzo Imperiale, Palazzo Reale, Palazzo Ducale, Palazzo Rosso, Palazzo Bianco, Acquario, Fiera Internazionale, oltre a moltissimi musei, castelli, ville e palazzi nobiliari, parchi, borghi storici come Boccadasse e i litorali balneari dell'estremo Ponente e del Levante cittadino).

### Turismo
Dall'estate 2017 si è riscoperta nella città a forte valenza turistica, come dimostrano i dati pubblicati dalla Regione Liguria che citano 7,6 milioni di presenze nella stagione estiva 2017.
Il forte traino del turismo è rappresentato dall'Acquario di Genova, dai borghi marinari limitrofi e dal centro storico medioevale più grande d'Europa, caratterizzato da strade strette e ripide denominate Caruggi di Genova.

## Infrastrutture e trasporti

### Nodo di Genova
Il Nodo di Genova è il sistema stradale di scorrimento veloce che svolge funzione di tangenziale esterna e interna alla città. Esso è costituito dall'interscambio delle autostrade dei Giovi (A7 Milano - Genova), dei fiori (A10 Genova - Ventimiglia), azzurra o tirrenica (A12 Genova - Roma) e dei trafori (A26 Genova - Gravellona Toce), che percorrono l'interno e cingono a monte i quartieri costieri della città. La rete autostradale è connessa alla rete stradale di scorrimento veloce da Sestri Ponente fino a Nervi, attraverso la continuità di varie arterie, dotate di propri svincoli cittadini, che permettono l'attraversamento rapido della città (strada a scorrimento veloce "Guido Rossa", Lungomare "Giuseppe Canepa", sopraelevata Aldo Moro, Viale delle Brigate Partigiane e Viale Brigata Bisagno, Pedemontana Corso Europa).

### Strade
La città è servita da diverse strade statali e provinciali:
- strada statale 1 Via Aurelia, Roma - Ventimiglia;
- strada statale 45 di Val Trebbia, Genova - Piacenza;
- strada statale 35 dei Giovi, Genova - Milano - Ponte Chiasso;
- strada statale 225 della Val Fontanabuona, Chiavari - Boasi;
- strada provinciale 226 di Valle Scrivia, Laccio - Busalla;
- Strada Statale 456 del Turchino Asti – Genova.

Fanno parte del sistema viario di Genova alcune arterie urbane di attraversamento quali le strade di circonvallazione "a mare" e "a monte", oltre che l'asse viario costiero realizzato negli anni parallelamente al primitivo tracciato della Via Aurelia.

### Ferrovie

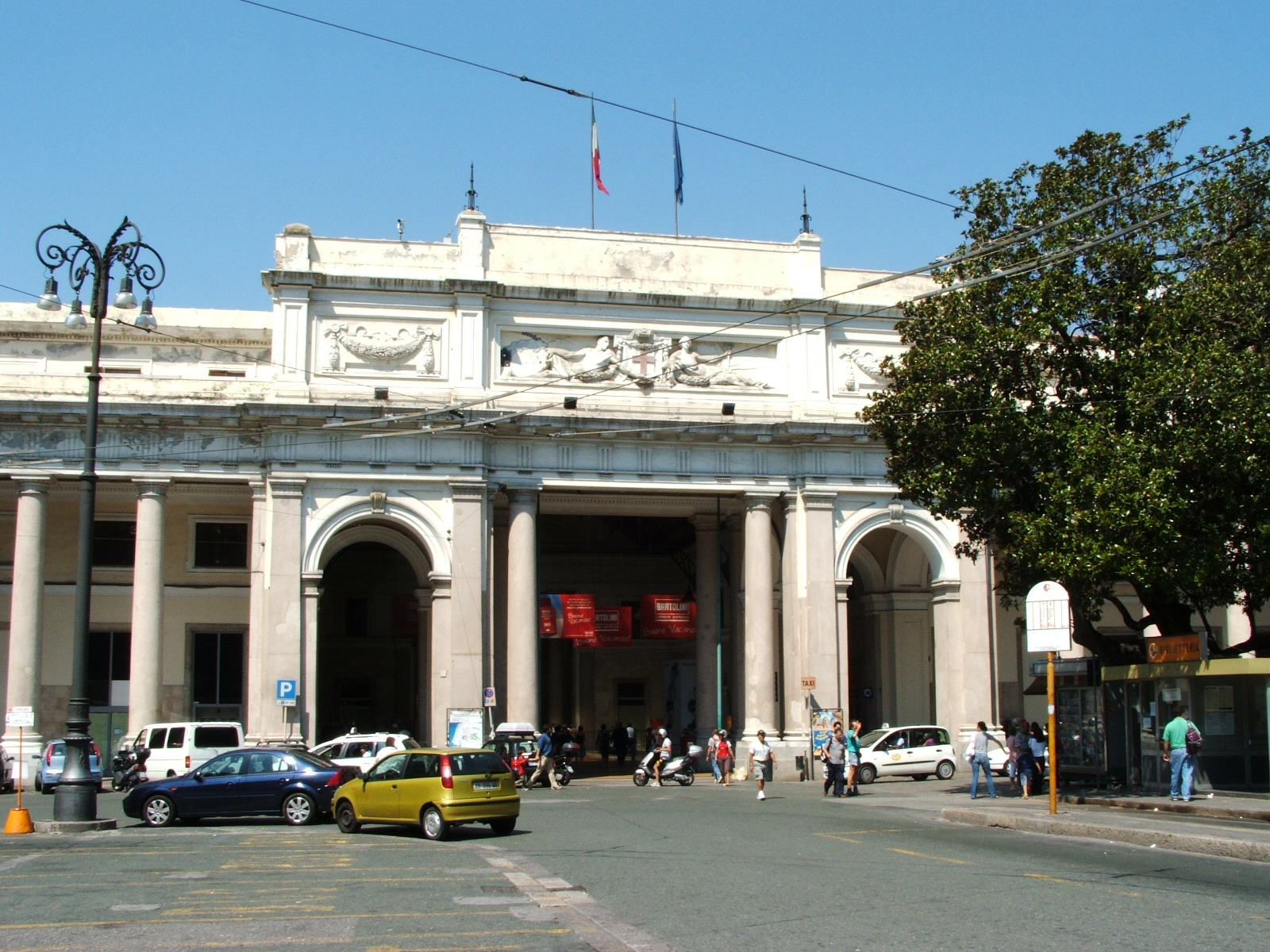
La stazione di piazza Principe.

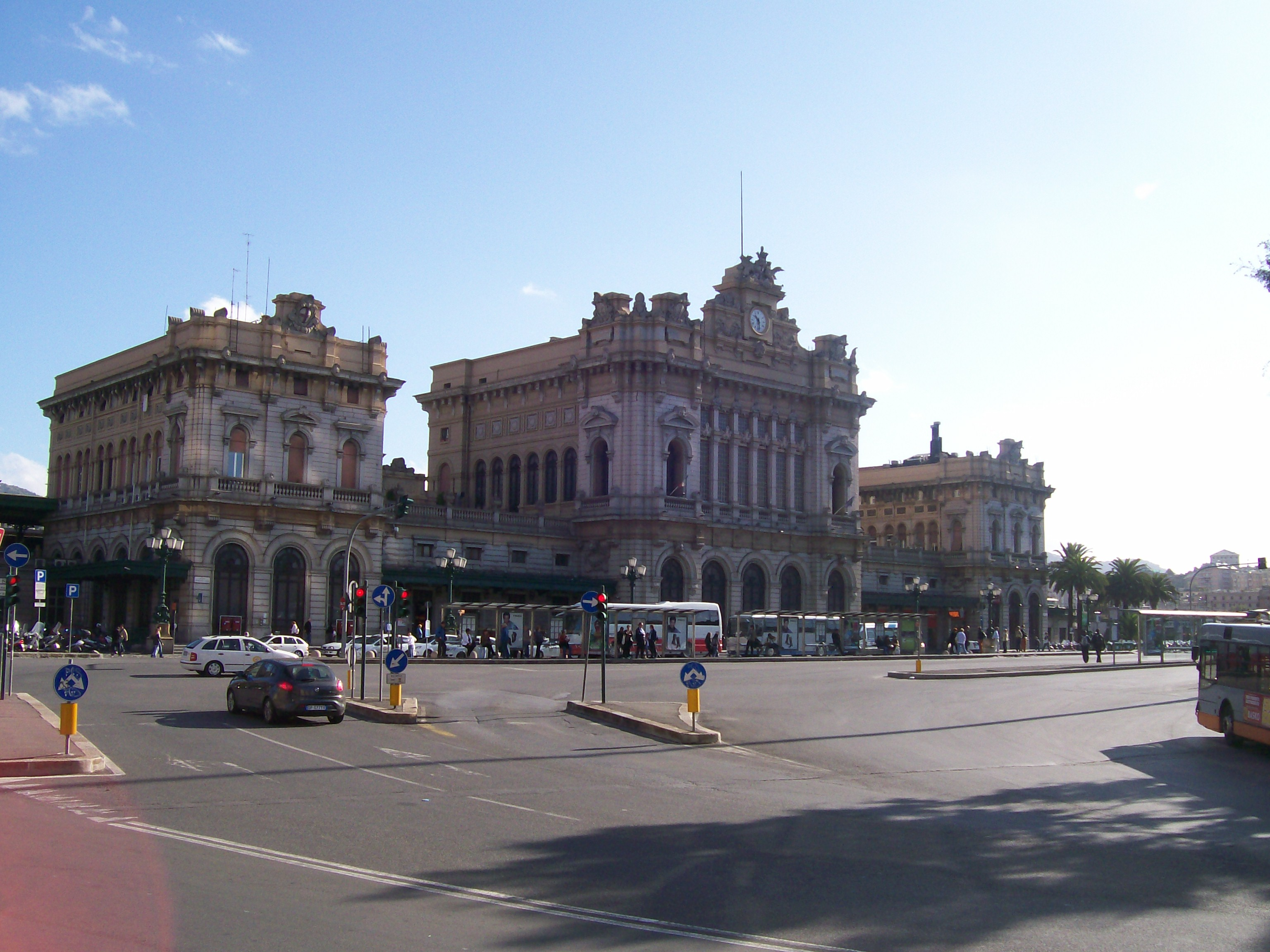
La stazione Brignole.

La città è servita da due importanti stazioni nazionali, quella di Genova Piazza Principe e quella di Genova Brignole.
Nell'ambito del territorio comunale, oltre alle stazioni principali, sono comprese anche venti fra stazioni e fermate destinate al traffico regionale che servono capillarmente i quartieri genovesi.
Da Genova si sviluppano cinque direttrici ferroviarie, la linea costiera verso ponente Genova-Ventimiglia, la linea costiera verso levante Genova-Pisa, la linea Genova-Ovada-Acqui Terme (parte della storica Genova-Asti) verso l'Ovadese e l'Acquese, la succursale del Giovi e la ferrovia Torino-Genova. Le due direttrici verso il Nord Italia, entrambe realizzate nella seconda metà dell'Ottocento, sono vitali per lo smaltimento delle merci del porto di Genova. Per ottimizzare lo smistamento delle merci in arrivo al porto di Genova e velocizzarne il trasferimento verso le loro destinazioni nel nord Italia e nell'Europa centro-meridionale, è in fase di realizzazione fra Genova e Tortona una nuova linea prevalentemente in galleria storicamente denominata "terzo valico".
Genova è inoltre collegata con la località di Casella (sul versante padano degli Appennini) con una ferrovia a scartamento ridotto metrico, a vocazione prevalentemente turistica; tale ferrovia, chiusa all'esercizio dal 2013 per consentire importanti lavori e riaperta il 21 maggio 2016, congiunge piccoli borghi nella campagna, superando infine di poco il crinale spartiacque tra il versante del Mar Ligure e la Pianura Padana.

### Mobilità metropolitana

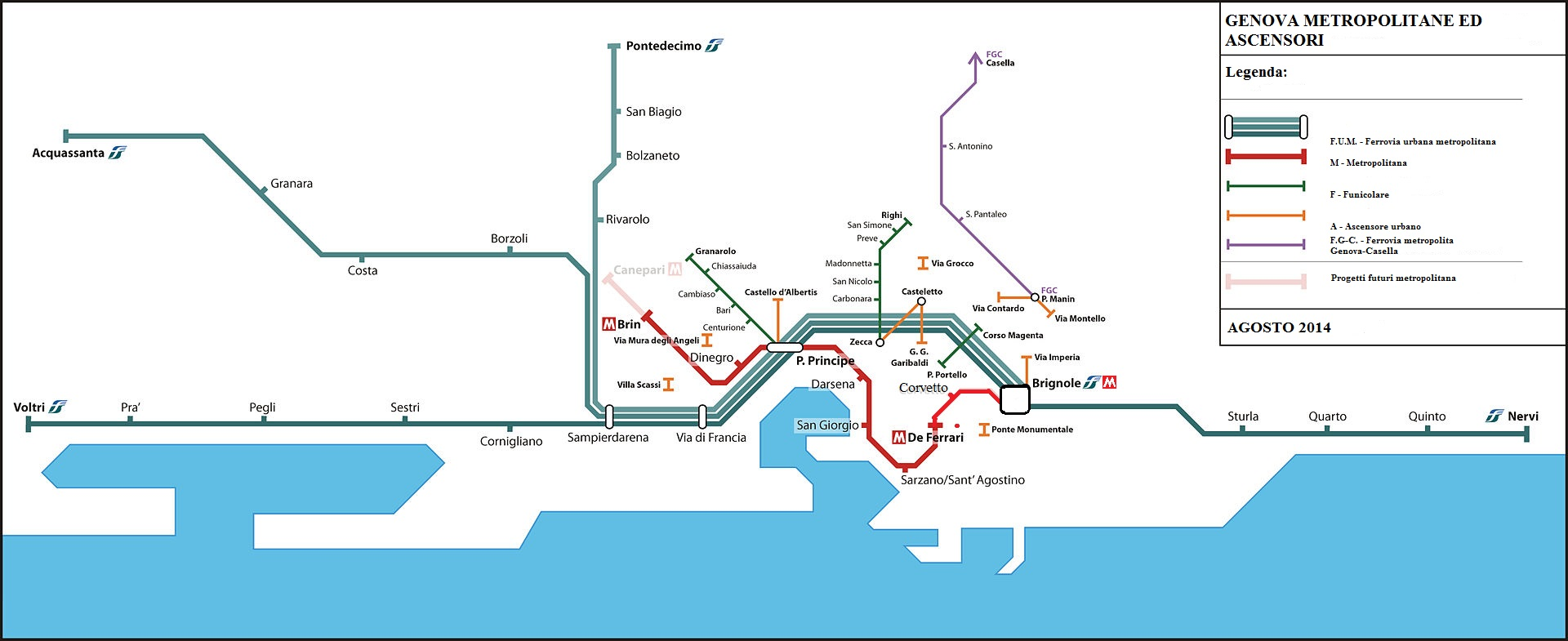
Sistema integrato delle linee metropolitane e ferroviarie della città di Genova

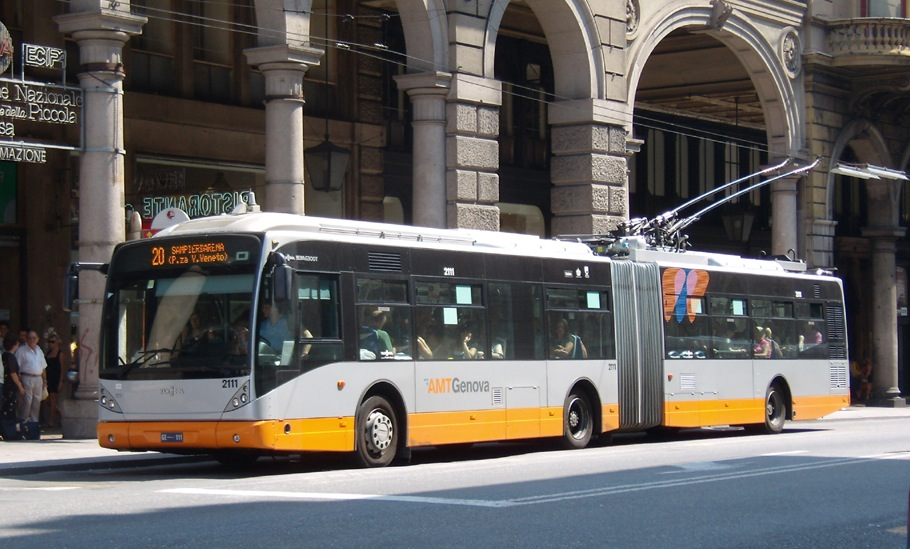
Un filobus AMT

La società cui è affidata la gestione dei servizi pubblici della città è l'Azienda Mobilità e Trasporti (AMT). Dagli anni novanta del Novecento l'offerta tariffaria è contraddistinta dalla integrazione tra mezzi gestiti da AMT e dai treni che circolano nelle stazioni in ambito cittadino Ciò permette l'utilizzo dei bus e dei treni del trasporto regionale utilizzando il medesimo biglietto. L'azienda gestisce 142 linee autobus e filobus con 2498 fermate, i servizi Volabus e Drinbus, 6 linee Taxibus, 17 linee integrative, 1 servizio a chiamata riservato ai disabili, 12 ascensori pubblici, la metropolitana, le 2 funicolari, la ferrovia a cremagliera, la ferrovia a scartamento ridotto e il navebus.
Dal 1990 è attiva nel capoluogo ligure una linea di metropolitana leggera in prevalenza sotterranea. La linea è stata progressivamente allungata con grandi ritardi e vari aumenti della spesa preventivata. La Metropolitana di Genova conta 8 stazioni e collega il centro cittadino con il quartiere periferico di Certosa (stazione Brin).
In passato la città era servita da un'estesa rete tranviaria urbana, la cui ultima linea fu soppressa nel 1966.
L'offerta di trasporto pubblico metropolitano a Genova è strutturata mediante 9 linee urbane dotate di 53 stazioni disseminate sul territorio comunale e ripartite sui seguenti servizi:
- 3 linee di treni regionali con servizio metropolitano e 22 stazioni cittadine (svolti da Trenitalia nell'ambito del contratto di servizio stipulato con la Regione Liguria):
  - Brignole-Pontedecimo
  - Brignole-Acquasanta
  - Vesima-Nervi
- Ferrovia Genova-Casella (gestito AMT): tratta Manin-Casella con servizio metropolitano e 3 stazioni cittadine
- Metropolitana (gestito da AMT): tratta Brin-Brignole e 8 stazioni cittadine
- Ferrovia Principe-Granarolo (gestito da AMT) con 9 stazioni cittadine
- Funicolare Zecca-Righi (gestito da AMT) con 7 stazioni cittadine
- Funicolare Sant'Anna (gestito da AMT) con 2 stazioni cittadine
- Navebus Pegli-Porto Antico (gestito da AMT)[126]

Le quattro linee ferroviarie urbane proseguono il loro tragitto, nelle rispettive direzioni, servendo la città e l'area metropolitana. Completano questo i seguenti servizi marittimi:
- Navetta "Genova-Camogli" (gestito da Alimar e Golfo Paradiso Trasporti Marittimi)
- Navetta "Genova-Portofino" (gestito da Alimar e Golfo Paradiso Trasporti Marittimi)

### Porti
Il Porto di Genova comprende il porto commerciale e quello passeggeri. Il complesso portuale ha specifiche connotazioni per le diverse funzionalità e i servizi portuali. In esso sono presenti e sviluppate molteplici attività quali la commerciale dello scambio delle merci, la petrolifera, l'industriale e quelle delle attività retro portuali e della cantieristica e delle riparazioni navali, della mobilità portuale e ferroviaria e quindi tutta la complessa attività legata al trasporto dei passeggeri e turisti. I numeri, riferiti al 2008, sono di un totale movimentato di 55,66 milioni di tonnellate, con un traffico commerciale di 50,64 milioni di tonnellate e un traffico passeggeri di 3,26 milioni. È previsto un ulteriore sviluppo delle aree e il loro ridisegnamento, il cosiddetto Waterfront con il quale verranno realizzate nuove aree portuali e infrastrutture e riqualificati alcuni degli spazi esistenti.

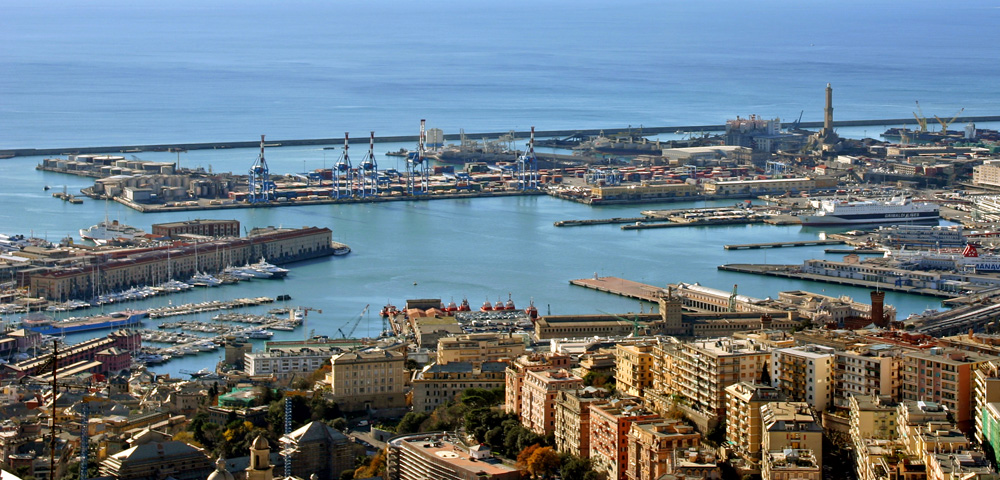
Panorama del Porto antico di Genova

Realtà a sé sono i porti turistici: quello di Sestri Ponente (porto commerciale 2ª categoria, I classe); il Porto storico (porto commerciale 2ª categoria, I classe); il Duca degli Abruzzi (porto commerciale 2ª categoria, I classe); quello alla Fiera del Mare (porto turistico non classificato) e quello di Nervi (porto pubblico 2ª categoria, IV classe).

### Aeroporti
L'Aeroporto di Genova-Sestri "Cristoforo Colombo" è situato su una penisola artificiale realizzata nello specchio d'acqua antistante Sestri Ponente. È il principale della Liguria e il traffico generato in termini di passeggeri, seppur minore rispetto ad altri aeroporti, porta comunque a circa un milione e mezzo di passeggeri all'anno. Marginale risulta invece la movimentazione annuale di merci, con totale di circa 25 00 tonnellate fra merci e posta.
Le destinazioni raggiungibili da Genova con voli diretti sono 15 e sono le seguenti:
Italia:
Roma - ITA Airways
Napoli – Ryanair e Volotea
Palermo – Ryanair
Catania – Ryanair
Cagliari – Ryanair
Bari – Ryanair
Lamezia Terme – Ryanair
Olbia – Volotea
Europa:
Londra – Ryanair
Bruxelles – Ryanair
Parigi – Volotea
Barcellona – Vueling
Amsterdam – KLM
Monaco – Lufthansa
Tirana – Wizzair e Albawings

### Infrastrutture in costruzione o pianificate
Oltre alle infrastrutture esistenti, a Genova vi è una serie di infrastrutture attualmente in costruzione o pianificate per una futura realizzazione:
- il terzo valico ferroviario, nuova linea ferroviaria ad alta velocità ed alta capacità in costruzione tra Genova e Tortona;
- la gronda autostradale, nuova autostrada del ponente cittadino (area ad ovest del centro città) la cui costruzione è in programma;
- la nuova diga foranea davanti al porto;
- il nodo ferroviario;
- l'allungamento della metropolitana verso Rivarolo e verso San Fruttuoso;
- lo sky-metro che collegherà Brignole a Molassana
- l'ampliamento dell'aeroporto;
- il parco scientifico-tecnologico degli Erzelli;
- lo scolmatore del Bisagno;
- il Waterfront di Levante presso la fiera di Genova.

## Amministrazione

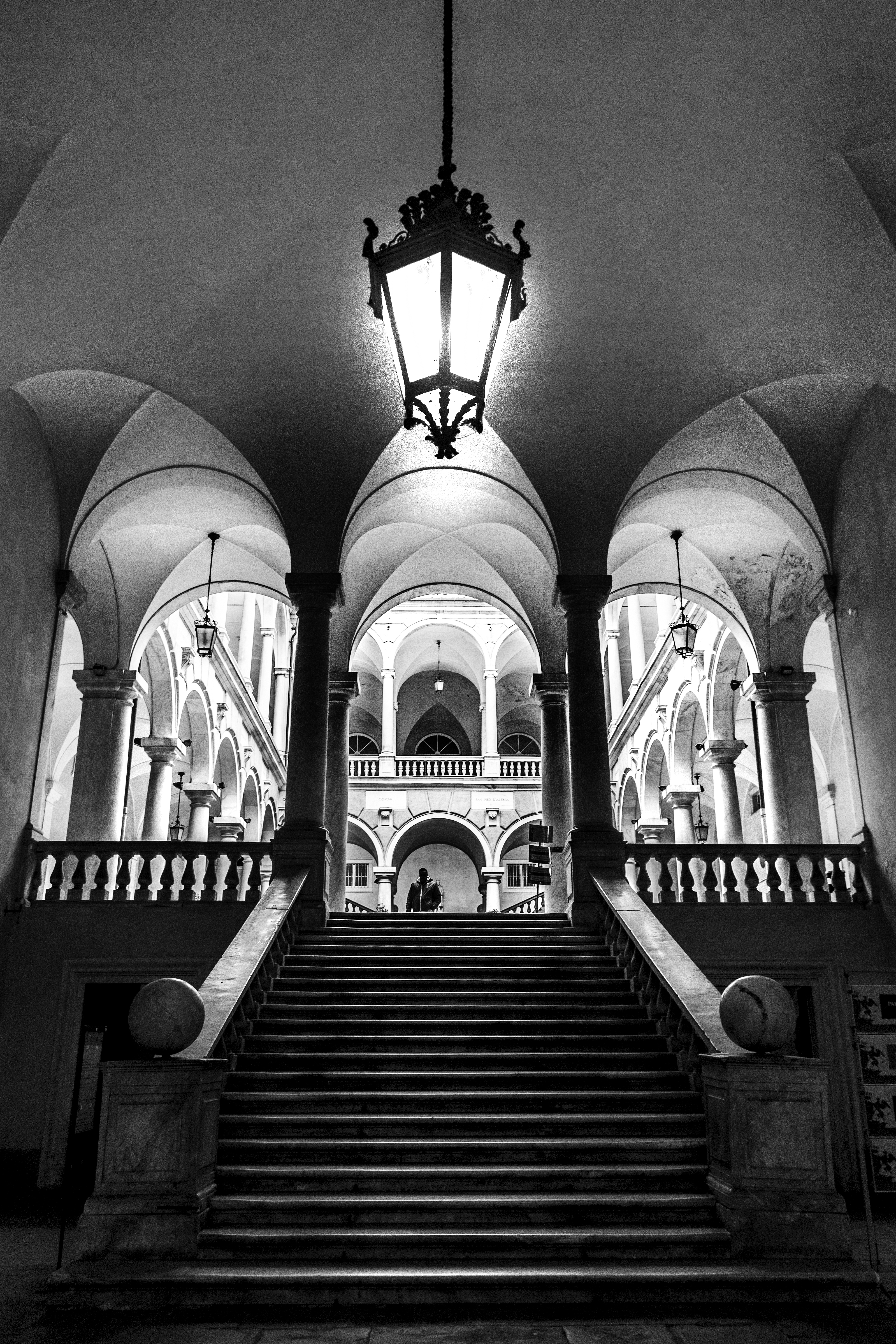
Atrio del palazzo Doria-Tursi, sede del Municipio

### Consolati
A Genova hanno sede i seguenti consolati:
Consolati generali onorariDanimarca, Honduras, Islanda, Monaco, Paesi Bassi, Romania, Svezia, Thailandia, Turchia.
Consolati generaliEcuador, Panama, Perù, Repubblica Dominicana, Russia.
Consolati onorariAlbania, Austria, Azerbaigian, Belgio, Brasile, Bulgaria, Repubblica Ceca, Cile, Cipro, Colombia, Costa Rica, El Salvador, Estonia, Finlandia, Gabon, Germania, Gran Bretagna, Grecia, Guinea, Guinea Equatoriale, Haiti, Indonesia, Kazakistan, Lituania, Lussemburgo, Malta, Messico, Norvegia, Polonia, Portogallo, Repubblica del Congo, Senegal, Sudafrica, Svizzera, Ucraina, Uganda, Ungheria, Uruguay.
ConsolatiSan Marino, Tunisia.
Agenzia consolare onorariaStati Uniti d'America.
Agenzia consolareFrancia.

### Gemellaggi
Risale al 1958 il primo gemellaggio formale, per vicinanza geografica e culturale, con la città francese di Marsiglia, la rivale di sempre nel titolo di primo porto del Mediterraneo. Oltre l'oceano Atlantico la seconda, con Columbus negli Stati Uniti nel 1964, a cui sono seguiti diversi gemellaggi con altre città europee ed extra-europee.
- Marsiglia, dal 1958
- Columbus, dal 1964
- Odessa, dal 1979
- Baltimora, dal 1985
- Chio, dal 1990
- Fiume, dal 2004
- Beyoğlu, dal 2007
- Rjazan', dal 2019
- Carloforte, dal 2020[132]
- Calasetta, dal 2020
- Murcia, dal 2021[133]
- Busan, dal 2024[134]

Genova ha stretto accordi di "collaborazione e amicizia" e di "intesa sulla collaborazione turistica" con molte città sia italiane sia straniere, tra le quali alcuni importanti centri commerciali e turistici internazionali come Barcellona, Belém, Atene, La Paz, San Pietroburgo, Ekaterinburg, Kiev, Valparaíso, Santo Domingo, Hebron e Lione, assieme a collaborazioni con molte altre città minori.

## Sport
Il 24 ottobre 2019 Genova è stata designata Capitale europea dello sport per il 2024.

### Calcio
(Gianni Brera)
La città ospita due importanti squadre di calcio che militano rispettivamente in Serie A e in Serie B, il Genoa e la Sampdoria. Il Genoa, fondato nel 1893, è riconosciuta come la squadra di calcio più antica d'Italia, e vinse il primo campionato italiano del 1898, aggiudicandosi complessivamente nove campionati nazionali tra il 1898 e il 1924 e una Coppa Italia nel 1937. A riconoscimento di tale primato, nel 2011 il Genoa è stato inserito nell'International Bureau of Cultural Capitals (IBOOC) - una sorta di patrimonio sportivo storico dell'umanità - su richiesta di Xavier Tudela, presidente dell'IBOOC. Nel 2013 inoltre il Genoa è stato ammesso nel Club of Pioneers, associazione che raggruppa i club di calcio più antichi del mondo.
L'altra squadra cittadina è la Sampdoria, fondata nel 1946 dalla fusione delle storiche società Sampierdarenese (1899) e Andrea Doria (1895), che vanta tra le squadre liguri il record di presenze in massima serie e nelle competizioni europee, ha vinto il campionato di Serie A e la Supercoppa italiana nel 1991, l'edizione di Coppa delle Coppe 1989-1990 e 4 coppe Italia. Le due squadre nella loro storia si sono affrontate diverse volte in quello che è riconosciuto come il derby della Lanterna. Numerose altre squadre cittadine militano in campionati a livello dilettantistico, tra le più antiche, con militanze in passato in categorie di rilievo, vanno annoverate il Ligorna, Sestrese, Rivarolese e il Molassana Boero.
La città di Genova si fregia dello straordinario primato di vantare la prima squadra ad aver vinto un campionato di calcio maschile (il Genoa, nel 1898) e la prima squadra ad aver vinto un campionato di calcio femminile (il Genova, nel 1968).

### Ciclismo
Giro d'Italia
Genova è stata sede della cosiddetta "Grande Partenza" del Giro d'Italia in tre occasioni: 
- 1980, con il via ufficiale della corsa dato il 15 maggio da corso Marconi per effettuare una cronometro cittadina che ebbe la vittoria di Francesco Moser;[141]
- 1992, con il via ufficiale della corsa dato il 24 maggio da via Finocchiaro per la crono individuale in circuito cittadino vinta dal francese Thierry Marie;[141]
- 2004, con il via ufficiale della corsa dato l'8 maggio da piazza della Vittoria, per il prologo tra le strade cittadine vinto dall'australiano Bradley McGee.[141]

In totale, la città è stata sede di tappa della "Corsa Rosa" in ottantacinque occasioni (quarantaquattro partenze e quarantuno arrivi). Pertanto, Genova si colloca al quinto posto nella classifica delle sedi di tappa più ricorrenti nella storia della corsa.
Gli ultimi cinque arrivi di tappa del Giro d'Italia a Genova sono stati i seguenti:
- 1992: cronoprologo, vinto da Thierry Marie;
- 2000: 17ª tappa, vinta da Álvaro González de Galdeano,
- 2004: cronoprologo, vinto da Bradley McGee;
- 2015: 2ª tappa, vinta da Elia Viviani.
- 2022: 12ª tappa, vinta da Stefano Oldani.

Giro dell'Appennino
Nella delegazione di Pontedecimo, viene inoltre organizzato dal 1934 il Giro dell'Appennino, una delle classiche italiane.

### Altri sport
Ginnastica
Tra le società che hanno sede nel comune che si dedicano alle varie discipline della ginnastica si possono ricordare la Società Ginnastica Raffaele Rubattino, fondata nel 1894, la Società Ginnastica Andrea Doria, fondata nel 1895, e la Unione Sportiva Sestri Ponente 1897. Nella Nazionale di Ginnastica Artistica sono attualmente presenti due ginnaste genovesi che hanno iniziato la loro carriera nella Società Ginnastica Andrea Doria, Asia D'Amato e Alice D'Amato, entrambe campionesse europee e medaglie mondiali.
Il 5 agosto 2024 Alice D'Amato si laurea campionessa olimpica alla trave, a distanza di sei giorni dall'argento vinto con la squadra azzurra, diventando la prima atleta ligure a ottenere due medaglie nella storia delle Olimpiadi. Contestualmente, sarà anche l'atleta italiana più medagliata dell'edizione.
Canottaggio
Nel 2002 si svolsero a Pra' i campionati mondiali di canottaggio giovanile, per l'occasione venne costruito il rowing center antistante la stazione di Genova Prà, primo polo federale periferico del canottaggio italiano
Tennis
Dal settembre 2003 a Genova si disputa annualmente il Genoa Open Challenger, torneo tennistico internazionale.
Pallanuoto
Il Genoa Cricket and Football Club Waterpolo è stata la sezione pallanuotistica della polisportiva Genoa Cricket and Football Club, che nella sua storia si è aggiudicata i primi quattro campionati italiani maschili di pallanuoto. Gli altri due sodalizi genovesi che hanno vinto il massimo campionato italiano sono: la Società Ginnastica Andrea Doria per otto volte e la Sportiva Sturla una volta. Attualmente, però, la società con maggior rilievo nel panorama genovese è lo Sporting Club Quinto, militante in Serie A1.
Rally
Il Rally della Lanterna, è una manifestazione automobilistica, che si svolge a Genova e nel suo entroterra. Un'ulteriore gara è il Rally delle Valli Genovesi.
Rugby
Hanno sede nel comune il CUS Genova Rugby che milita in Serie A e l'Amatori Rugby Genova.
Pallavolo
L'Igo Genova Volley è stata una squadra di pallavolo maschile fondata nel 1979 e sciolta nel 2010, le attività pallavolistiche da tale data vengono svolte dalla società Pallavolo Genova che ne ha acquisito i diritti.
Hockey
Nell'hockey su prato Genova vanta un'ottima tradizione, tra le squadre locali si citano: CUS Genova Hockey, Hockey Club Genova, Hockey Club Superba e Genova Hockey 1980. È presente inoltre una squadra di hockey su ghiaccio.
Atletica leggera
Tra le società che hanno sede nel comune si ricordano: il CUS Genova, e il Trionfo Ligure.
Savate
A Genova è presente una forte tradizione nella pratica della Boxe Francese (savate), testimoniata dalla presenza di numerose associazioni sportive di livello nazionale e internazionale. La città ha dato anche il suo contributo nell'evoluzione della disciplina, tanto che alcuni colpi, benché poco usati, vengono chiamati in "stile genovese".
Tamburello
Il gioco del Tamburello era molto seguito nel passato. Il Campionato italiano di tamburello è stato più volte vinto da squadre genovesi: dodici volte dalla società Barabino-Sampierdarenese, quattro dalla Sestrese, mentre la Rivarolese e la società Palazzo Genovese hanno vinto il titolo una volta.
Vela
Genova è un'importante attrattiva per velisti a livello internazionale, è sede dello Yacht Club Italiano, il più antico club velico del Mediterraneo, fondato nel 1879. Dal nome della città deriva Genoa jib cioè il fiocco di Genova, unica vera invenzione italiana nella storia della vela da diporto, una vela triangolare simile al fiocco usato per la prima volta in regata da Raimondo Panario nel 1926. Nel 2004 fu candidata a ospitare l'edizione dell'America's Cup 2007, poi svoltasi a Valencia.
Pallacanestro
Genova ospita diverse associazioni sportive di pallacanestro.
Alcune di queste hanno avuto successi a livello nazionale (Basket Pegli)
Altre società importanti sono: PGS auxilium, my basket, ASD polisportiva santa Caterina (SCAT) e la Virtus basket Genova.
Tiro con l'arco
Lunga è la tradizione della pratica del tiro con l'arco nel comune di Genova. L'Associazione Genovese Arcieri, nota in tutta Italia con l’acronimo AGA, è stata fondata a Genova nel 1964. Da allora ha conquistato più di cento titoli italiani, potendosi quindi fregiare della stella di diamante al merito sportivo nel 2019. Gli arcieri dell'AGA svolgono la loro preparazione presso le strutture, sia al coperto che all’esterno, situate nel territorio comunale di Genova.

### Impianti sportivi

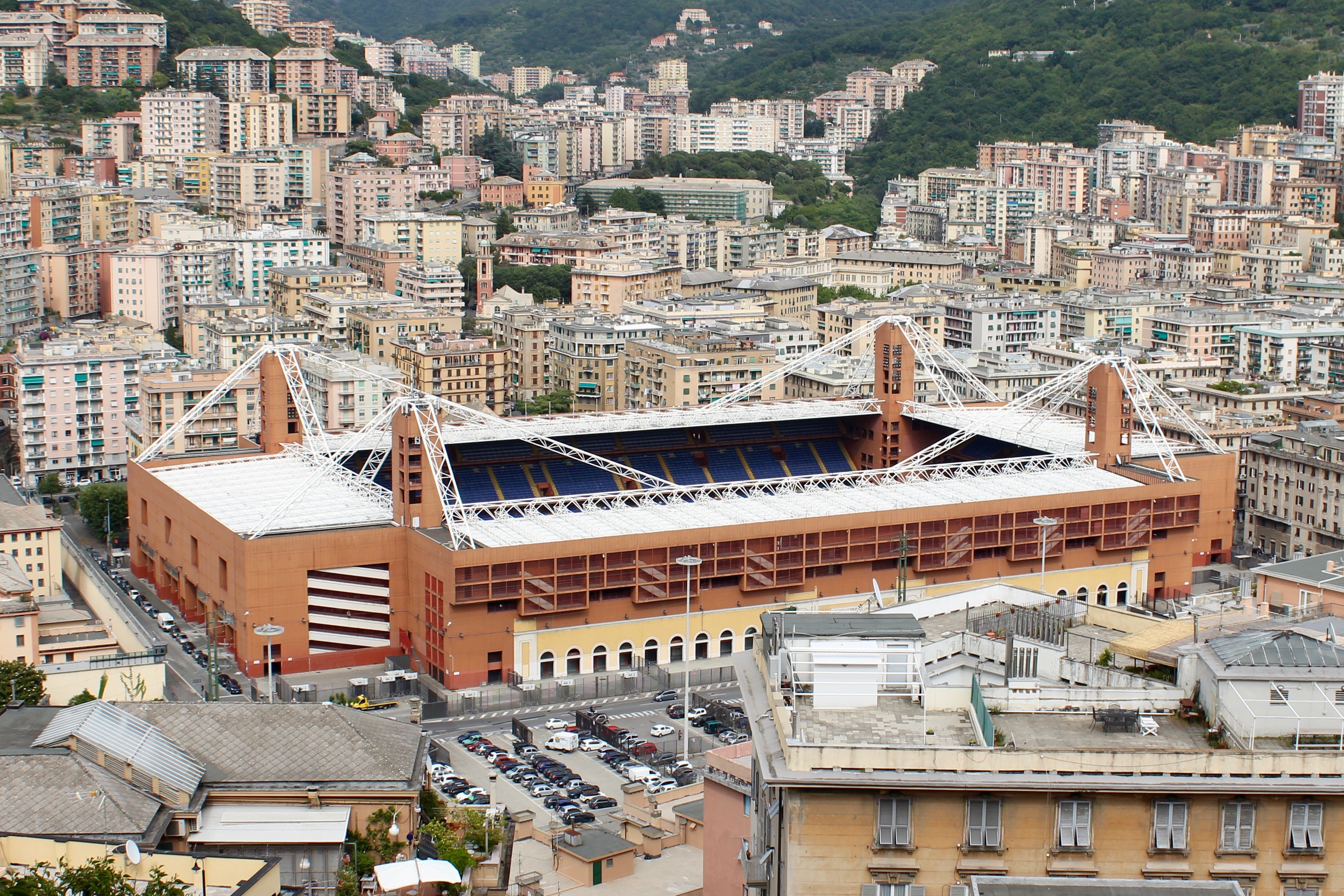
Stadio Luigi Ferraris

- Stadio Luigi Ferraris, capienza: 33 205 posti (fino al 2019 erano 36 599)[150];
- Stadio La Sciorba, capienza: 7 000 posti;
- Stadio Giacomo Carlini, capienza: 5 700 spettatori;
- Palasport di Genova, capienza: 5 000 spettatori;
- RDS Stadium, capienza a seconda delle configurazioni da 5000 a 6000 posti;
- Stadio Croce, con una capienza 1 920, principale stadio da tennis della città;
- Stadio di Albaro, principale stadio del nuoto cittadino capienza: 5 000 spettatori;
- Palasport PalaMandraccio;
- Palaghiaccio Piazza delle Feste;
- Piscina-Teatro, area porto antico;
- Campo da canottaggio nel Canale di calma di Prà;
- Campo-Scuola di Atletica Leggera di Villa Gentile.